# Украинская повстанческая армия
Украи́нская повста́нческая а́рмия (укр. Українська повстанська армія, УПА) — подпольная украинская военная организация в период Второй мировой войны, вооружённое ответвление Организации украинских националистов. Действовала с весны 1943 года на территориях, входивших в состав Генерал-губернаторства (Галиция — с конца 1943, Холмщина — с осени 1943), рейхскомиссариата Украина (Волынь — с конца марта 1943), и румынской Транснистрии (Заднестровья) (Северная Буковина — с лета 1944). Отдельные отряды также действовали на территории восточной Украины, на Донбассе и на Кубани.
Официально именоваться «Украинской повстанческой армией» отряды ОУН(б) начали в мае 1943 года. Ряды УПА пополнялись за счёт добровольцев из числа идейных националистов, бывших членов вспомогательной полиции, дезертиров из Красной Армии и дивизии СС «Галичина». Немало было в УПА и людей, пострадавших от сталинских репрессий. Численность бойцов УПА, согласно различным источникам, составляла от 25—30 до более 400 тысяч человек в разные периоды.
Своей главной задачей УПА декларировала подготовку мощного восстания, которое должно начаться в благоприятный для того времени момент, когда СССР и Германия истощат друг друга в кровопролитной войне, а затем создание самостоятельного единого украинского государства, которое должно было включать в себя все этнические украинские земли. Кроме украинцев, которых было подавляющее большинство, в составе УПА воевали евреи, русские и представители других национальностей.
Деятельность УПА носила антипольский, антинемецкий и антисоветский характер. В 1943—1945 годах отряды УПА действовали против советских партизан, отрядов польского подполья — Армии Людовой и Армии Крайовы, против немецких войск (нападения на полицейские участки, склады с оружием, тыловые части, обозы, убийства военнослужащих), Красной (1943—1946) и Советской армии (1946—1956). В 1943—1945 годах подразделения УПА принимали участие в украинско-польском этническом конфликте, в частности, ими была организована Волынская резня — массовое уничтожение этнических поляков, проживавших на Волыни.
С восстановлением советской власти на Украине, УПА стала действовать против военнослужащих Красной Армии, внутренних и погранвойск НКВД СССР, сотрудников правоохранительных органов и служб безопасности, советских и партийных работников, колхозных активистов, представителей интеллигенции, приехавших «с востока», лиц из числа местного гражданского населения и структур ОУН(б), заподозренных в поддержке или лояльности советской власти. Борьба УПА против Красной армии и подпольно-диверсионная деятельность в послевоенное время привели к тому, что понятия «уповцы» и «бандеровцы» стали символизировать агрессивный национализм.
С середины 1946 года УПА стремилась наладить сотрудничество с французскими, британскими и американскими спецслужбами. С 1948 года получала поддержку от ЦРУ и МИ-6 в рамках операции «Аэродинамик». Формально деятельность штабов и подразделений была прекращена 3 сентября 1949 года, но отдельные повстанческие отряды действовали вплоть до середины 1950-х годов.
В Большой российской энциклопедии утверждается, что жертвами УПА стали более 100 тысяч человек из числа гражданского населения и 15 тысяч военнослужащих и правоохранителей. Однако исследователь национализма Гжегож Россолински-Либе приводит цифру в 20 тыс. убитых гражданских и 10 тыс. убитых сотрудников НКВД. Он также отмечает, что за время войны УПА мобилизовала в сумме около 100 тыс. украинцев. Когда же началась борьба с украинским национализмом, то согласно собственным источникам, сотрудники НКВД на западе Украины убили около 153 тыс. человек, арестовали ещё 134 тыс. украинцев, депортировали 203 тыс. во внутренние районы Советского Союза[значимость факта в преамбуле].
Большая российская энциклопедия также утверждает, что сотрудничество с германскими оккупационными властями и злодеяния ОУН-УПА были осуждены на Нюрнбергском процессе; при этом в списке организаций и лиц, обвиняемых на Нюрнбергском процессе, опубликованном на английском и русском языках ОУН, УПА или их руководители отсутствуют. Украинский институт национальной памяти отмечает, что в материалах Нюрнбергского процесса действительно несколько раз упоминается «движение Бандеры», однако ни одно из упоминаний не носит негативного толкования.
Проблема ОУН-УПА относится к дискуссионным темам украинского общества, точка зрения на протяжении многих лет колеблется между позитивным (борцы за независимость, герои Украины) и негативным (немецкие коллаборационисты, предатели Украины).

## Предыстория создания

### Межвоенная Польша
Созданию УПА предшествовала деятельность её подпольной предшественницы — Организации украинских националистов (ОУН), возникшей ещё в феврале 1929 года во Второй Речи Посполитой. Основным регионом деятельности ОУН была Восточная Галиция, а её руководящая структура здесь именовалась «Краевая Экзекутива ОУН на западно-украинских землях». В 1933 году главой Краевой Экзекутивы стал Степан Бандера. Под его руководством ОУН провела серию терактов против представителей польских властей. Самым известным из них было покушение на жизнь министра внутренних дел Польши Бронислава Перацкого в июне 1934 года. Это убийство было совершено из мести за «пацификацию» в Восточной Галиции в 1930 году. Тогда польские власти усмиряли галичан массовыми избиениями, разрушая и сжигая украинские читальни, хозяйственные учреждения. Все организаторы этого террористического акта были арестованы польской полицией и в 1936 году осуждены на различные сроки заключения. Жертвами ОУН также становились и украинцы, не согласные с политикой бандеровцев, например, Сидор Твердохлиб и Иван Бабий.
С самого начала своего возникновения ОУН находилась в поле зрения германских спецслужб и ещё до прихода Гитлера к власти установила тесные связи с Абвером и получала от него финансирование. В немецких разведшколах прошло обучение несколько сотен оуновских боевиков, а суммарный объём финансовой помощи некоторые авторы оценивают в 5 млн марок. С другой стороны, после убийства Бронислава Перацкого немецкая полиция по первому же официальному требованию польских властей арестовала и депортировала в Польшу Николая Лебедя, арестовала и заключила в немецкую тюрьму ещё одного активиста ОУН, Рико Ярого. Сотрудничество германских спецслужб с ОУН продолжалось вплоть до Второй мировой войны и нападения Германии на СССР. По другой версии, это сотрудничество было прекращено в июле 1941 года.
В мае 1938 года в Роттердаме был убит лидер организации Евгений Коновалец. Смерть Коновальца привела к кризису в ОУН. Она выявила фундаментальные разногласия между более радикальными членами ОУН в Западной Украине и умеренными членами Провода украинских националистов, которые жили за границей. Трения между эмиграцией и западноукраинским подпольем возникали ещё раньше, однако тогда авторитет Коновальца препятствовал расколу, а у сменившего Коновальца на посту главы ОУН Андрея Мельника такого авторитета в глазах галичан не было. Вступление в должность руководителя ОУН человека, который на протяжении 1930-х годов не принимал активного участия в деятельности организации, обострили имевшиеся противоречия.
В марте 1939 года в Закарпатье была провозглашена независимая Карпатская Украина, просуществовавшая несколько дней. Основу её вооружённых сил составила Карпатская Сечь, находившаяся под контролем оуновцев. 14 марта Венгрия при поддержке Польши начала военную интервенцию в Закарпатье. Сопротивление оккупантам пыталась оказать Карпатская Сечь, но после нескольких дней упорных боёв Закарпатье было захвачено, значительная часть бойцов Сечи оказалась в венгерском плену, часть из них была расстреляна. Вторжение Венгрии в Карпатскую Украину на некоторое время обострило отношения ОУН и Германии. В этот период даже затормозилось финансирование ОУН Абвером, что не в последнюю очередь было вызвано заключёнными советско-германскими соглашениями. Но сотрудничество не прекратилось. Уже к середине апреля 1939 года Берлину удалось заверить руководство ОУН в неизменности политики Рейха по отношению к украинцам и поддержке их стремления к самостоятельности. По ходатайству немецких дипломатов венгры отпустили из плена несколько сот украинских националистов. Вышедшие из венгерских лагерей оуновцы, а также их товарищи, проживавшие в Европе на легальном положении, в начале июля 1939 года вступили в создающийся Украинский Легион под руководством полковника Романа Сушко и принимали участиe в польской кампании.

### 1939—1942 годы
26—27 августа 1939 года Андрей Мельник был официально утверждён в должности лидера ОУН Вторым Большим Сбором украинских националистов в Риме. «Узкому руководству» или «Триумвирату», обеспечивавшему временное исполнение руководящих обязанностей, с большим трудом удалось добиться согласия на то, чтобы согласно завещанию Коновальца назначить Мельника его преемником. Впрочем, это удалось только потому, что отсутствовал главный соперник Мельника Степан Бандера, который за террористическую деятельность против Польши отбывал пожизненное заключение.

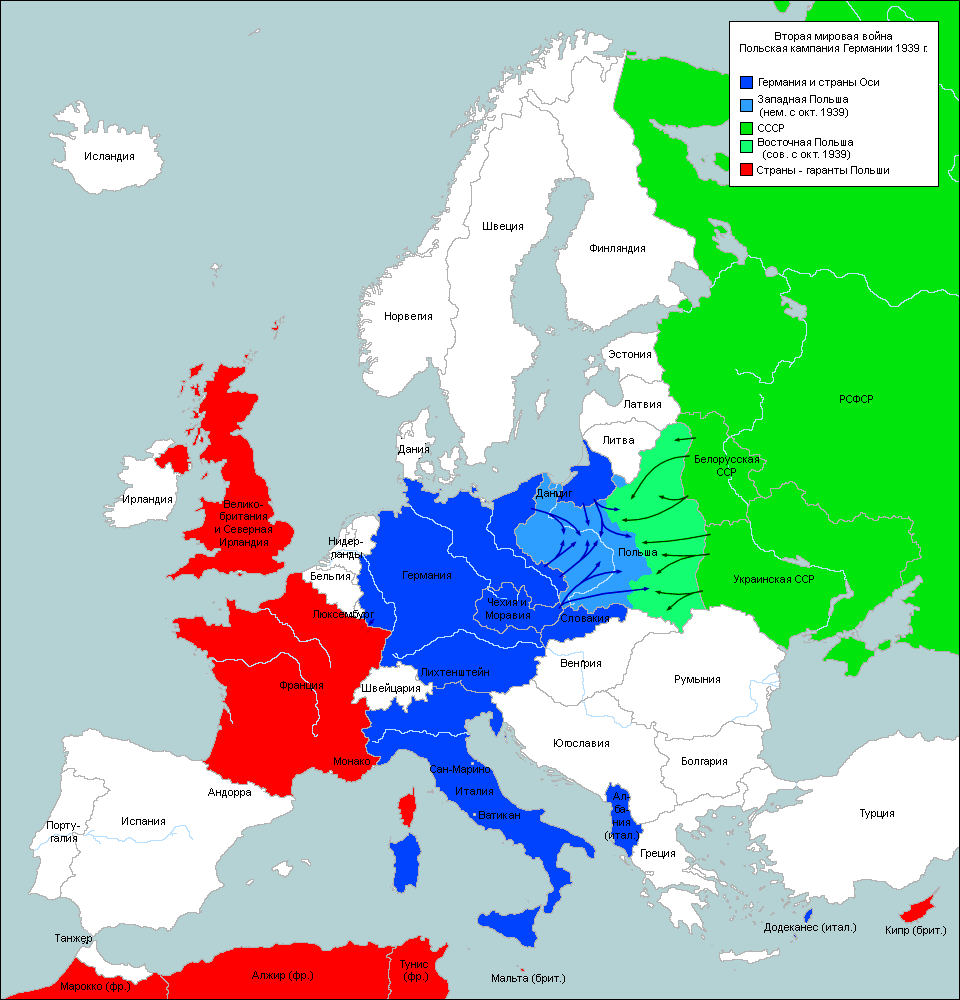
Раздел Польши в сентябре 1939 года

13 сентября 1939 года во время польской кампании Степан Бандера вышел на свободу из брестской тюрьмы и вскоре прибыл во Львов, где в условиях строгой конспирации пробыл около двух недель. Ознакомившись со складывающейся обстановкой, Бандера счёл необходимым перестроить всю работу ОУН и направить её против нового главного врага — СССР. Далее он перебирается в немецкую зону оккупации Польши, с целью урегулировать внутренний спор, возникший в организации между «старым» начальством и «молодыми» активистами, которые склонялись к более радикальной политики.
По оценкам современных украинских историков, на конец 1939 года насчитывалось 8—9 тыс. членов ОУН (максимум 12 тысяч, если считать всех активно сочувствующих националистическим идеям). Часть ОУН во главе с Мельником считало, что надо делать ставку на Германию и её военные планы. Другая часть во главе с Бандерой — что надо создавать вооружённое подполье и быть готовыми к партизанской войне, в том числе и с немцами, поскольку в существовании самостоятельной Украины, по их убеждению, не была заинтересована ни одна западная держава. Все сходились только на том, что СССР — главный враг.
Мельник и Бандера не договорились. Раскол ОУН на «мельниковцев» и «бандеровцев» 10 февраля 1940 года был таким же, как раскол РСДРП на «большевиков» и «меньшевиков». ОУН(б) — бандеровская и ОУН(м) — мельниковская. Каждая группировка с этого момента провозглашала себя единственно законным руководством ОУН. Сторонники Степана Бандеры были готовы к радикальным методам борьбы. Ещё до того, как Германия напала на СССР, они приняли решение: «в случае войны воспользоваться ситуацией, взять власть в свои руки и на освобождённых от московско-большевистской оккупации частях украинской земли построить свободное Украинское государство». Единственное, чего не учитывали националисты — так это отношение к их планам самой Германии. Бандеровцы надеялись, что сам факт их выступления против войск СССР заставит немцев признать их союзниками и способствовать возрождению Украины.
В 1940 году ОУН-Б несколько раз планировала антисоветское восстание в Западной Украине, но из-за постоянных арестов НКВД членов оуновского подполья, националистам не удалось собрать достаточно сил в Западной Украине для организации восстания. Неспокойно было и на советско-германской границе. В течение 1940 года в результате боёв между пограничниками и оуновцами последние потеряли: 82 человека убитыми, 41 — ранеными, 387 — арестованными. Однако большая часть повстанцев все же сумела уйти от пограничников. Было зафиксировано 111 случаев прорыва на Украину и 417 — из Украины. В конце концов срок начала восстания был перенесён на начало войны Германии с Советским Союзом.
НКВД вела активную деятельность против националистического подполья. Только в декабре 1940 года было арестовано около тысячи человек, в основном, актива ОУН. За весь 1940 год только львовское руководство ОУН четыре раза арестовывалось, но каждый раз возобновляло работу.
Всего в 1939—1941 годах, по данным советских органов госбезопасности, на Западной Украине было арестовано, захвачено в плен или убито 16,5 тыс. членов националистических организаций. ОУН, однако, сумела сохранить достаточные силы для того, чтобы после вторжения Германии в СССР приступить к реализации своего плана антисоветского восстания.
После нападения 22 июня 1941 года Германии на СССР, вслед за фронтом, быстро двигавшимся на восток, были отправлены сформированные бандеровцами так называемые «походные группы», маршрут продвижения которых был заранее согласован с абвером. Эти группы выполняли функции вспомогательного оккупационного аппарата, они в захваченных немецкими войсками населённых пунктах формировали украинские органы местного самоуправления. В населённых пунктах, находившихся на советской территории, националисты распространяли листовки с призывами уклоняться от мобилизации и не помогать Красной Армии. Многие местные жители, мобилизованные в РККА, сами дезертировали и переходили к оуновцам. С приходом немецких войск местное население активно помогало им в преследовании попавших в окружение красноармейцев. Оуновцы, мобилизованные в Красную армию, создавали антисоветские группы, вели пораженческую агитацию и подготовку к переходу на сторону Вермахта.

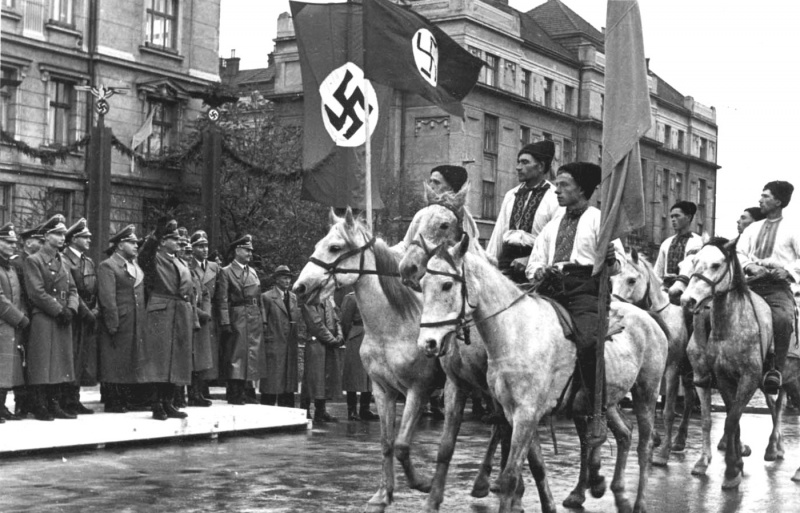
Парад украинских националистов в Станиславе (ныне Ивано-Франковск) в честь визита генерал-губернатора Польши рейхсляйтера Ганса Франка, октябрь 1941 года

30 июня 1941 года во Львове, на многотысячном митинге в присутствии нескольких немецких генералов, по другой версии — в зале на собрании националистов в присутствии нескольких немецких офицеров, ОУН (б) провозгласило Акт возрождения украинской государственности: «… п. 3. Нововосстающее Украинское Государство будет тесно взаимодействовать с Национал-Социалистической Великой Германией, которая под руководством своего Вождя Адольфа ГИТЛЕРА создаёт новый порядок в Европе и в мире и помогает Украинскому Народу освободиться из-под московской оккупации. Украинская национальная революционная армия создаётся на украинской земле, будет бороться дальше совместно с союзной немецкой армией против московской оккупации за Суверенную Соборную Украинскую Державу и новый порядок во всём мире».
Ядром этой армии бандеровцы хотели сделать созданный 25 февраля 1941 года с санкции руководителя абвера адмирала Вильгельма Канариса «Украинский легион». В оуновских документах это формирование фигурирует под названием ДУН (Дружины украинских националистов), состоявшие из группы «Север» (батальон «Нахтигаль» под руководством обер-лейтенанта Герцнера и его заместителя Романа Шухевича) и группы «Юг» (батальон «Роланд» под руководством Рихарда Ярого).
Акт провозглашения Украинского государства вызвал крайне негативную реакцию руководства нацистской Германии. 5 июля в Кракове был арестован Бандера, 9 июля во Львове — Ярослав Стецько. Бандера предстал перед берлинскими чинами, где от него потребовали публичной отмены «Акта возрождения». Не добившись согласия, Бандеру отправили в тюрьму, а в начале 1942 года — в концлагерь Заксенхаузен, где он содержался до осени 1944 года. Новости о немецких арестах лидеров ОУН-Б стали известны и бойцам батальонов «Нахтигаль» и «Роланд». Немецкие решения привели к политическому кризису в обоих подразделениях. Поэтому они были переведены во Франкфурт-на-Одере и переформированы в 201-й батальон шуцманшафта.
Успехи немецкой армии и быстрое продвижение на восток позволили Гитлеру окончательно отвергнуть идею «независимого украинского государства». К тому же излишнее самоуправство националистов становилось в тягость оккупационной администрации. Отрицательно отнеслись в Берлине и к междоусобной войне, которую ОУН(б) развернула против сторонников Андрея Мельника. 30 августа в Житомире в результате террористического акта погибли члены провода ОУН(м) Емельян Сенник и Николай Сциборский. Затем в разных городах было убито ещё несколько высокопоставленных мельниковцев. Руководство ОУН(м) возложило вину за эти преступления на бандеровцев. Поэтому 13 сентября РСХА, воспользовавшись этим поводом, издало приказ об аресте руководителей и активных членов ОУН-Бандеры.
Немецкие оккупационные власти начали проводить массовые аресты. Сотни оуновцев оказались в тюрьмах и концлагерях, была арестована большая часть руководства «походных групп», части удалось уйти в подполье и начать создание сети ОУН по всей Украине. 25 ноября 1941 года была принята секретная директива немецкой полиции «014-USSR», в неё указывалось, что бандеровцы готовят восстание в рейхскомиссариате, и что все они должны быть задержаны, допрошены, и ликвидированы как мародёры. Репрессии позже коснулись также мельниковцев. Между тем, когда победителями в гонке за Львов стали сторонники Бандеры, уже в Киеве именно мельниковцам удалось создать Украинскую Национальную Раду — орган местного самоуправления. Но уже 17 ноября 1941 года немцы её распустили. В начале 1942 года часть членов УНРады, в том числе поэтессу Елену Телигу, расстреляли в Бабьем Яре (по другим данным, их убили в застенках гестапо на Владимирской улице, где сейчас находится здание СБУ).
После ареста Бандеры ОУН-Б возглавил в качестве исполняющего обязанности проводника Николай Лебедь. Осенью 1941 года ему удалось организовать конференцию, членам организации приказали снова перейти в подполье и вести пропагандистско-организационную деятельность. Было решено, что начать в этот момент вооружённую борьбу против немцев означает лишь обескровить ОУН. Особое значение оуновские подпольщики придавали проникновению в Украинскую вспомогательную полицию. Служба в ней давала шанс получить военную подготовку значительному количеству молодых людей. Уже тогда возникло намерение «в нужный момент» благодаря доверенным лицам взять её под контроль. Руководители националистов предполагали, что в нужный момент члены этого формирования перейдут на их сторону и создадут партизанский отряд. Именно подразделения украинской полиции (4—6 тысяч человек) стали костяком для формировавшейся весной 1943 года Украинской Повстанческой Армии (УПА).
В апреле 1942 года состоялась II конференция ОУН-Б под Львовом, определившая дальнейшую стратегию освободительного движения. Конференция подтвердила негативное отношение ОУН (б) к нацистской политике в Украине, сориентировала её членов на развёртывание широкой военной подготовки, создала почву для вооружённого сопротивления под лозунгами активной борьбы за Украинскую государственность. Однако, в течение всего 1942 года повстанческое движение проходило под девизом: «наша вооружённая борьба против немцев была бы помощью Сталину». Поэтому ОУН (Б) воздерживалась от активных боевых действий против Германии и занималась, в основном, пропагандой. Оуновцы ждали момента, когда вермахт и Красная армия ослабнут, чтобы поднять мощное восстание и добиться освобождения Украины и от Германии, и от Советского Союза — пока же этого не произошло, украинское националистическое подполье собиралось накапливать силы для послевоенной борьбы с победившей стороной. Советский Союз по-прежнему рассматривался как главный враг. В апреле 1942 года по указанию провода ОУН-Б на Волыни формируются т. н. «группы самообороны» (боёвки) по схеме: «кущ» (3 села, 15—45 участников) — уездная сотня — курень (3—4 сотни). К середине лета на Волыни эти группы насчитывали до 600 вооружённых участников.
В октябре 1942 года состоялась «Первая войсковая конференция ОУН(б)», на которой основным вопросом стало создание украинских вооружённых формирований и ведения будущих боевых действий. Для проработки вопросов, связанных с созданием будущей украинской армии, была создана специальная комиссия. В результате был подготовлен план создания украинской армии и разработаны «требования военного командования ОУН». В планах не исключалась массовая мобилизация сотен тысяч украинцев и борьба против всех врагов одновременно, в том числе СССР, Польши и стран Оси. Комиссия также размышляла над тем, как в случае вспышки восстания следует обращаться с этническими нацменьшинствами.
В повстанческих планах бандеровцы также брали во внимание 201-й батальон шуцманшафта, который был направлен в Беларусь для борьбы с советскими партизанами. Офицерами-командирами в этом батальоне служили члены ОУН-Б и будущие военачальники УПА: Роман Шухевич (будущий Главный командир УПА), Василий Сидор (командир УПА-Запад), Юлиан Ковальский (первый начальник штаба УПА), Александр Луцкий (командир УНС) и другие. В среде бандеровцев в конце 1942 года появился замысел вывести 201-й полицейский батальон на Волынь и на его базе приступить к созданию партизанских отрядов. Однако, этого не произошло. Николай Лебедь приказал батальону идти в подполье, но этот приказ так и не был выполнен. Бойцы батальона, вместо того, чтобы дезертировать в УПА, после окончания годового контракта в декабре 1942 просто все вместе отказались продлить его. Немцы отправили их группами в Галичину и расформировали подразделение. Рядовые бойцы были уволены со службы или отправлены служить в полицию во Львове. Офицеров же на несколько месяцев поместили под домашний арест и приказали регулярно отмечаться в гестапо. Поэтому значительная часть «легионеров» (старшин и подстаршин) достаточно быстро оказалась в подполье ОУН. Некоторым из них — в том числе Роману Шухевичу — удалось скрыться ещё во время конвоирования во Львов.

## Формирование
Название «Украинская повстанческая армия» первоначально использовала другая националистическая структура под руководством Тараса Бульбы-Боровца, сотрудничавшего с Правительством УНР в изгнании (ДЦ УНР). До войны Боровец не раз нелегально пересекал границу с СССР для выполнения разведывательных задач. После нападения Германии на СССР Боровец с группой своих сторонников разоружил советскую милицию в Сарнах и взял контроль над городом. В августе 1941 года в Олевске (Украинское Полесье, ныне Житомирская область) приняло присягу сформированное им подразделение «Полесская Сечь» (УПА-ПС). В основном сечевики проводили операции по поиску и уничтожению бойцов РККА и НКВД, которые скрывались в Полесье. В середине ноября 1941 года немцы заставили Боровца распустить подчинённые ему подразделения. Поводом стал отказ их бойцов участвовать в расстреле еврейского населения в Олевске 12 ноября. Сразу после этого Боровец, не исключая борьбы против немцев, начал создавать партизанские отряды. В декабре 1941 года он избрал для них название УПА, апеллируя таким образом к традициям антисоветского партизанского движения в 1921 году. Чтобы оттянуть момент начала борьбы, Боровец проводил переговоры с немцами и советскими партизанами, договорившись и с одними, и с другими о прекращении огня. Он также оброс различными политическими контактами. С ним наладили отношения мельниковцы и бандеровские диссиденты во главе с Иваном Митрингой, которых часто называют левым крылом ОУН-Б. Наиболее значительной операцией УПА (бульбовцев) было взятие под контроль 19 августа 1942 года Шепетовки — крупного железнодорожного узла. Максимальная численность подразделений Боровца держалась в районе 2—3 тыс. человек.
В начале декабря 1942 года во Львове собралась II «военная конференция бандеровской ОУН», на которой провод ОУН-Б распорядился создать на Волыни партизанские отряды («военные подразделения ОУН самостийников-державников»). С 1942 года деятельностью ОУН-Б на Волыни руководил Дмитрий Клячкивский («Клим Савур»). Значительное влияние на создание этих партизанских отрядов оказывал Иван Литвинчук-«Дубовой», проводник ОУН-Б на Северо-Восточной Волыни. Именно там в конце 1942 года была создана сотня (эквивалент роты) под командованием Григория Перегиняка («Довбешка-Коробка»). Сотня формально была Военным отделом ОУН (так бандеровцы называли свои партизанские группы), и только после утверждения названия «Украинская Повстанческая Армия» к ней начали применять это название. Фактически она была первым партизанским отрядом ОУН-Б, и именно поэтому в журнале УПА «До Зброї» в июле 1943 года она была признана первой сотней УПА.
Победа Красной Армии под Сталинградом в начале 1943 года обозначила перспективу военного поражения нацистской Германии. Помимо этого, на территорию оккупированных западных областей Украины, выполняя задачи по разрушению немецкого тыла, стали проникать советские партизанские отряды и соединения. И это по данным ряда историков стало одной из главных причин заставить националистов ускорить процесс формирования своих собственных вооружённых сил, поскольку руководство ОУН-Б пришло к выводу, что оно может потерять влияние в регионах и лишиться базы собственного движения. О таких мотивах, откровенно указывается в письме одного из руководителей Службы безопасности (СБ) ОУН на северо-западных землях Василия Макара. Макар указывал, что оуновцы уже должны проводить повстанческие акции, и эти акции не опережали события, а уже запоздали, поскольку территория выходила из под контроля («вырывалась из рук»), в связи с ужесточением оккупационной политики («немчура начала уничтожать села») началось стихийное сопротивление оккупантам и «начались множиться атаманчики», наконец, советские партизаны начали выходить на территорию Западной Украины («красная партизанка начала заливать территорию»).
17—23 февраля 1943 года в селе Теребежи вблизи Олеско состоялась III конференция ОУН-Б, на которой было решено начать открытую партизанскую войну на Волыни, хотя, не ясно, когда было определено точное время её начала. Конференция, что важно, состоялась после победы Красной Армии под Сталинградом, но до её поражению в битве под Харьковом в марте 1943 года. Бандеровцам могло казаться, что поражение Германии уже очень близко. Они были убеждены, что окончательную битву за независимость им придётся вести с СССР или Польшей, а может, и обеими врагами одновременно. Программное выступление на конференции произнёс Михаил Степаняк, который предостерёг, что СССР может победить в войне. Он предложил немедленно начать восстание против немцев и освободить Украину от оккупации до прихода Красной Армии, его действия были поддержаны Проводом, но не были реализованы под давлением Дмитрия Клячкивского и Романа Шухевича (будущего преемника Клячкивского на посту главнокомандующего УПА) по мнению которых, вооружённая борьба должна быть направленной в первую очередь не против немцев, а против советских партизан и поляков. Борьба же против нацистов — второстепенна и должна носить характер «самообороны украинского народа». На эту борьбу возлагалась ещё одна важная задача: добыча оружия, снаряжения и боеприпасов.
На третьей конференции ОУН(б) были окончательно решены вопросы создания УПА и определены главные враги украинского освободительного движения (нацисты, польское подполье и советские партизаны). После завершения конференции ОУН (б) пережила внутренние изменения. Члены главного провода ОУН (б) все чаще обвиняли Николая Лебедя в авторитарности в методах управления. 11—13 мая 1943 года на собрании главного провода Николай Лебедь был отстранён от руководства. Высшей властью стало Бюро Провода во главе с Зиновием Матлой, Дмитрием Майивским и Романом Шухевичем. Первым среди равных, фактическим главой ОУН, стал Шухевич. Шухевич также снял с поста краевого проводника ОУН на ЗУЗ Михила Степаняка, бывшего сторонника Николая Лебедя (оба они выступали противниками вооружённых акций против польского населения). Его сменил Василь Охримович («Филипп», «Грузин», «Кузьма»).
Новоиспечённая организация сначала должна была называться «Украинской Освободительной Армией», однако, поскольку уже существовала подобная военная структура, бандеровские партизаны почти никогда не употребляли этого названия, поэтому вместо неё с конца апреля и начала мая 1943 использовали популяризированное Тарасом Боровцем название «Украинская Повстанческая Армия».
Весной 1943 года на Волыни произошло массовое дезертирство членов Украинской вспомогательной полиции с их последующим переходом в ряды Украинской Повстанческой Армии. Всего в марте-апреле 1943 года от 4 до 6000 полицейских стали партизанами УПА, составив костяк её командного состава. Существует несколько версий причины дезертирства шуцманов. Самая распространённая из них — это то, что руководство ОУН-Б на Волыни, сразу после получения информации об итогах III конференции ОУН-Б, отдало своим людям, которые там служили, приказ уйти в партизаны, а это дезертирство породило цепную реакцию — начало немецких репрессий и, в результате, побег других полицейских. Впрочем, возможно, что и так запланированное дезертирство было ускорено разоблачением полицейских, связанных с ОУН, и угрозой ареста со стороны гестапо. Подобные случаи массового перехода украинских шуцманов в ряды УПА будут происходить весной следующего года уже в Восточной Галиции. Так, в конце марта 1944 года из дезертиров-полицейских из Равы-Русской была создана сотня «Месники».
В 1943 году на Волыни существовали целые так называемые «Повстанческие республики» — регионы с которых были удалены оккупационные власти и учреждены оуновские администрации. Примером одной из таких «республик» была Колковская. Она просуществовала с апреля по ноябрь 1943 года. Немецкая полиция на Волыни в тот период насчитывала всего 1,5 тысяч человек. Колки были захвачены УПА без сопротивления после того, как большая часть местных полицейских перешли в УПА и небольшой отряд немецких полицейских покинул город. Отрядами УПА в Колковской республике командовали Николай Ковтонюк и Степан Коваль, которые ранее руководили полицией в Луцке и стали организаторами УПА на Волыни после массового перехода луцких полицаев в УПА в марте 1943 года. Сохранившиеся архивы полиции подтверждают, что под руководством обоих будущих командиров УПА, их подчинённые принимали участие в уничтожении гражданского населения, евреев и советских военнопленных.
Существуют исторические споры по поводу того, кто был первым главнокомандующим Украинской Повстанческой Армии, по причине ещё не окончательно сформировавшейся централизованной структуры. По мнению ряда современных историков первым командиром УПА правильно считать Дмитрия Клячкивского. Но все же его своеобразным предшественником, командовавшим, правда, не всей УПА, называют военного референта ОУН по Волыни и Полесье поручика Василия Ивахива («Сом», «Сонар»). К 1 мая 1943 года была создана Главная команда УПА, руководителями которой стали Ивахив и Клячкивский. Когда 13 мая в схватке с немцами у села Черныж Ивахив погиб, Клячкивский получил единоличную власть над всеми территориями, контролируемыми УПА. В течение лета 1943 года бандеровцы заставили другие националистические организации подчиниться командованию «Клима Савура».
В июне 1943 года в УПА была создана военно-полевая жандармерия и служба безопасности (СБ). Последняя создавалась для уничтожения врагов ОУН. Начиная с октября 1943 года СБ на Волыни подчинялась Военному штабу Главного командования УПА.
В Галиции в первой половине 1943 года полноценные вооружённые силы украинских националистов ещё не существовали. Летом-осенью ситуация изменилась. В июле, в связи с рейдом на территорию Галиции соединения советских партизан под командованием Сидора Ковпака, а также по причине мобилизации оккупантами западноукраинской молодёжи в дивизию СС «Галиция», украинские националисты Галиции стали создавать Украинскую народную самооборону (УНС). В начале 1944 года УНС влилась в УПА, получив называние УПА-Запад и руководителя — Василия Сидора.
После проведения III чрезвычайного большого сбора ОУН произошла первая крупная реорганизация структур УПА. В связи с увеличением её численности были сформированы: Северо-Западная группа (военный округ «Туров»); Северная группа (военный округ «Заграва»); Южная группа (военный округ «Эней») и Восточная группа (военный округ «Верещаки» 27 августа 1943 Главная команда УПА издала указ, согласно которому все члены УПА теперь именовались казаками и делились на три группы: казаки-стрельцы, подстаршины и старшины. Вводились воинские звания и ранги — подстаршинские, старшинские и генеральские.
В ноябре 1943 года в УПА был создан Главный военный штаб в главе с Дмитрием Грицаем. Начальником тыла стал Ростислав Волошин, начальником политического отдела — Иосиф Позычанюк.
27 января 1944 года в УПА были введены боевые награды: Бронзовый крест боевого отличия, Серебряный крест боевого отличия (I и II ступени), Золотой крест боевого отличия (I и II ступени).
В этот же день приказом ГК УПА No. 2/1944 Дмитрий Клячкивский становится командиром УПА-Север, Роман Шухевич — главнокомандующим УПА. УПА-Юг возглавил Емельян Грабец-«Батько». УПА-Восток так и не была окончательно создана, поскольку быстрое наступление Красной армии на рубеже 1943—1944 гг. не позволило создать более мощные повстанческие структуры в этом округе.
К началу 1944 года УПА достигла своего могущества. Численность её бойцов на тот момент по разным оценкам от 40 до 300 тысяч человек.
УПА также продолжала расширяться территориально. В июле 1944 года в Черновицкой области была создана Буковинская Украинская Армия Самообороны (БУСА), которая на тот момент насчитывала 800 человек. Вскоре БУСА была реорганизована, став частью военного округа «Говерла» в УПА-Запад (Тактический участок № 20 «Буковина»). Закарпатье до 1945 г. не входило в территориальную структуру УПА. В 1939—1944 гг. оно находилось в составе Венгрии, которая стремилась инкорпорировать этот регион. Поэтому УПА ограничивалась отдельными рейдами в Закарпатье уже после изгнания венгров оттуда.

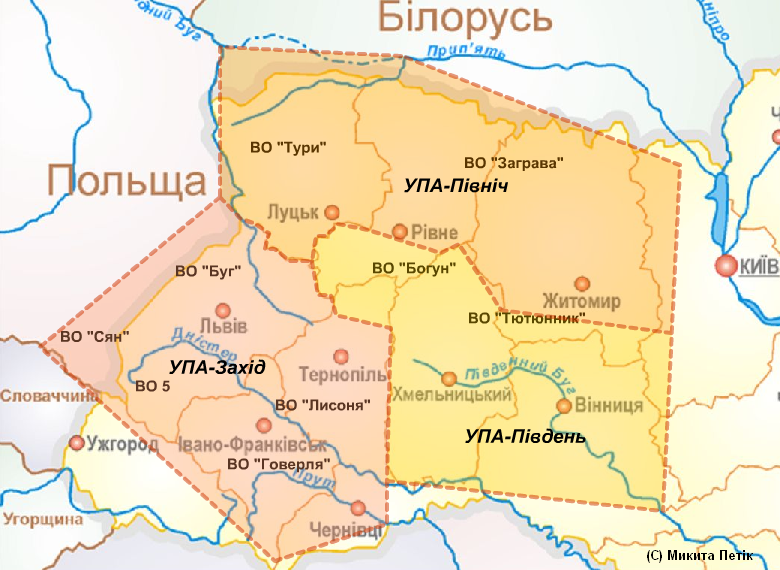
Территориальная структура УПА. Весна-лето 1944 года

Темой исторических дискуссий является дата создания УПА. В эмигрантской украинской литературе возник тезис о том, что УПА возникла 14 октября 1942 года. Это утверждение плавно перекочевало и в ряд современных украинских работ, а также в российскую историографию. Возникла эта дата ещё в 1947 году в «юбилейном» приказе главы УПА Романа Шухевича, стремившегося в пропагандистских целях «увеличить» период существования Повстанческой армии. Дата 14 октября выбрана не случайно, поскольку на этот день приходится православный праздник Покров Пресвятой Богородицы. Украинский историк Владимир Косик, опираясь на найденный в Бундесархиве отчёт немецкой армии, в котором сказано: «Согласно сообщению главнокомандующего вермахта в Украине за 16 октября 1942 украинские националисты впервые объединились в районе Сарн в большую банду…», также утверждает, что именно осенью 1942 года вооружённые отделы ОУН (б) начали сливаться в крупные соединения, создавая УПА. В украинской историографии обычно упоминаются два имени командиров первых отделов УПА: Сергей Качинский-«Остап» и выше упомянутый Григорий Перегиняк-«Довбешка-Коробка». При этом и первому, и второму приписывают организацию первого партизанского отряда УПА.
Однако, несмотря на примечательность торжественной даты, некоторые исследователи оперируют достоверными фактами, которые свидетельствуют, что в 1942 году Украинская Повстанческая армия существовала только в проектах и переносят период её основания на четыре или пять месяцев вперёд, поскольку как уже упоминалось раньше, официальная санкция на развитие партизанской борьбы была дана только в феврале 1943 года на III конференции ОУН(Б). Это признавали и бандеровцы. Например, в «победном» приказе мая 1945 года, тот же Шухевич писал, что повстанцы получили в руки оружие зимой 1943 года. Немецкие документы также указывают на то, что в течение 1942 года ОУН-Б не проводила никаких активных боевых действий и что её активное вооружённое выступление на Волыни и Полесье началось в марте 1943 года. Единственные заметные вооружённые столкновения, произошедшие в 1942 году — перестрелка при захвате СД подпольной типографии в Харькове 17 октября, которая окончилась арестом 11 боевиков ОУН и перестрелка с бандеровцами во Львове 27 ноября 1942 года, в которой погиб штурмбаннфюрер СС и одного эсэсовца ранили.

## Структура
УПА представляла собой партизанскую армию, которая имела трофейное вооружение (в основном, немецкое и советское оружие), амуницию, жёсткую дисциплину, военную тактику, службу безопасности, агентуру, разведку, контрразведку и т. д.. За все время своего существования УПА применяла тактику диверсий, неожиданных атак на врага и старалась избегать крупных сражений.
УПА формировалась из многих социальных слоёв общества. Там присутствовали крестьяне (составляли наибольшую прослойку в УПА), рабочие, интеллигенция. Основу УПА составляли бывшие легионеры расформированных спецбатальонов «Нахтигаль» и «Роланд», шуцманшафт-батальона — 201, а также члены украинской вспомогательной полиции с Волыни.
УПА делилась на четыре Генеральных военных округа: УПА-Север (Волынь и Полесье), УПА-Запад (Галиция), УПА-Юг (Подолье). УПА-Восток практически не существовала. На этом поприще действовали лишь единичные повстанческие части. Разделение УПА на ГВО официально было произведено 5 декабря 1943 года.
В группу УПА-Север входило 4 военных округа — «Туров», «Заграва», «Богун» и «Тютюнник». Они охватывали территорию Волынской, Ровненской, Житомирской и западную часть Киевской областей. УПА-Север также оказывала влияние на южные районы Брестской и Пинской областей Белоруссии, где проживала значительная часть украинского населения.
Группа УПА-Запад, состояла из 6 военных округов — «Башта», «Буг», «Лисоня», «Говерла», «Маковка» и «Сян». Её деятельность распространялась на территории Львовской, Станиславской, Тернопольской, Черновицкой и Дрогобычской областей, а также на некоторые восточные районы Польши (Перемышльский, Холмский, Замостский и Санокский повяты). Планировалось также ввести военные округи «Сучава» и «Срибна», которые должны были охватывать территорию Буковины и Закарпатской области, однако находились только в стадии организации. В ноябре 1944 года они были присоединены к округу «Говерла».
Группа УПА-Юг состояла из трёх военных округов — «Холодный Яр», «Умань» и «Винница». Она действовала на территории Каменец-Подольской и Винницкой области, на севере Тернопольской, а также в южной части Киевской, Ровненской и Житомирской областей.
Под контролем УПА-Восток была северная часть Киевской и частично, Черниговской областей. Этот округ был всё время слишком близок к линии фронта. Из-за отсутствия времени и постоянных атак советских войск полностью завершить создание округа повстанцы не сумели (не были даже назначены командующие округами). Вследствие этого к округу часто относят только независимые повстанческие боевые единицы. После возвращения в эти области Красной Армии, группа УПА-Восток организационно прекратила своё существование, действовавшие там несколько вооружённых групп бежали в Тернопольскую область и влились в округ «Богун» под командованием Петра Олейника.
Организационно УПА состояла из полков («загонов» по 1—2 тыс. бойцов), батальонов («куреней» по 300—500 бойцов), рот («сотен» по 100—150 бойцов), взводов («чот» по 30-40 человек) и отделений («роёв» по 10 человек).
Самой сильной стороной УПА являлся её личный состав. Подавляющее большинство бойцов осознанно разделяли идеи украинского национализма. Свыше 60 % бойцов составляла сельская молодёжь, превосходно ориентировавшаяся в своих родных местах и имевшая связи среди населения. Боевые навыки многие будущие члены УПА приобретали во время службы в польской армии перед Второй Мировой войной, а затем в различных формированиях нацистской Германии.
УПА имела систему школ для подготовки офицерского и младшего командирского состава, госпиталей, оружейных мастерских, складов и т. д. Впрочем, по ходу расширения советских антипартизанских операций на Украине все эти структуры все больше перемещались в подполье, что отражалось на эффективности их работы.
Важнейшую роль для УПА играла конспирация. В своей деятельности бандеровцы использовали опыт Ирландской республиканской армии. Все члены боевых подразделений имели псевдонимы, которые часто менялись. Связь между отрядами осуществлялась через проверенных связных. Как правило, повстанцы из разных подразделений не знали друг друга в лицо. Приказы и донесения передавались через миниатюрные записки, сделанные карандашом на папиросной бумаге. Они закатывались, прошивалась ниткой и запечатывалась свечным парафином. Оставляли их в условном месте.
Главным изобретением ОУН-УПА были подземные схроны. Систему тайных убежищ начали массово создавать на рубеже 1943/44 годов в ожидании прихода советских войск. Схроны бывали разных видов: склады, пункты радиосвязи, типографии и казармы. Строились они по принципу землянок с той разницей, что вход был замаскирован. Как правило, входом в схрон служил пень или ящик с землёй, в который сажали молодое дерево. Вентиляцию выводили через деревья. Для создания подземного бункера на территории села или деревни оуновцам приходилось быть более изобретательными. Вход в укрытие они маскировали под кучи мусора, стога сена, колодцы, собачьи будки и даже могилы. Всего за время существования УПА было построено около 10 000 схронов.

### Численность
Общее количество бойцов УПА, за весь период её деятельности (1942—1960 гг.) — предмет исторических дискуссий. Зачастую разница в численных показателях определяется методикой проведения подсчётов и использование авторами той источниковой базы, которая подтверждает предложенную ими концепцию. Субъективный подход в большинстве случаев диктуется политическими предпочтениями. Для российских и польских историков обычно характерно приуменьшение (до 10—20 тыс.). В случае принадлежности историков к ОУН наблюдается сильное завышение численных показателей (до 400 тыс. человек и даже до 1 миллиона). Это характерно для работ, опубликованных представителями украинской диаспоры, в частности, Петра Мирчука, Николая Лебедя и других. Они обосновывают исключительную роль ОУН в политической жизни населения западноукраинских областей и призваны подтвердить тезис о массовой поддержке Украинского освободительного движения. Комиссия Национальной академии наук Украины (1997—2004) назвала число от 25 до 100 тыс. человек в разные периоды. Примерно такую же оценку дал в 2015 году Украинский институт Национальной памяти. Некоторые исследователи считают и число 100 тыс. сильно заниженным. Так, по данным НКВД УССР, за период с февраля 1944 по январь 1946 года, как результат борьбы с УПА — 103 313 повстанцев было убито, 15 959 — арестовано, ещё 50 тыс. пришло с повинной, что в общем составляет 169 тыс. человек. Учтя то, что в это число могли попасть люди, не причастные к деятельности УПА, все равно численность УПА была больше 100 тыс. человек.
Известно, что на начало 1944 года УПА была самой многочисленной за все время своего существования. Исследователь из США Пётр Содоль называет число в 25—30 тыс. человек на тот период. Такого мнения придерживался и украинский историк-архивист Анатолий Кентий. В то же время, по данным польского историка Владислава Филяра численность УПА весной 1944 года только в Галиции достигала 45—50 тыс. человек. Но при этом большая часть численного состава УПА приходилось на УПА-Запад. Немецкие официальные документы приводили цифру в 100—200 тыс. человек на 1944 год. Эта оценка часто встречается в работах историков на Западе. В немецком отчёте III фронтового разведывательного отдела «Восток» от 9 ноября 1944 года общая численность УПА и УНРА была оценена в 500 000 человек. Отчёт «УПА и отделы Власова», написанный бывшим начальником СД в Дистрикте Галиция Йозефом Витиской 18 декабря 1944 года подтверждает эту цифру такой фразой: «Пятисоттысячная УПА не желает подчиняться Власову».
В письме Николая Подгорного в ЦК КПСС, датированного 25 сентября 1956 года, общие потери украинских националистов за период 1944—1945 гг. определены в количестве — 150 тыс. убитыми, 103 тыс. арестованными, то есть, более 253 тыс. человек. Никита Хрущёв в письме к Сталину, датированному июнем 1945 года, приводит следующие данные: «За период со дня освобождения западных областей от немецких захватчиков до 1 июня 1945 года было убито бандитов — 90 275, взято в плен — 93 610 и появилось с повинной 40 395». То есть, общее количество потерь составило 224 280 человек. Таким образом, есть основания полагать, что общая численность УПА весной 1944 составляла около 150—160 тыс. бойцов, из которых УПА-Север насчитывала около 70 тыс., а УПА-Запад более 80 тыс. человек. Ссылаясь на советскую статистику, по последним подсчётам ряда украинских историков, за все время вооружённой борьбы во время Второй мировой войны и послевоенный период через УПА и подполье ОУН прошло свыше 400 тыс. человек. Также не вызывает сомнений у украинских историков и тезис о массовом характере национально-освободительного движения на Волыни и в Галиции в годы Второй мировой войны.
В то же время по другим данным, взятым из записей командира УПА-Север — Дмитрия Клячкивского, количество бойцов УПА было значительно меньше. Во время перехода советско-германского фронта через Волынь и Полесье в округах УПА-Север и УПА-Юг насчитывалось 6920 человек, в апреле 1944 года — 6960, а в сентябре того же года (де-факто УПА-Юг уже расформировалась) произошёл резкий спад — до 2600 человек. В заметках и таблицах Клячкивского не было данных по УПА-Запад. Украинский учёный Иван Патриляк, ссылаясь на его записи убеждён, что ряды Украинской Повстанческой Армии в «пиковое» время вряд насчитывали более 35 тысяч бойцов. А данные советской статистики, в частности, в отчётах НКВД, по мнению Патриляка зачастую сознательно преувеличены: «Неизвестно кого энкаведисты туда причисляли и где привирали. Более-менее точными могут быть только данные по захваченному оружию, которого во много раз меньше, чем число убитых. Вероятно, они вносили в эти списки всех — и дезертиров, и тех, кто прятался от мобилизации в лесах, и крестьян, пережидавших переход фронта в лесах».

### Вооружение
Одним из слабых мест УПА был недостаток оружия и боеприпасов. Вооружение повстанцы чаще всего подбирали на полях боёв, во время уничтожения противника или при его разоружении. Так ОУН во время антипольских выступлений в сентябре 1939 года добыла большое количество оружия у польских солдат и полицейских, а в июне 1941 оуновцы подбирали на полях сражений на Западной Украине у убитых советских солдат. Часть оружия принесли с собой дезертиры из полиции, сбежавшие в лес к УПА в марте-апреле 1943. В первой половине 1944 года отряды УПА, заключив ряд различных договорённостей с немецкими и венгерскими войсками о сотрудничестве, также получили от них определённое количество оружия и боеприпасов.
С 1944 года стало обычным использование оружия советского производства. Очень, например были популярны в УПА пулемёты Дегтярёва. Во время некоторых акций УПА применяла лёгкие миномёты — калибра от 51 до 82 мм. Украинские партизаны также имели 76-мм и 45-мм орудия.

### Техника
Бронетехника и авиация, несмотря на то, что захватывались повстанцами в качестве трофеев, не имели массового применения (в случае с авиацией — вообще применения как такового), ввиду отсутствия топлива, необходимых запчастей и соответствующих кадров для починки и управления указанными боевыми машинами. Однако в архивных документах упоминаются несколько случаев применения Украинской повстанческой армией танков. Так например в документах УПА, 8 октября 1943 года во время боя с немцами на дороге Рафаловка-Владимирец (Ровненская область, Украина) украинские националисты завладели одним трофейным немецким танком. 22 ноября 1943 года, во время нападения подразделения УПА на село Купычев (Волынская область, Украина), аковцы захватили самодельный танк бандеровцев, который был создан на базе тягача СТЗ-5 и корпуса Т-26.

### Униформа
У солдат УПА не было собственной формы, как таковой. Были попытки её создания, но они не особо увенчались успехом. Партизаны носили форму немецкой, советской или польской армии, форму украинской вспомогательной полиции или просто гражданскую одежду, выкрашенную в зелёный цвет.

### Военные звания УПА
27 августа 1943 года в УПА были введены ранги и воинские звания. Они были приняты за основу системы званий, основанных на армейских званиях Украинской Народной Республики 1917—1920 гг.: Так все военнослужащие именовались казаками и делились на казаков-стрельцов, подстаршин и старшин. Устанавливались подстаршинские, старшинские и генеральские ранги и степени. Солдатский и подофицерский состав был таким: казак (рядовой), вистун (ефрейтор), десятник (сержант), старший десятник (старший сержант), подхорунжий (прапорщик). Офицерский состав делился на: хорунжий (лейтенант), поручик (старший лейтенант), сотник (капитан), майор, подполковник, полковник, генерал-хорунжий (генерал-майор), генерал-поручик (генерал-лейтенант), генерал-полковник. Последние два звания никогда не были присвоены кому-либо в УПА.
В 1945 году система званий была изменена и приняла следующий вид: стрелец (рядовой), старший стрелец (ефрейтор), вистун (младший сержант), старший вистун (сержант), булавный (старший сержант), старший булавный (старшина), хорунжий (лейтенант), поручник (старший лейтенант), сотник (капитан), майор, подполковник, полковник, генерал‑хорунжий (генерал‑майор).

### Радиовещание
С 30 июня по 2 июля 1941 года в оставленном советскими войсками Львове действовала «Радиостанция имени Евгения Коновальца». 30 июня 1941 года именно этой радиостанцией был объявлен Акт восстановления Украинского Государства.
С октября 1943 года по 7 апреля 1945 года вблизи села Ямельница на Львовщине УПА имела собственную подпольную радиостанцию «Самостийна Украина». Ежедневно радиостанция вещала на украинском, русском, французском и английском языках. Радиопередачи достигали не только территории Украины, но и Германии, Великобритании, Франции и Швейцарии.

### Символика УПА
Бандеровское крыло ОУН, образованное в результате раскола в феврале 1940 года, стремилось выработать собственную символику, чтобы отличаться от ОУН (м) Андрея Мельника, которая использовала оуновский голубой флаг и герб с золотым трезубцем и мечом.
ОУН (б) утвердила красно-чёрный флаг в качестве эмблемы, а на II-м Большом Сборе ОУНР в апреле 1941 года постановила отказ от трезубца с мечом, и установление только «общенационального Тризуба Владимира Великого в форме, введённого Центральной Радой» и «своего отдельного организационного флага чёрной и красной краски. Уклад и обязательные пропорции будут приняты отдельной комиссией». Подобно тому, как ассоциируется сине-жёлтый флаг Украины с небом и пшеничным полем, националистами была предложена ассоциация и с красно-чёрным флагом УПА: если над пшеничным полем заходит солнце, то поле чернеет, а небо над ним приобретает красноватый оттенок. Таким образом символика УПА для националистов была флагом Украины на закате.

### Идеология
Идеология вооружённого формирования, политически подчинённого ОУН, основывалась главным образом на двух изданиях: книге Дмитрия Донцова «Национализм» и книге Николая Сциборского «Нациократия». В этих книгах их авторы постулировали ультранационализм, то есть доминирование в стране этнических украинцев, а также антикоммунизм, антилиберализм, антипарламентаризм и тоталитаризм (независимым украинским государством должен был править лидер, назначенный националистическими элитами, а не политическими партиями). В формировании националистического сознания также сыграл важную роль «Декалог украинского националиста» 1929 года издания.
Национализм Донцова предусматривает господство элиты над остальным народом, над «упряжным быдлом». Такая идеология классифицируется американской политологией как экстремистская.
По мнению некоторых польских историков, таких как Гжегож Мотыка, идеологи ОУН и УПА открыто ссылались на фашистскую идеологию. Д. п. н. Виктор Полищук считал украинский национализм разновидностью фашизма. По словам Евы Семашко, УПА была террористической организацией, стремящейся создать тоталитарное государство.

### Гимн
Гимн Украинской Повстанческой Армии назывался «Маршем украинских националистов», также известный как «мы родились в великий час» (по-украински: Зродились ми великої години). Песня, написанная Олесем Бабием, была официально принята руководством Организации украинских националистов в 1932 году.
УПА считала себя преемницей Украинских Сечевых Стрельцов, гимном которых была «Червона калина». Основателями Организации украинских националистов были лидеры УСС Евгений Коновалец и Андрей Мельник. По этой причине «Червона калина» также использовалась Украинской Повстанческой Армией.

### Неукраинцы в рядах УПА
Украинская повстанческая армия действовала в основном на территориях, заселённых этническими украинцами. Однако во время своей борьбы она неизбежно сталкивалась с представителями других наций, которых включала в свои ряды. ОУН изначально была настроена на сотрудничество с любыми нерусскими народами для совместной борьбы против СССР. Однако в 1941—1942 годах в условиях подпольного существования ОУН возможностей для масштабного сотрудничества организации с неукраинскими народами Советского Союза не существовало. Они появятся позже, с созданием УПА.
При формировании УПА в начале 1943 года в её состав попали и представители других, помимо украинской, национальностей. Как правило, это были бывшие красноармейцы, сумевшие сбежать из германского плена, либо же члены национальных формирований германской полиции порядка. Украинская национальная идея в их жизни никакой роли не играла, и идти в ряды УПА зачастую их вынуждало чувство самосохранения и желание выжить. Среди них было и много тех, кто чисто случайно попадал в УПА и совсем не понимал особенности военно-политической ситуации в Западной Украине. Органы разведки УПА также отслеживали те подразделения Вермахта и Красной Армии, где возникали конфликты, связанные с межнациональными и религиозными проблемами. Формами воздействия на гражданское население иных национальностей были: распространение листовок, газет и другой печатной продукции, беседы, митинги, вечера вопросов и ответов, обращения и призывы. Частично такие призывы возымели силу, и вскоре в УПА влилось значительно число неукраинцев. В УПА также встречались дезертировавшие немецкие солдаты и итальянцы.
Незадолго до вступления Красной армии на территорию Западной Украины, по версии эмигрантского историка Петра Мирчука, в УПА насчитывалось 15 национальных подразделений различной численности — от сотни до куреня. Абсолютная численность солдат из национальных отрядов УПА была невелика. В то же время национальные формирования на определённом этапе в некоторых районах составляли довольно существенную часть УПА. Радиограмма партизанского отряда Сабурова 15 февраля 1944 года свидетельствовала: «40 процентов состава УПА на Волыни не являются украинцами. Среди них объявлялись ингуши, осетины, черкесы, турки, частично русские». Пётр Мирчук оценивает количество бойцов УПА других национальностей в 20 тыс. человек. Что же касается украинского состава, то согласно, анализу 118 биографических справок, опубликованных в справочнике американского исследователя Петра Содоля издательством «Пролог» в Нью-Йорке в 1994 году, 71 % командиров УПА были родом из Галиции, 20 % из Волыни, 1 % из Буковины, 6 % из Восточной Украины и 2 % из других стран или место рождения, которых было неизвестно. Эти данные исключают членов Украинского главного освободительного совета (УГВР), которые не являлись членами ОУН или УПА.
Уже к началу декабря 1943 года отношение ОУН к национальным отделам УПА резко изменилось. Во «Временной инструкции в делах прочих национальностей (неукраинцев) на востоке Европы и Азии при УПА или находящихся на территории деятельности УПА» от 2 декабря говорилось, что национальные отделы при УПА националисты организовывали «для конкретных политических задач», поэтому отношение к ним военных команд УПА должно было быть согласовано с политическим центром «порабощённых народов» востока Европы и Азии. Формирование новых национальных отделов предписывалось остановить, а уже сформированные отстранить от боевых действий и разместить на территории так, чтобы изолировать от прочих национальных отделов, однако чтобы это не препятствовало доступу к национальным отделам политического центра (політичного осередка). 15 января 1944 года комендант СБ штаба УПА-Север Василий Макар издал инструкцию «Прекратить ведение агитации в чужих подразделениях (шуцманы, казаки, добровольные отряды нацменов, военнопленные красноармейцы, красные партизаны, немцы, венгры, красноармейцы) с целью их перехода на сторону УПА. Тех, кто перейдёт самостоятельно, не включать в отряды УПА. Держать их отдельно от подразделений, не раскрывать связей. Особое внимание обратить на перебежчиков — одиночек и малые группы… Всех передавать в органы СБ для проверки (обязательно)».
С приближением советских войск опасность для «националов» в УПА возрастала, поскольку их существование облегчало советским спецслужбам внедрение своей агентуры. В приказе № 3/44 командирам УПА и руководителям и тыла в делах контрразведки ВО «Заграва» от 4 марта 1944 года приказывалось особое внимание обратить на сексотов из нацменов — «туркменов, узбеков, белорусов и прочих». Поляки также рассматривались как ненадёжный элемент. Такое изменение политики по отношению к вступлению представителей других национальностей в УПА, по всей видимости, было связано с тем, что, несмотря на провозглашённые лозунги, ОУН и УПА были организационно не готовы к вступлению большого количества солдат-неукраинцев в УПА. Иногда эти «национальные» отряды с приближением фронта переходили на сторону Советов. Тем, кто остался в рядах УПА, националисты грозили смертью. Результатом стало усиление внимания к этим «элементам» со стороны СБ и чистки, то есть физическое уничтожение неблагонадёжных «элементов».
В боях с УПА в 1944-45 годах НКВД взяло в плен более 300 немецких военнослужащих (преимущественно офицеров абвера и гестапо), оставшихся в повстанческой среде. В подполье ОУН и УПА немцы действовали до конца января 1947 года, когда СБ ОУН целенаправленно их ликвидировала, чтобы не компрометировать движение перед Западом.
В послевоенных публикациях ОУН с конца 1940-х годов можно встретить упоминания об участии евреев в рядах УПА — прежде всего в качестве медицинского персонала. С весны 1943 года УПА стала использовать для своих нужд евреев, части из них удалось спастись, однако большинство, очевидно, ожидало уничтожение. Следует учитывать, что курс на уничтожение евреев осуществлялся, в основном, силами СБ, а от большей части рядовых членов УПА убийства евреев скрывались . В публикациях об УПА 1950-х годов встречались упоминания и мемуары еврейки Стеллы Кренцбах, которая якобы состояла в УПА, а затем работала в МИДе Израиля. Однако позже выяснилось, что Стелла была по всей видимости вымышленным в целях пропаганды персонажем.

## Военные действия УПА в условиях германской оккупации

### УПА и немецкие войска
Сохранившиеся документы УПА содержат многочисленные упоминания о мелких боевых столкновениях с немцами, но отсутствует какая-либо информация о сражениях с крупными силами вермахта. Окончательное решение о выступлении против немецких оккупантов ОУН-Б приняла на III конференции 17-21 февраля 1943 года. Однако уже в первые дни этого месяца вооружённые отряды националистов осуществили ряд нападений на немецкие административные объекты. Считается, что первой антинемецкой акцией УПА была атака отряда Григория Перегиняка на полицейский участок в городке Владимирец в ночь с 7 на 8 февраля 1943 года.
Антинемецкий фронт ОУН и УПА, возникший в начале 1943 года и просуществовавший до середины 1944 года, не получил приоритетного значения в стратегии повстанческого движения, имел временный характер и сводил боевые действия повстанческой армии против германских войск к формам «самообороны народа», трактуя нацистов как временных оккупантов Украины, а главным врагом националисты по-прежнему считали СССР. В первую очередь УПА решила нанести удар по гражданской администрации нацистов, стремясь предотвратить стягивание контингентов. Немало атак были направлены в административные органы, где убивали работников и жгли документы. В то же время повстанцы уничтожали молокозаводы, мельницы, лесопилки и тому подобное. Подразделения УПА также нападали на районные административные центры и города, где немцы устроили так называемые опорные пункты, громя слабые участки. Они устраивали засады на дорогах, уничтожая небольшие группы немецких полицейских. Также уповцы совершали нападения на некоторые карательные экспедиции, направленные против украинского гражданского населения. Однако при этом УПА редко атаковала железнодорожные пути, потому что не была заинтересована в ослаблении сил Вермахта, который воевал против СССР. Летом 1943 года УПА овладела значительной территорией Волыни и Полесья, создавая повстанческие республики, в которых вся полнота власти принадлежала партизанам. В немецких документах занятые повстанцами области характеризовались как «заражённые бандами районы». По мнению современных польских историков, боевые операции УПА практически привели к тому, что ко второй половине 1943 года под контролем немцев остались только крупные населённые пункты, которые хорошо охранялись.
Так, например, Рейхскомиссар Украины Эрих Кох в своём отчёте о сельскохозяйственных потерях 4 апреля 1943 года писал, что «На Волыни только две области можно рассматривать как свободные от банд» и что особенно опасны выступления «национально-украинских банд» в области Кременец-Дубно-Костополь-Ровно. «Национально-украинские банды» в ночь с 20 на 21 марта напали на все без исключения местные сельскохозяйственные учреждения в Кременецком районе и при этом полностью уничтожили служебный пункт. 12 немцев при этом погибли. Генеральный комиссар Волыни и Подолья Генрих Шёне сообщил в отчёте 30 апреля 1943 года, что запад и юг Волыни окончательно захвачены «украинскими национальными бандами» и ситуация настолько угрожающая, что в районах Горохова, Любомль, Дубно, Кременца и частично Луцка надо уже говорить о народном восстании. В немецком документе под названием «Национально-украинское бандитское движение», датированном 17 июля 1943 года, говорится, что в марте 1943 года отряды УПА совершили 8 вооружённых акций против оккупационной администрации на Волыни, 57 — в апреле, в мае — уже 70, а в июне это число ещё увеличилось в несколько раз. Немцы проводили дискредитацию УПА пропагандистскими методами. В немецких листовках, сбрасываемых с самолётов на контролируемую УПА территорию, украинских повстанцев называли «сообщниками Москвы».
О вооружённом конфликте немцев и УПА свидетельствуют и отчёты советских партизан в 1943 году. Так, например, разведсводка № 57 Украинского штаба партизанского движения сообщает: «Кременецкий округ (Кременец, 60 км сев. Тернополя) 6 апреля 1943 года был объявлен на чрезвычайном положении ввиду того, что немцы в этом округе подвергались нападению украинских националистов „бандеровцев“. Немцы из многих населённых пунктов были вытеснены, и им удалось восстановить положение при помощи крупных карательных отрядов». Отряд имени Фёдора Михайлова сообщал в центр, что дело идёт до вооружённого восстания националистов, сообщалось, что «вооружённые силы бандеровцев исчисляются уже дивизиями», что на вооружении у них есть «винтовки, пулемёты, лёгкие пушки, бронемашины и даже танки». В своём дневнике участник Карпатского рейда соединения Ковпака — Семён Руднев 16 июня 1943 года отмечал, что вооружённые отряды украинских националистов «бульбовцев» и «бандеровцев» в районах своих действий ведут борьбу с немцами, партизанами и друг с другом. При этом занимаются поголовным уничтожением польского населения.
Массовое дезертирство сотрудников Украинской вспомогательной полиции на Волыни с последующим переходом в ряды УПА в марте — апреле 1943 года комментируется украинскими историками как пример борьбы украинских националистов с Германией. Полицаи при дезертирстве освобождали заключённых и ликвидировали немецкое руководство. Часто предлогом для дезертирства было нападение на полицейское отделение или тюрьму отрядов УПА. Попытки дезертирства полицейских пресекались немецким командованием. Например, в Здолбунове украинские полицаи отказались выполнять приказы. Немцы немедленно их разоружили, 12 человек расстреляли, а остальных отправили в Германию.
До весны 1943 года германская антипартизанская борьба на Волыни не носила системного характера. Регион считался достаточно безопасным. Немецкие войска пытались сохранять там порядок, в первую очередь, подразделениями вспомогательной полиции, состоящими из местных украинцев, поляков и бывших военнопленных Красной армии разных национальностей. В начале 1943 года украинская полиция на Волыни насчитывала 11 870 человек. В то же время в немецких подразделениях (без учёта слабых воинских частей) было всего 453 полицая и 954 жандарма из полиции порядка. Однако, после массового дезертирства украинских шуцманов, немецким командованием были укреплены гарнизоны в городах, по мере возможности усилена охрана складов с оружием, выделена охрана на мельницы и лесопилки. Например, в Ковеле гарнизон численностью около трёхсот солдат после дезертирства полиции был увеличен до четырёх тысяч. Из-за нехватки немецких войск на Волынь была переброшена 25-я дивизия венгерской армии. Для защиты железнодорожных путей были присланы несколько бронепоездов. Также приказано было вырубить леса на расстоянии двухсот метров от дорог.
Немцы также решили воспользоваться польско-украинским этническим конфликтом. Украинцев-дезертиров из полиции частично заменили поляками. Из местного польского населения в различные полицейские подразделения были призваны от полутора до двух тысяч человек. Кроме того, на Волыни действовали два батальона шуцполиции, сформированные полностью из поляков — 107-й и 202-й, которые принимали активное участие в борьбе с УПА и пацификации украинских сел. Особой жестокостью отметился в этом деле 202-й батальон. Нацистская администрация поддерживала создание отрядов польской самообороны. Ей дали разрешение на хранение оружия, а некоторым отрядам оружие даже раздали. При этом польский историк Гжегож Мотыка считает, что польские форпосты имели больше оружия, чем это позволяли немецкие правила.
По словам бывших членов УПА в послевоенных эмигрантских изданиях, летом 1943 года на Волыни против УПА была проведена большая карательная операция с использованием 10 000 солдат и полицейских, 50 танков и 27 самолётов. Её возглавил обергруппенфюрер СС, генерал полиции, в будущем ликвидатор Варшавского восстания 1944 года Эрих фон дем Бах-Залевский. Но антипартизанские акции Бах-Залевского не смогли помешать УПА в проведении масштабной антипольской акции, которая тогда достигла своего пика. В августе 1943 года в борьбе против УПА на Волыни также участвовала дивизия СС «Флориан Гайер». В июле было зафиксировано 35 боёв; 24 — а августе; 15 — в сентябре. По данным украинского историка-эмигранта Льва Шанковского (укр. Лев Шанковський), за летние месяцы с немецкой стороны потери убитыми и ранеными составили 3000 человек, со стороны УПА — 1237 человек, со стороны мирного населения — 5000 человек.

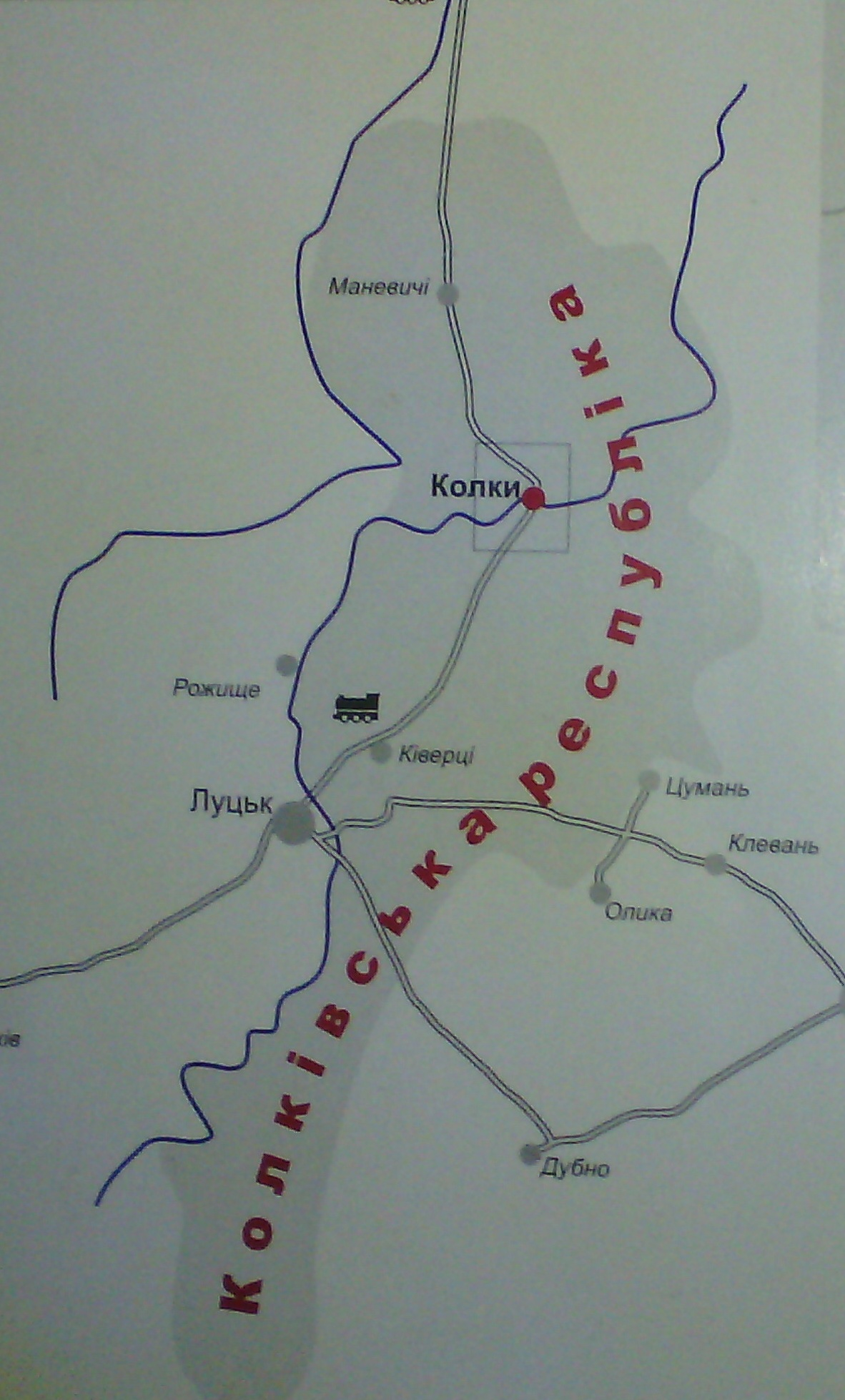
Карта Колковской республики

После ІІІ Чрезвычайного Съезда ОУН (Б) (на котором было принято решение о «стратегии борьбы на 2 фронта — против московского и германского империализма»), вооружённые стычки УПА с немцами продолжались. Однако, несмотря на поражения Германии на Восточном фронте, немецкое командование решило «навести порядок» у себя в тылу. Осенью 1943 года немцы предприняли новое наступление на районы, «заражённые националистическими бандами», которым командовал обергруппенфюрер СС Ганс Прюцман, заменивший не справившегося с заданием Бах-Залевского. В октябре — ноябре зафиксировано 47 боёв отрядов УПА и около 125 мелких боёв местных отрядов самообороны (СКВ) с немцами. В результате боевых действий немцы потеряли около 1500 солдат, отряды УПА — 414 бойцов (Гжегож Мотыка пишет, что эти цифры завышены). Несмотря на приводимые украинскими историками цифры потерь, в ходе осенних операций 1943 года немецкими войсками были ликвидированы повстанческие «республики» на Волыни. Для разгрома Колковской «республики» даже была проведена операция с привлечением авиации и артиллерии.

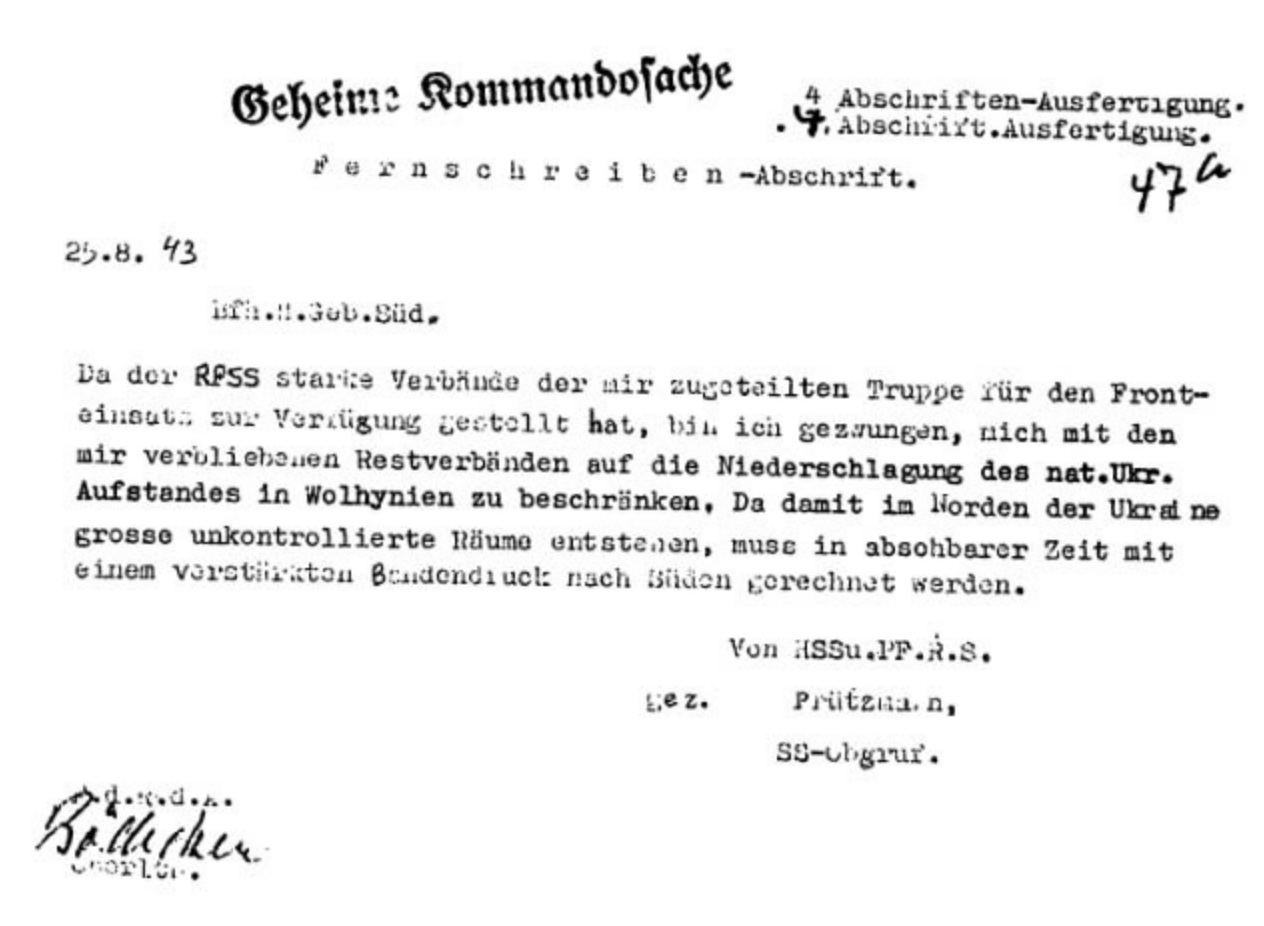
Телеграмма высшего руководителя СС и полиции в рейхскомиссариате «Украина» обер-группенфюрера СС Ганса Прюцманна по поводу подавления «украинского национального восстания» на Волыни.

К концу 1943 года, в связи с приближением линии фронта, ОУН-Б взяла курс на максимальное сворачивание вооружённого противостояния против немцев и начала копить свои силы на борьбу против СССР. Это позволило местным руководителям повстанческой армии и руководителям низовых структур ОУН наладить связи с представителями немецкой оккупационной администрации и командирами частей вермахта. Было принято решение увеличить численность УПА путём мобилизации населения и широко развернуть строительство схронов. Лишь после прихода советских войск следовало выступить против Советского Союза.
В Галичине повстанческая борьба существенно отличалась от ситуации на Волыни. До середины лета 1943 года на территории Галичины ОУН-Б не создавала партизанских отрядов. Летом 1943 года в Галиции под влиянием развития общей военной ситуации, а также вследствие рейда отрядов партизан Сидора Ковпака началась организация Украинской народной самообороны. В конце лета — осенью 1943 года, подразделения УНС провели ряд операций против оккупационной администрации и полицейских отделов. Активность в отдельных районах дистрикта Галичина советских и националистических партизан, побудили немцев в октябре 1943 года объявить чрезвычайное положение в регионе. Была введена система расстрела 10 заложников за каждого убитого немца. Поэтому после убийств немцев в городах Галичины были проведены публичные казни. Большая часть казнённых заключённых были членами и сторонниками ОУН. По словам польского историка Гжегожа Грицюка, с октября 1943 до середины июня 1944 года в ходе публичных казней в Галичине были казнены 1519 украинских националистов.
Последним шагом в направлении окончательного свёртывания антигерманского фронта ОУН и УПА можно считать часть 1 приказа командира группы УПА «Запад-Карпаты» от 22 августа 1944 года, в котором отмечалось, что «немцы с отпущением украинской территории перестают быть для нас оккупантом и главным врагом». Исходя из этого, в приказе обращалось внимание на необходимость «сохранения народной энергии на решительную и окончательную расправу с главным врагом Украины (большевиками)». Тем не менее, стычки между отрядами УПА и немцами продолжались, нередки были случаи нападения повстанцев на отступающие или разбитые части Вермахта с целью захвата оружия. Последнее столкновение произошло 1 сентября 1944 года. К концу месяца фронт уже вышел за пределы большей части Западной Украины.
Немецкий фельдмаршал Эрих фон Манштейн, командующий группой армий «Юг», в своей книге «Утерянные победы» упомянул отряды УПА, как «боровшиеся с советскими партизанами, но, как правило, отпускавшие на свободу попавших им в руки немцев, отобрав у них оружие». Сотрудник Министерства по делам Восточных территорий Отто Бройтигам в своих послевоенных мемуарах об отрядах УПА также писал: «В Украине появилось движение Сопротивления, Украинская Освободительная Армия (УПА), которая направила своё оружие против напиравшей Красной армии, точно так же как и против немецкой гражданской администрации на селе. Против немецкой армии она не сражалась».
В целом, вооружённые акции УПА на антигерманском фронте не имели стратегического значения и не повлияли на ход борьбы между Германией и Советским Союзом и не сыграли заметной роли в освобождении территории Украины от немецких оккупантов, а только ограничивали деятельность германской оккупационной администрации относительно экономической эксплуатации территорий Волыни — Полесья, являющейся материальной базой украинского повстанческого движения. Вместе с тем сопротивление ОУН и УПА немецкой политике в северо-западном регионе Украины в определённой мере ограничивало возможности гитлеровцев по борьбе с советским партизанским движением на Волыни-Полесье и в прилегающих к этому поприще районах Правобережной Украины. При этом ОУН и УПА не предотвратили вывоз около 500 тыс. человек украинского населения западных областей на принудительные работы в Германию, им также не удалось воспрепятствовать «хозяйственному грабежу народа» германскими войсками.
Подсчёты немецких потерь в борьбе с УПА-ОУН являются также предметом исторических дискуссий. Нападения частей УПА на немецкие военные подразделения, как следует из немецких документов, продолжались до августа 1944 года. При этом как германские, так и советские источники отмечали одну характерную особенность в действиях УПА по отношению к войскам вермахта. Её отряды предпочитали без крайней необходимости не вступать с ними в бои. В донесении из партизанского отряда Ивана Шитова от 24 апреля 1943 года, направленном в Украинский штаб партизанского движения, излагалось: «Диверсионной деятельностью националисты не занимаются, в бой с немцами вступают только там, где немцы издеваются над украинским населением и когда немцы нападают на них».
По версии украинского историка-эмигранта Петра Мирчука, в начале мая 1943 года отряд УПА «Месть Полесья» («Помста Полісся») устроил засаду и разгромил колонну германских войск на шоссе Ковель—Брест, среди погибших якобы был рейхсляйтер, начальник штаба СА обергруппенфюрер Виктор Лютце. По официальной версии властей нацистской Германии Лютце погиб с семьёй в автокатастрофе под Потсдамом.
По другим данным Петра Мирчука, потери вермахта от действий УПА превысили 1000 погибших. По данным Владимира Косика — около 6 тысяч немецких солдат погибло в столкновениях с УПА. Подсчёты делались автором с использованием данных из нескольких источников. У Косика приведены обобщённые данные по регионами и периодам. Его короткий исторический обзор написан к 50-летию УПА. По подсчётам современного украинского исследователя Александра Денищука, УПА и вооружённые отряды ОУН (б) в 1942—1944 гг. провели 2526 антигерманских акций, в которых погибли 12 427 немцев и их союзников, 2047 — ранено, 2448 — захвачены в плен. Повстанцы потеряли в борьбе с немцами 2251 человек убитыми, 475 — ранеными, 536 — пленными.
При этом в официальной «Справке СБУ No 113 от 30 июля 1993 года» указывается, что «В архивах содержатся материалы, трофейные документы ОУН-УПА и немецких спецслужб, которые свидетельствуют лишь о мелких стычках между подразделениями УПА и немцами в 1943 году. Никаких значительных наступательных или оборонительных операций, масштабных боёв в документах не зафиксировано. Тактика борьбы подразделений УПА с немцами в указанный период сводилась к нападениям на посты, мелкие войсковые подразделения, обороны своих баз, засад на дорогах».
По оценке учёного-политолога из Оттавского университета Ивана Качановского, лишь 6 % командиров УПА и ОУН (б) на Волыни погибли в столкновениях с немцами. В то же время, как 53 % были уничтожены в результате действий советских, а также польских, чехословацких и восточногерманских органов госбезопасности, 19 % были арестованы советскими властями и властями их восточноевропейских союзников и были казнены, умерли в заточении или получили длительные сроки заключения. Около 12 % прорвались на Запад, где в дальнейшем сотрудничали со спецслужбами Англии и США.

#### Спорные моменты в антинемецкой деятельности УПА
Печатные издания ОУН(б) и УПА, вроде журналов «Ідея і чин», «До зброї», «Вісті з фронту УПА» и пр. содержали описания многочисленных боёв УПА с немецкими войсками начиная с марта 1943 года. В них германские части несли многочисленные потери и, за редким исключением, отступали; потери повстанцев в этих сражениях обычно составляли 1 к 16—50 уничтоженных германских солдат. Среди боёв с германскими оккупантами присутствует описание операции в Ивановой Долине (польское село Янова Долина, уничтоженное УПА 22-23 апреля 1943).
Так, согласно публикации Юрия Тыса-Крохмалюка (одного из координаторов создания и в последующем офицера дивизии СС «Галичина») «Вооружённая борьба УПА на Украине», изданной в 1972 году в Нью-Йорке Ассоциацией ветеранов УПА (которая до сих пор считается одним из наиболее значимых источников информации об УПА среди ряда западных историков, и прежде всего историков украинской диаспоры в Канаде), уже в начале мая 1943 УПА вела успешные бои с несколькими дивизиями СС за малоизвестное украинское местечко, после чего наносит тактическое поражение войскам под командованием генералов СС Платле и позже — Хинцлера, однако, в списках высшего командного состава СС нет генералов СС Платле (Sturmbahnführer SS General Platle) и Хинцлера (General Hintzler)).
Далее, по информации того же Крохмалюка, лично Гиммлер, видя столь катастрофическое положение вещей в борьбе с УПА и проведя несколько заседаний, посылает на Украину «главного по партизанам» в Рейхе — Эриха Бах-Залевски, который опять же терпит поражение в борьбе с УПА, после чего его отзывают и накладывают на него взыскание.
Наиболее полно в работе Юрия Тыса-Крохмалюка описывается бой 3 батальонов УПА с тремя дивизиями СС (по его информации, только в двух дивизиях насчитывалось 30 000 человек) в начале июля 1944 года, — последние несут тяжёлые потери и отступают, не достигнув цели; потери повстанцев — десяток человек — и это во время начала Львовско-Сандомирской операции.
В современной Украине националистическими историками распространяется тезис, что УПА сыграла значительную роль в разгроме немецких войск в Украине и, таким образом, может претендовать на роль освободителя и участие в антигитлеровской коалиции. Однако данная концепция по большому счёту не выдерживает никакой критики. Главным противником ОУН-УПА был, конечно же, Советский Союз, в котором руководители ОУН видели главного оппонента на пути к созданию украинского государства, однако анализ известных оуновских документов убедительно свидетельствует, что Германия также рассматривалась ими как враг украинского народа.
Украинский историк Роман Пономаренко считает, что для военного потенциала Германии ущерб от действий УПА был минимален. Он полагает, что от рук УПА погибло от 700 до 1000 немецких солдат. По его мнению, украинскому освободительному движению необходимо было продемонстрировать немцам боевые возможности УПА и тем самым вынудить их признать, официально или не официально, статус «двоевластия» на оккупированных территориях и право ОУН-УПА на контроль над Украиной. Таким образом, борьба против Германии никогда не провозглашалась основной целью УПА, а велась скорее вынужденно: очень часто, если немцы не трогали украинских повстанцев, то и те активных действий против них не совершали. Поэтому чрезмерно приписывать УПА значительную роль в общей победе над нацистской Германией, потому что вклад украинских повстанцев в разгром немецких войск в Украине был небольшим.

#### Сотрудничество УПА с вермахтом, германской полицией и службой безопасности (СД)
Контакты между ОУН-УПА и спецслужбами нацистской Германии — доказанный факт. Подтверждением этому служат немецкие, советские и оуновские документы. После разгрома повстанческих республик немецкими войсками, руководство ОУН стремилось к тем или иным видам военного сотрудничества с вермахтом и союзными ему войсками. Факты сотрудничества ОУН (б) с немцами привели к появлению версии о том, что УПА якобы была создана немецкими спецслужбами. По мнению украинских историков, это утверждение не соответствует действительности и какой-либо немецкой документальной базой не подтверждается.
По оценке Ивана Качановского, не менее 46 % руководителей ОУН(б) и УПА на Украине служили во время Второй мировой войны в полиции, батальонах «Нахтигаль» и «Роланд», дивизии СС «Галичина», местной администрации, или учились в организованных немцами военных и разведывательных школах. В частности, 23 % служили во вспомогательной полиции, 201-м батальоне шуцманшафта и других полицейских формированиях, 18 % — в военных и разведывательных школах в Германии и оккупированной Польше, 11 % — в батальонах «Нахтигаль» и «Роланд», 8 % — в районных и местных административных органах на Украине во время нацистской оккупации и 1 % — в дивизии СС «Галичина». В то же время, по крайней мере 27 % лидеров ОУН(б) и УПА были арестованы или интернированы немецкими спецслужбами, полицией или прочими оккупационными силами. Любопытно, что все перечисленные Качановским арестованные за исключением Ивана Климова, который погиб под пытками в гестапо, были либо были выпущены на волю, либо смогли убежать. Аналогичным образом, Степан Бандера и абсолютное большинство других высших руководителей ОУН, арестованных или задержанных нацистами, не были уничтожены, а были освобождены гитлеровскими властями в конце войны, чего нельзя сказать о подавляющем большинстве еврейских узников и советских военнопленных.
На допросах в НКВД Михаил Степаняк сообщал, что «в 1943 г. были официальные приказы по УПА, запрещающие нарушать немецкие коммуникации и уничтожать немецкие склады оружия и продовольствия, также нападать на немецкие соединения, даже в том случае, когда они обессилены и отступают с фронта».
В начале августа 1943 года в Сарнах проходили переговоры между представителями УПА-ПС Бульбы-Боровца и немецких оккупационных властей, на которых было достигнуто соглашение по вопросам совместных действий против советских партизан. Националисты приняли на себя обязательства охранять железные дороги, в свою очередь они выставили немцам требования освободить Степана Бандеру и других украинских националистических деятелей из концлагерей. В начале октября 1943 года Бульба фактически расформировал свою организацию и в середине ноября снова обратился к немцам с предложением о переговорах. Для этого он уехал в Варшаву, где был 1 декабря арестован и отправлен в концентрационный лагерь Заксенхаузен. Значительная часть людей Боровца впоследствии влилась в ряды бандеровцев, часть вместе с мельниковцами образовала «Волынский легион самообороны», позднее переформированный немцами в 31-й украинский батальон СД. В октябре 1944 года Бульбу-Боровца освободили из лагеря, а в марте 1945 года приняли в созданную немцами Украинскую национальную армию (УНА). Он вызвался командовать парашютной бригадой, которую планировали перебросить на Полесье.
В начале 1944 года советские войска заняли значительную часть территории Волыни. В марте они заняли Винницу, Проскуров, Черновцы, Каменец-Подольский, Коломыю. Советское командование при этом отмечало, что участились случаи дезертирства из УПА.
Отряды УПА оказались по обе стороны германо-советского фронта. К востоку от фронта начались бои против войск НКВД. К западу от фронта создалась новая ситуация, в которой УПА вынуждена была постоянно защищаться против советских партизан, которые пополнялись парашютистами, порой даже чаще, чем защищаться или наступать против немцев. При этом ощущалась нехватка оружия, боеприпасов, медикаментов. Борьба УПА против двух превосходящих сил стала чрезвычайно тяжёлой. Профессор Пиотровский отмечает, что руководство УПА признавало, что не может вести борьбу с советскими вооружёнными силами самостоятельно и поэтому неоднократно просило помощи у вермахта. Поскольку ситуация кардинально изменилась, то и немецкие военные части, и разведка тоже пытались обеспечить в собственном тылу хотя бы нейтралитет находящихся здесь отрядов УПА. Так, в отдельных регионах Волыни, Галиции и Полесья состоялось ряд встреч и переговоров немецких представителей с командирами УПА и проводниками ОУН.
Например, 13 января 1944 года между начальником немецкого гарнизона города Камень-Каширский и местными отрядами УПА было достигнуто соглашение, по которому УПА в обмен на постройку моста через реку Турия и защиту города от советской армии получала боеприпасы, фураж и, наконец, сам город. Было немало случаев, когда повстанцы выменивали у немцев оружие на продовольствие. Последний глава УПА Василий Кук в своём интервью российскому историку Александру Гогуну свидетельствовал: «Они нам давали винтовки, мы им — сало». В марте-апреле 1944 года представитель провода ОУН-Б «Герасимовский» (Иван Гриньох) провёл во Львове ряд переговоров о сотрудничестве с начальством гестапо Галиции. Условия: прекращение арестов украинцев за нелегальную политическую деятельность, освобождение всех политзаключённых в том числе — и Степана Бандеры, конспиративное снабжение оружием и амуницией в обмен на солидарность ОУН к немецким интересам и передачу немцам данных о советском и польском подполье, о тылах Красной Армии, нанесение вреда за линией фронта.
Но даже в то время, когда УПА вела переговоры с немцами, отдельные отряды бандеровцев вступали в бои с ними. Согласно немецкому донесению 26 июня 1944 года произошёл бой возле города Николаева на Львовщине, в ходе которого гитлеровцы убили 29 членов УПА и взяли в плен 250 повстанцев. Другой бой между УПА и немцами произошёл 4 июля возле Рогатина. 11 июля отряд УПА недалеко от Грубешова атаковал подразделение СД.
В целом взаимоотношения УПА и немцев в первую половину 1944 года многие современные украинские историки характеризуют как «вооружённый нейтралитет» — УПА обязывалась первой не нападать на немецкие силы, предоставлять немецкой стороне разведывательные данные, получая в обмен оружие и ответный нейтралитет. В случае нападения немцев на отряды УПА или украинские села формирования УПА должны были давать решительный отпор. Однако такой была политика ГК УПА. На местах отдельные командиры часто без санкции сверху вступали в переговоры ради совместных действий с немцами против Красной Армии. Бывший командир УНС Александр Луцкий рассказывал на допросе в НКВД, что провод ОУН официально выступал против переговоров с немцами. За локальные переговоры с оккупантами Служба безопасности ОУН ликвидировала несколько десятков полевых командиров. Смертная казнь, по словам Луцкого грозила даже Василию Куку, но его спасли только личные боевые заслуги. Как указывают современные украинские историки, в 1944 году немцы в рамках сотрудничества передали УПА около 10 тысяч станковых и ручных пулемётов, 26 тысяч автоматов, 72 тысячи винтовок, 22 тысячи пистолетов, 100 тысяч ручных гранат, 300 полевых радиостанций.
К концу 1944 года, по мере того, как Красная армия продвигалась на Запад к границам Германии, руководство нацистской Германии было вынуждено пересмотреть своё отношение к украинскому национализму и УПА как к потенциальному союзнику в войне против СССР. Осенью 1944 года из концлагеря Заксенхаузен были выпущены на свободу несколько десятков украинских националистических деятелей. Среди них в частности — Степан Бандера, Андрей Мельник, Тарас Бульба-Боровец и другие. Немецкие власти намеревались использовать украинские националистические организации для диверсионной деятельности в тылу Красной Армии, в надежде на то, что это хоть как-то поможет ослабить наступающего противника. Немцы создали специальную команду абвера (ею руководил капитан Витцель — «Кирн»), которая поддерживала контакты с украинским национально-освободительным движением. С осени в немецких военных школах организовывались курсы, которые должны были в течение двух-трёх месяцев подготовить специальные разведывательно-диверсионные отряды из украинских националистов и немцев. Однако практика применения диверсантов-парашютистов благодаря оперативным действиям советской стороны на протяжении осени-зимы 1944 года в целом себя не оправдала. Да и повстанцы далеко не всегда лояльно встречали высадившихся десантников. В их отношении командование УПА издало специальное указание задерживать и разоружать эти группы, и после проверки органами СБ ОУН переводить в УПА или боёвки, как обычных стрелков «с правом аванса». Чужие «национальные парашютные подразделения (власовцы, немцы)» подлежали, по возможности, разоружению и уничтожению.
В середине марта 1945 года в Веймаре при поддержке германских властей возник Украинский национальный комитет — орган, напоминавший правительство в изгнании. В него вошли многие украинские националистические организации, включая бандеровцев и мельниковцев. Главой комитета стал Павел Шандрук. Однако комитет не успел развернуть активную деятельность, ибо 8 мая 1945 г. Третий Рейх капитулировал, соответственно и УНК был ликвидирован.
11 декабря 1945 года сотня УПА под командованием «Бурлаки» предприняла попытку освободить немецких военнопленных из лагеря в Негрибке близ Перемышля. «Бурлака» хотел за счёт бывших солдат вермахта усилить собственный отряд. Акция закончилась неудачей, в основном из-за отказа пленных покинуть лагерь.

#### Отношение УПА к дивизии СС «Галиция»
28 апреля 1943 года было торжественно объявлено о создании дивизии СС «Галичина», что вызвало резонанс в Галиции. Это было воспринято как объявление об изменении политики Третьего рейха по отношению к украинцам. Поэтому в ряды дивизии ушли тысячи добровольцев, в том числе некоторые члены и симпатики ОУН. Привлекая галицкую молодёжь в эсэсовскую дивизию, Украинский Центральный комитет и Военная Управа дивизии выводили её из-под влияния бандеровского крыла Организации украинских националистов (ОУН) и препятствовали пополнению отрядов УПА. Глава УЦК Владимир Кубийович и его единомышленники рассматривали УПА как своего крупнейшего конкурента за молодое поколение галицких украинцев. Их пропаганда изображала бандеровцев как разрушителей тыла, чья борьба только на руку Сталину. Вот базовый список эпитетов, которыми они наделялись: «внутренняя анархия», «лесные атаманы», «стодольники», «чёрные духи-анархисты».
Командиры УПА сначала выступали против вербовки в ряды дивизии, поскольку считали, что нельзя вступать в вооружённые силы Германии, в то время как украинское освободительное движение находится в конфронтации с нацистами. В российской пропаганде распространён миф о создании бандеровцами дивизии СС «Галичина», хотя она формировалась из простых местных добровольцев. УПА объявила бойкот набора бойцов в дивизию, поскольку теряла потенциальный мобилизационный резерв. Призывы бойкотировать набор добровольцев поначалу не принесли результатов. Лишь осенью 1943 года часть людей, получивших карточки призыва, пошли в партизанские отряды вместо вступления в дивизию. Однако затем Центральный провод ОУН-Б изменил отношение к созданию дивизии. В ноябре 1943 года оуновцы признали дивизию школой своих будущих потенциальных бойцов и пытались ввести в ряды дивизии своих проверенных людей, которые должны были вести агитацию внутри, а в нужный момент взять её под контроль. Дезертирство разрешалось только после её прохождения. Тем не менее, немцы старались этому помешать через тщательный отбор добровольцев, однако они не смогли полностью заблокировать контакты между бойцами дивизии и партизанами УПА. Официально ОУН-Б продолжала критиковать концепцию создания дивизии, но на практике бойкот и саботаж вербовки был прекращён.
5-й добровольческий полк полиции СС, состоявший из добровольцев, которые не были допущены по состоянию здоровья или физического состояния к службе в 14-й гренадерской дивизии СС, оперировал в районе деятельности УПА. Полку была поставлена задача обеспечить тыл немецкой армии в Восточной Галиции и строить укрепрайоны на линии реки Буг. У полка было несколько мелких боевых стычек с отрядами УПА. Например, 29 февраля в селе Горбков на Сокальщине, при которой погиб один партизан. После установления контактов с отрядами УПА на Люблинщине, часть полицейских 5-го полка дезертировало в ряды повстанцев. Среди дезертиров был Марьян Лукасевич-«Ягода», впоследствии командующий куренем «Волки».
Когда дивизия СС «Галичина» вместе с немецкими частями оказалась в Бродовском котле, часть уцелевших бойцов влилась в подполье ОУН.
Группа дезертиров из дивизии после подавления Словацкого национального восстания также достигла районов деятельности УПА. Дезертиры передали повстанцам оружие и боеприпасы. Согласно мемуарным воспоминаниям бывшего капеллана батальона «Нахтигаль» греко-католического священника Ивана Гриньоха, его было достаточно, чтобы вооружить два батальона. По словам Гриньоха, только за первые месяцы существования дивизии в УПА дезертировало почти её 600 солдат. Однако украинский историк Андрей Боляновский перечисляет всего 158 имён солдат СС «Галичины», оказавшихся в составе повстанцев, в том числе командиров куреней и сотен. Члены СС, добровольно вступившие в неё, в 1946 году были признаны преступной группой. Современные исследователи это поддерживают.

### УПА и советские партизаны
Взаимоотношения УПА и советских партизан занимают особое место в военной истории. Советский этап организованной партизанской войны считается с Постановления ЦК ВКП(б) от 18 июля 1941 года «Об организации борьбы в тылу германских войск». Первые неточные сообщения о форме повстанческого сопротивления на территории западноукраинских областей стали поступать в Украинский штаб партизанского движения с конца 1942 года. Со временем сведения советской разведки о создании т. н. «Украинской повстанческой армии» попали в Москву.
На начальном этапе взаимодействия партизан с уповцами обе стороны придерживались тактики «вооружённого нейтралитета». Когда советские партизаны появились в западноукраинских землях, то изначально предпочитали не конфликтовать с украинскими националистами из-за слабости своих позиций в регионе, отсутствия поддержки населения и наличия хорошо укреплённых огневых рубежей повстанцев, которые могли привести к ненужным потерям среди личного состава. Иногда партизаны вступали в переговоры с повстанцами и просили пропустить их через свою территорию, националисты в ответ просили не распространять советскую пропаганду и не проводить мобилизацию местного населения в ряды партизан. Засланные в 1942 году на территорию Волыни группы ГРУ и НКВД СССР имели задания разведывательного характера, не стремились к конфронтации с украинским националистическим подпольем и поэтому также вступали с ними в переговоры.
На рубеже 1942 и 1943 годов количество советских партизанских отрядов на Волыни стало стремительно расти, туда в том числе прибыло мощное соединение Сидора Ковпака. СССР, прежде всего был заинтересован в развёртывании партизанской войны с немцами, и именно против них было направлено большинство их боевых операций. Особое внимание уделялось диверсиям на железной дороге. В поисках союзников в борьбе с немцами, советские партизаны контактировали и с поляками, и с украинцами. Однако, одновременно коммунисты считали и польских, и украинских «националистов» своими врагами, а потому составляли списки лиц, поддерживающих немцев, членов СВБ-АК или ОУН и УПА — для дальнейшего использования НКВД.
Первые сообщения об активизации украинских националистов в действиях против советских партизан относятся к концу зимы 1943 года. Первое нападение, упоминаемое в официальных сообщениях украинского подполья, произошло 20 февраля 1943 года. В этот день сотня УПА под руководством Григория Перегиняка атаковала лагерь советских партизан около села Замороченное, разогнала их и захватила трофеи. Без собственных потерь уповцы убили пятнадцать партизан, сожгли три барака, захватили лошадей, еду, и запасы бумаги.
В боевых действиях против советских партизан ОУН и УПА достигли заметных успехов. Им удалось осложнить боевую деятельность партизан во многих районах Волыни и Полесья, мешать проведению диверсионных действий на немецких коммуникациях. УПА сумела в значительной степени сорвать планы советского командования по вводу партизанских соединений на территорию Галиции и Карпат для действий на немецких коммуникациях в 1943 году. Националисты не позволяли партизанам использовать в полной мере хозяйственный потенциал западноукраинских земель и довольно успешно отрывали от партизан мобилизационный потенциал западно-украинских крестьян, что также негативно сказалось на боеспособности красных. Уповцы успешно уничтожали небольшие десантные группы, сбрасываемые с самолётов на территорию Волыни. Но попытки полностью разгромить красных партизан или заслать своих агентов в партизанские отряды для уничтожения командного состава оканчивались безрезультатно.
Так, операция 6 сотен УПА (курень «Осипа» и курень «Крапивы») в селе Теремное в Ровненской области 22 июля 1943 против советских партизан отряда имени Ф. Михайлова, численностью всего в 200 человек, не принесла результата, а попытки уничтожить партизанское соединение Алексея Фёдорова силами групп УПА «Туров» и «Заграва» в октябре 1943 года в районе Любешова были легко отбиты.
Рейд отрядов Ковпака в Галицию стал поводом для формированию Украинской народной самообороны (УНС) — аналога УПА на Волыни, указание на её формирование ОУН дало 15 июля 1943 года. Главный Провод ОУН (б) опасался, что диверсии советских партизан на территории дистрикта вызовут недовольство немецких оккупационных властей, которые обрушат свои репрессии также на ОУН и на лояльное к ОУН украинское население дистрикта.
За исключением нескольких перестрелок, отрядам УНС противостоять ковпаковцами не получилось. Командир УНС Александр Луцкий в будущем расскажет на допросе в НКВД, что «фактически отряды УНС своё задание по ликвидации советских партизанских отрядов Ковпака не выполнили. После нескольких вооружённых столкновений куреня „Чёрные черти“ с отдельными отрядами Ковпака в Прикарпатье, которые особых положительных результатов не дали, командный состав УНС, ссылаясь на слабую военную подготовку личного состава, в дальнейшем избегал встреч с отрядами Ковпака». Если что и получилось у националистов на этом направлении, то разве что немного нарушить планы советского командования насчёт полной дезорганизации немецких коммуникаций в Галиции. Украинский историк Сергей Ткаченко утверждает, что именно отряды УНС разбили группировку Ковпака под Делятиным в августе 1943 года. В действительности же отряды Ковпака после Карпатского рейда были вынуждены прорываться из немецкого окружения мелкими группами, некоторые из них и могли быть уничтожены отрядами УНС.
По мере продвижения Красной Армии на запад, крупные советские партизанские соединения также начали углубляться дальше на запад в до сих пор недоступные для них районы. В начале 1944 г. советские партизанские подразделения из Волыни начали переходить на территорию Генерал-Губернаторства. Первой туда попала сформированная на базе группировки Ковпака 1-я Украинская партизанская дивизия под командованием Петра Вершигоры. По дороге, по согласованию с 27-й Волынской пехотной дивизией АК, советские партизаны заняли свинаринские леса, разгромили курень им. Богуна, уничтожили офицерскую школу УПА «Лесные черти». С конца февраля — начала марта 1944 советские партизаны сообщали о совместных действиях немцев и националистов против них. Основным негативным фактором от действий УПА называлась утрата одного из важнейших козырей партизан — скрытности перемещения, — наблюдатели ОУН и УПА сообщали немцам о местонахождении партизанских отрядов. Уповцы уничтожали мелкие отряды, передавая пленных нацистам и сообщая им о передвижении партизанских отрядов. Но не нападали на значительные силы. Если УПА шла в открытый бой, то только вместе с вермахтом и СС. Как утверждал украинский исследователь Анатолий Кентий: «Начиная с весны 1944 г. УПА и подпольные структуры ОУН… своей борьбой в тылу Красной армии и против советских партизан спасли от полного разгрома силы немецкой армии в Восточной Галиции».
Помимо борьбы с отрядами и соединениями, на протяжении 1943—1944 гг. в Западной Украине ОУН-УПА уничтожала всех — без различия ведомств и задач, кто был заслан советской стороной с парашютом. Так, согласно сведениям немецкой войсковой разведки от 16 августа 1944 года, «В Карпатах возросла борьба национально-украинских банд (УПА) с советскими бандформированиями и парашютистами. За последнее время УПА обезвредила предположительно 1500 парашютистов».
По неполным данным, УПА за 1943 год провела против советских партизан 4 засады, 7 налётов на лагеря и базы, 17 атакующих боёв и 12 оборонных боёв, в результате которых уничтожено 544 партизана и ранено 44. Согласно партизанским отчётам, только лишь часть оперировавших в 1943—1944 гг. на территории Ровенской области отрядов и соединений уничтожила 2275 членов ОУН-УПА (соединение Василия Бегмы — 572, Алексея Фёдорова — 569, Роберта Сатановского — 390, бригада Антона Бринского — 427, отряд Дмитрия Медведева — 317). Интенсивность действий советских формирований против ОУН-УПА в ряде случаев превышала их активность против немцев. В общей сложности, обе стороны потеряли по разным подсчётам от 5 до 10 тыс. человек убитыми и ранеными. Бандеровцы старались не давать масштабных затяжных боёв, а действовали в основном из засад, стремясь использовать элемент внезапности и сиюминутное численное превосходство в конкретном месте и в удобный для них момент.
По мнению украинского исследователя Анатолия Чайковского, «Потери, нанесённые националистическими боёвками советским партизанам, необходимо ещё выяснять, но они, безусловно, значительно больше, чем потери, которые понесли от УПА фашисты».

#### Эпизоды нейтралитета и сотрудничества
Зафиксировано немало случаев переговоров советских партизан с украинскими повстанцами ради совместной борьбы против немцев, признаваемой даже советской историографией. К примеру, в архивах разведывательного отдела УШПД сохранились сообщения командира Чехословацкого партизанского отряда, капитана НКВД «Репкина» (будущего Героя Советского Союза, словака Яна Налепки, погибшего под Овручем в ноябре 1943 года), который встречался с командирами УПА с целью договориться о совместной борьбе против нацистов. Переговоры проходили 23-24 сентября 1943 на востоке Ровенщины. В ходе них Налепка называл уповцев «братьями-славянами» и настаивал, чтобы УПА прекратили атаковать советских партизан. Он подчёркивал, что борьба против партизан помогает немцам, а борьба «на два фронта» подрывает и без того слабые силы УПА. Националисты же агитировали Репкина вступить в национальный легион УПА. Ни про что не удалось договориться. Налепка писал в своём отчёте, что вынужден был согласиться на службу в УПА, поскольку ему грозил плен, но потом успешно вернулся к своим.
В немецком документе «Национал-украинское бандитское движение», датированным 17 июля 1943 года, упоминалось, что иногда националисты снабжались оружием с помощью советской авиации.

### УПА и Армия Крайова
Считая Западную Украину территорией Польши, во время нацистской оккупации подразделения АК там неоднократно вступали в боевые столкновения с УПА, кроме того они нередко вели военные действия против националистов совместно с советскими партизанами.
В момент возникновения УПА на Полесье и Волыни почти не было мощных вооружённых структур Армии Крайовой, способных оказать сопротивление УПА. Единственной вооружённой силой, на которую могли рассчитывать в этой ситуации АК, являлись советские партизаны. На момент начала массовых этнических чисток поляков на Волыни, УПА не воспринималась в качестве реальной угрозы, поскольку первые убийства поляков украинскими националистами случались и в 1942 году, однако они не носили массового характера, и следовательно, не вызвали беспокойство широкой общественности. Ещё на рубеже 1942 и 1943 годов польское подполье положительно оценивало положение в этом регионе. Отчёты, которые присылали в Лондон, скорее были обнадёживающими. Между советским правительством и эмигрантским правительством Польши в Лондоне существовал военный союз против Германии. Польское сопротивление справедливо понималось только в контексте союза поляков и советских партизан.
Армия Крайова, в ответ на террор УПА предприняла ответные меры. Командование направило офицеров и рядовых бойцов кадрового состава АК на Волынь с целью создания партизанских отрядов. Согласно намеченным планам в июле 1943 года было создано девять партизанских подразделений АК, которые насчитывали около 1000 человек. Благодаря высокой мобильности они могли в критические моменты поддерживать базы самообороны, а вместе с неожиданностью атаковать украинцев и наносить им чувствительные удары. По подсчётам некоторых польских исследователей, в течение 1943—1944 гг. только на Волыни между АК и подразделениями УПА произошло около 150 боёв, во время которых с обеих сторон погибло по меньшей мере по несколько сотен бойцов.
Бои в южной Люблинщине в 1943—1944 годах считаются польскими историками наиболее крупными столкновениями между УПА и АК на территории современной Польши — обе стороны потеряли от 3 до 4 тысяч человек, преимущественно гражданского населения.
Со вступлением Красной армии на территорию Западной Украины Армия Крайова приняла решение начать операцию «Буря». Её целью было занять крупные города Восточной Галиции и Волыни, чтобы таким образом продемонстрировать активное участие АК в борьбе против нацистских оккупантов. Это был также план военной и политической демонстрации принадлежности западноукраинских земель Польше. По мнению польских историков, операция показала, что многочисленные нападения украинских партизан не достигли цели — польские подпольщики сохранили значительные вооружённые силы.
На захваченных землях Западной Украины Красная Армия и советские органы госбезопасности проводили насильственное разоружение и аресты отрядов АК, которые впрочем, охватили только часть подполья. Сохраняя организационную структуру, аковцы без каких-либо серьёзных потерь пережили зиму 1944—1945 годов, надеясь, что потом смогут отвоевать Западную Украину. Массовые аресты польских подпольщиков быстро убедили руководство ОУН-Б и УПА, что советская власть не заинтересована в существовании независимой Польши. Ни украинцам, ни полякам никакая «самостийность» на спорных территориях не светила. В связи с этим, обе стороны постепенно решили объединить усилия в борьбе с Советами. В то же время много бывших военнослужащих Армии Крайовой на Западной Украине летом и осенью 1944 года вступили в истребительные батальоны и активно содействовали советской власти в их борьбе с УПА.

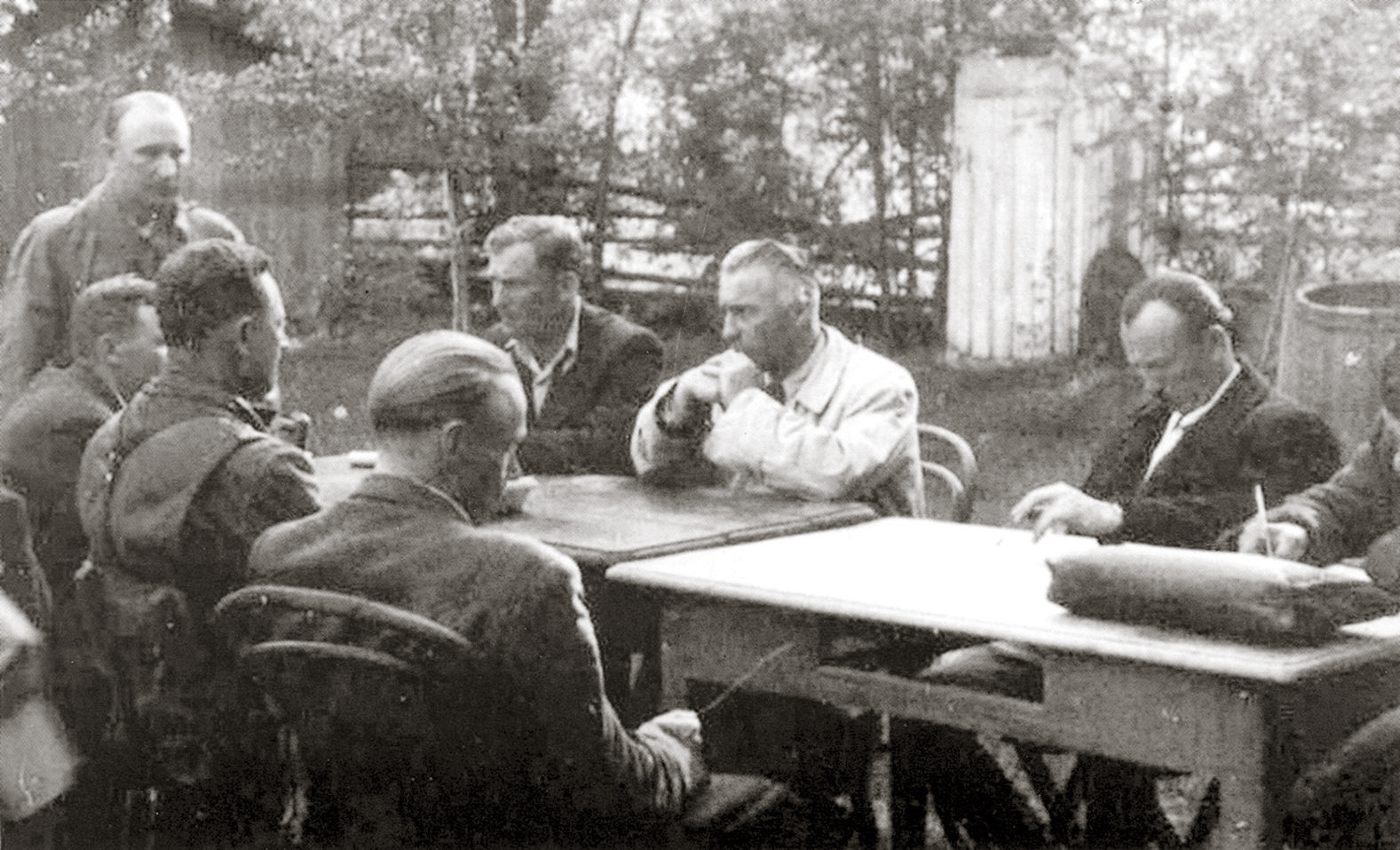
Переговоры между украинскими и польскими повстанцами в селе Руда Ружанецкая на Люблинщине. 21 мая 1945

21 мая 1945 года в селе Руда-Ружанецкая по инициативе бывших членов АК между ними и УПА были проведены переговоры и заключены ряд договорённостей о совместных действиях против советских войск. Успешность контактов украинского и польского подполья варьировалась по регионам. В некоторых пограничных украинско-польских землях они продолжались с 1945 вплоть до 1948 года. В других регионах сотрудничество между польским подпольем и украинскими националистами было менее успешным и фактически ограничивалось нейтралитетом, в других регионах отряды УПА и WIN проводили совместные действия против польской милиции и Управления безопасности, самой известной из которых было нападение 28 мая 1946 на Грубешов. Город был несколько часов в руках повстанцев, во время операции было убито 10 сотрудников НКВД, 2 члена ППР и 5 польских милиционеров.
Однако в целом взаимодействие осуществлялось на низовом уровне и носило скорее военный, чем политический характер. По мнению польского историка Гжегожа Мотыки, частичное изменение политики украинских националистов по отношению к полякам произошло вследствие того, что поляки к тому времени уже фактически оставили «восточные кресы».

### УПА и другие украинские националистические организации
Бандеровская УПА — только одна из повстанческих армий. Известно ещё до десятка украинских националистических группировок, не подчинявшихся ОУН(б). Долгое время они действовали самостоятельно.

#### Полесская сечь
Как уже было сказано раньше, ещё до того, как на Волыни появились бандеровские партизанские формирования, там уже существовала так называемая первая УПА. Её возглавлял Тарас Бульба-Боровец. С бандеровцами у него изначально отношения сложились не самые лучшие из-за их стремления объединить все националистические организации под своим флагом силовыми методами. 9 апреля 1943 в селе Золотолин состоялась встреча, на которой один из руководителей волынской ОУН-Б Василий Ивахив-«Сонар» и первый начальник штаба УПА Юлиан Ковальский-«Гарпун» перечислили Бульбе предложения о сотрудничестве: в обмен на подчинение политическому проводу ОУН-Б. Договорённости стороны не достигли. Бульбовцы также не желали участвовать в массовых убийствах поляков. Один из украинских исследователей деятельности УПА («Полесская сечь») Аркадий Жуковский даже считает, что именно уничтожение польского населения бандеровскими формированиями, взявшими название УПА, заставило атамана отказаться от этого названия, чтобы таким образом отмежеваться от подобных действий.
Действия бандеровцев поставили формирования Боровца в затруднительное положение. 19 августа 1943 на хуторе близ села Хмелевка (Костопольский район) они напали на штаб Боровца, пленив часть его людей. Среди пленников была жена Боровца, Анна Опоченская (по происхождению чешка). В ноябре, когда её уже нельзя было использовать в качестве заложника, Опоченскую убили, из-за того, что будто она — польский агент. Оказавшись в безвыходной ситуации, зажатый между бандеровцами, советскими партизанами, поляками и немцами, Бульба 5 октября 1943 фактически расформировал свою организацию и ушёл в глубокое подполье. «Под землю» ушли штаб УНРА, типография и небольшой отряд охраны. Из подполья штаб Боровца-Бульбы развернул широкую антибандеровскую агитацию, напечатав огромное количество соответствующей литературы.

#### ОУН (м)
После 1941 года пути обеих фракций ОУН окончательно разошлись. Немецкая оккупационная политика привела к тому, что в 1942 году в самой ОУН-М состоялся внутренний раскол на фоне отношений к немцам. Андрей Мельник настаивал на дальнейшем сотрудничестве с Третьим Рейхом и занимался рассылкой меморандумов в Берлин с подобными предложениями, однако часть деятелей ОУН-М имела другое мнение. 24—25 мая 1942 года в Почаеве состоялась конференция ОУН-М, на которой был избран заместитель Мельника — им стал Олег Кандыба-Ольжич — и было решено взяться за формирование партизанских подразделений, с целью воевать против немцев.
В первой половине 1943 года мельниковцы имели несколько партизанских отрядов на Волыни. Их общая численность составляла 2—3 тысячи человек. Сильнейшим из подразделений была сначала сотня, а затем курень «Хрена» (Николая Недзведского). На какое-то время мельниковцы скоординировали свои действия с бандеровцами. Они, в частности, устраивали засады на дорогах на небольшие немецкие подразделения, принимали участие в совместных нападениях на некоторые польские поселения, к примеру, на Куты. Именно мельниковцы 7 мая 1943 убили экзарха Украины православного митрополита Алексия Громадского. 7 июля у села Людвище (Кременецкий район) бандеровцы силой разоружили курень «Хрена», а затем часть его партизан (в том числе Максима Скорупского-«Макса») включили в ряды УПА.
Если на Волыни мельниковцы и бандеровцы по крайней мере пытались сотрудничать, то в Галичине не скрывали взаимной неприязни. Когда 11 мая 1943 во Львове неизвестные киллеры застрелили известного деятеля ОУН-М Ярослава Барановского, в этом покушении мельниковцы немедленно обвинили бандеровцев. Те в специальном заявлении отвергли обвинения. 14 января 1944 года мельниковцев постиг следующий удар — неизвестные убили во Львове полковника Романа Сушко. Подозрение и на этот раз упало на бандеровцев. Оба убийства, и Барановского, и Сушко, осудил митрополит Андрей Шептицкий. В феврале галицкие мельниковцы обвинили УПА в провоцировании немцев совершения пацификаций против украинцев, нарушении договорённостей с подразделениями ОУН-М, коварному разоружению их на Волыни, наконец, убийствам политических соперников. УПА также обвинили в грубом продовольственном грабеже украинских крестьян. Бессмысленной, по мнению ОУН-М, были и антипольские акции УПА на Волыни. Мельниковцы были убеждены, что единственным следствием таких действий стал побег поляков в города, что только ослабило украинцев на Волыни. Они предостерегали, что перенос подобных методов в Восточную Галицию принесёт украинскому сообществу только кровавые потери.
15 мая 1944 года главнокомандующий УПА Роман Шухевич обратился к заместителю Андрея Мельника — Олега Ольжичу с предложением объединить усилия в борьбе с СССР, обсуждалось также возможность вхождения мельниковцев в УГВР. Велись переговоры. Однако 25 мая 1944 Ольжича арестовали и отправили в концлагерь Заксенхаузен, где тот погиб. После ареста Ольжича ОУН-М возглавил Ярослав Гайвас. В конце мая в Турке собралась конференция ОУН-М, где было решено создать партизанский отряд для борьбы с коммунистами. Вооружённое формирование получило название «Отряд им. Павла Полуботка». Отряд был основан в села Волосатое в Бещадском повяте. В конце августа 1944 года подразделение разоружили бандеровцы и включили в курень УПА под командованием Мартина Мизерного-«Рена».

#### Прочие
С лета-осени 1942 года на Западной Украине действовали вооружённые отряды, включавшие отошедших от ОУН(б) и сторонников ОУН(м) — Фронт Украинской революции (ФУР). До начала 1943 года ФУР занимался преимущественно пропагандистско-агитационной деятельностью. На первоначальном этапе формирования бандеровской УПА они в ряде регионов действовали совместно. С самого начала своего существования ФУР имел напряжённые отношения с бандеровским крылом ОУН. Лидер ФУР Владимир Яворенко не раз заключал военные соглашения с отрядом ОУН (б) во главе с «Вороном» о совместных действиях и даже в течение нескольких месяцев 1943 года вместе со своим отрядом на правах боевой сотни воевал под его руководством. Однако окончательно разорвать союз с бандеровцами Яворенко решился только в начале июня 1943 после неудачного совместного рейда с отрядом УПА на Восточную Украину. Потеряв в боях с немцами примерно 50 бойцов, остатки его отдела в составе 80 человек перешли на сторону мельниковцев.

### УПА и Красная армия
В начале Великой Отечественной войны вооружённые формирования ОУН(б) были активно задействованы в координируемых с немецкими войсками диверсиях и дезорганизации тыла РККА.
Первые мелкие столкновения между Красной армией и УПА начались ещё на Восточной Украине. На западных землях количество и интенсивность конфликтов резко возросло. Были зафиксированы случаи дезертирства красноармейцев и их переход в ряды УПА. На Советскую армию велась пропагандистская деятельность УПА-ОУН — листовки, газеты, брошюры, дезинформация. распространение подпольной литературы, массовое размещение лозунгов и призывов на стенах домов, заборах и других сооружениях. Большинство лобовых столкновений с советскими войсками заканчивались для небольших отрядов УПА не в их пользу. Вскоре руководство ОУН(б) приказало своим отделам не вступать в открытые бои с Красной армией, а замаскироваться в лесах, пополнять свои ряды, создавать запасы оружия и продовольствия и ждать, пока советско-германский фронт отодвинется на запад. Особое внимание при этом уделялось психолого-пропагандистским мероприятиям, направленным на разложение войск Красной армии, на срыв её военно-политической деятельности.
По мере того как отряды УПА оказывались в тылу советских войск, они либо переходили линию фронта, либо совершали нападения на мелкие тыловые подразделения и отдельных военнослужащих Красной армии. Характерным в противостоянии между Красной армией и УПА в то время было ещё и то, что руководство УПА дало своим отделам указание устраивать радушный приём красноармейцам. Это делалось для того, чтобы усыпить их бдительность, а потом наносить неожиданные удары по штабам, базах и отдельным небольшим подразделениям для пополнения запасов оружия и продуктов.
Только с января по февраль 1944 года в Ровенской области было зарегистрировано 154 нападения на подразделения и отдельных военнослужащих Красной армии, в результате чего было убито 439 советских военнослужащих. В ряде случаев убийства совершались с особой жестокостью. Всего же с 7 января по 2 марта 1944 года в полосе действий 13-й армии было зарегистрировано до 200 нападений отрядов УПА на небольшие колонны с военным имуществом и небольшие группы красноармейцев. В результате одного из таких нападений получил ранение в бедро и позже скончался командующий 1-м Украинским фронтом, генерал армии РККА Николай Ватутин.
В марте 1944 года советские источники зафиксировали 270 нападений УПА на солдат Красной Армии. В апреле — мае характер действий партизан резко изменился. Причиной этого стала подготовка войск 1-го Украинского фронта к наступлению против немецких войск. Это не устраивало руководство ОУН, и оно отдало приказ провести ряд глубоких рейдов по тылам Красной армии. В районах к северу от железнодорожной линии Ковель—Ровно—Шепетовка состоялись открытые вооружённые столкновения, в ходе которых отряды УПА понесли значительные потери.
Красная Армия не могла мириться с тем, что в её тылах активно действуют антисоветские вооружённые силы, постоянно совершающие нападения на её подразделения. Но просьба командующего 13-й армии генерала Николая Пухова о привлечении красных партизан к ликвидации угроз тылу осталась без ответа. В то же время в зоне планируемого весеннего наступления против националистических формирований действовали подразделения НКВД и СМЕРШа с привлечением регулярных частей. Так во время сражения под Гурбами отрядам УПА был нанесён непоправимый урон. К лету 1944 года в ходе тяжёлых боёв практически прекратила своё существование военная округа УПА-Юг.
В июле 1944 года советские войска окружили и разбили под Бродами восемь немецких дивизий численностью около 60 000 человек. Среди них было 10 000 бойцов дивизии «СС Галичина». Но многие были убиты, ранены и захвачены в плен. Около 3000 человек избежали плена, позже многие из них присоединились к УПА.
В августе 1944 года, после того как войска Красной армии вступили на территорию Венгрии, Румынии и Польши, активные действия УПА вновь возобновляются. Кроме засад на шоссейных дорогах, обстрелов машин и убийств отдельных военнослужащих, нападений на военные склады и диверсии на коммуникациях, действия ОУН-УПА были также направлены на срыв мобилизационной кампании и поставок продовольствия для Красной армии. Подвергались также нападению и отдельные воинские подразделения — так 19 августа 1944 года в районе села Божиков Подгаецкого района Тернопольской области попал в засаду 1-й батальон связи 1331-го стрелкового полка, который шёл на фронт. Большинство солдат и офицеров погибли (спаслось только 11 человек).
Диверсии на коммуникациях Красной армии и нападения на военные грузы продолжались до конца войны. Всего от нападений УПА и вооружённых членов ОУН(б) и при подавлении вооружённого сопротивления других националистических и бандитских формирований (УНРА и отряды Мельника) в 1944 году Красная Армия понесла такие потери: «убитыми и повешенными» — 157 офицеров и 1880 солдат и сержантов, ранеными — 74 и 1770 соответственно, «пропавшими без вести и уведёнными в лес» — 31 и 402. С начала года по 1 мая 1945 года было «убито или повешено» 33 офицера и 443 солдата и сержанта, 11 офицеров и 80 солдат и сержантов пропало без вести (включая военнослужащих ВВ НКВД).

Агитационный дереворит УПА, 1948

Нападения УПА на одиночных военнослужащих Красной армии, находящихся в увольнении или в хозяйственных командировках, продолжались и в послевоенный период, вплоть до конца 1940-х годов. По данным современных украинских исследователей, всего от действий ОУН-УПА в период с 1944 по 1956 год погибло 3199 военнослужащих Вооружённых сил, пограничных и внутренних войск СССР, из них 2844 до 1 мая 1945 года. А на каждого убитого приходилось 2—3 пропавших без вести или «уведённых в лес».
По мнению российского историка Игоря Турицына, за период с февраля 1944 по март 1945 года в ходе чекистско-войсковых операций было уничтожено 81520 членов ОУН-УПА, при этом погибло 1858 офицеров и бойцов Красной армии, войск НКВД и истребительных батальонов, то есть потери составили 44:1. Ещё 2219 советских бойцов и офицеров были убиты в ходе нападений УПА.
Согласно справке и. о. начальника отдела 1 Управления МВД УССР, в 1944 году было убито 62658 вооружённых участников оуновского подполья, в 1945 году 25618 человек, по докладной записке ЦК КП(б)У И. В. Сталину, со дня освобождения западных областей УССР от немецких войск до 1 июня 1945 года было «убито бандитов — 9275, взято в плен — 93 610 и явилось с повинной — 40 395».

### Отношения УПА с Венгрией
В начале Второй Мировой войны Венгрия была первой страной Оси, с которой у украинских националистов сразу сложились враждебные отношения в связи с ситуацией в Карпатской Украине в марте 1939 года.
В первой половине 1943 года венгерские оккупационные войска, которые по заданию немецкого командования выполняли полицейско-охранные задачи на Волыни, часто привлекались им к проведению антиповстанческих операций и пацификационных акций в украинских сёлах. Сначала это были остатки 2-й армии, разбитой под Сталинградом, затем их сменила 25-я стрелковая дивизия. В большинстве случаев захваченных в плен венгров повстанцы отпускали на свободу. Потери венгерских частей в боях с УПА за весну-лето 1943 года оцениваются приблизительно от 300 до 500 убитыми и более 300 пленными (разоружёнными). Это составляло около 1/8 от общих потерь венгерских оккупационных войск в тылу Восточного фронта за период с 1 мая 1943 по 1 января 1944 (4108 чел.).
На август 1943 года приходятся первые попытки переговоров между УПА и венгерскими войсками. Мадьяры, не желая проливать кровь за германские интересы, втайне от гитлеровцев заключили соглашение с одним из отрядов и заявили командному составу, что хотят видеться с руководством УПА и наладить взаимоотношения мадьяр с УПА, поскольку они не поддерживали нацистской политики по отношению к евреям и славянам.
Отношения между УПА и венгерскими оккупационными войсками на рубеже 1943—1944 гг. уже имели многогранный и очень неоднозначный характер. Существовали как случаи соблюдения нейтралитета, взаимного ненападения и сотрудничества, так и факты вооружённых столкновений, боёв, столкновений, грабежей венгерскими войсками украинского населения и разоружения повстанческими отрядами гонведов. Активно велись переговоры о сотрудничестве во Львове и Будапеште. Венгры ознакомились с состоянием материально-продовольственного обеспечения ОУН-УПА, обсуждали с повстанцами планы организации диверсий в советском тылу, лечение оуновцев в венгерских госпиталях и их возможную эмиграцию в Венгрию с сохранением права проведения политической деятельности. К тому же Будапешт вёл закулисные переговоры с США и Великобританией о выходе из войны.
Отношения снова сильно испортились в марте 1944 года, когда немецкие войска, узнав о тайных переговорах союзников, оккупировали Венгрию в ходе операции под кодовым названием «Маргарете-1» с целью предотвратить переход страны на сторону Антигитлеровской коалиции. В штабе венгерской армии произошла чистка кадрового состава. Из высших командных должностей уволили или перевели на другие служебные должности немало венгерских офицеров, причастных к сепаратным переговорам. К тому же венгры поддерживали польскую сторону в украинском-польском этническом конфликте на территории Галичины в 1944 г.: вполне дружелюбно относились к польскому населению и часто защищали их села от вооружённых нападений украинских националистов, помогая полякам в выезде на Запад.
В марте—мае 1944 года на Галичине венгерские войска провели несколько карательных операций против отрядов УПА, но они вскоре закончились из-за того, что советско-германский фронт приближался, и обе стороны решили остановить ненужное кровопролитие. В тот момент, когда между венграми и УПА вновь достигалось понимание, повстанцы прикрывали отступление венгров.
С октября 1944 года и до конца войны в штабе венгерской армии действовала «Миссия УПА» во главе с сотником Андреем Дольницким. В ней работали помимо всего прочего украинцы-дезертиры из Красной Армии. Она координировала подготовку и переброску украинских националистов в советский тыл.

### Отношения УПА с Румынией
Развернув широкую антинемецкую вооружённую борьбу в начале 1943 года на Волыни и южном Полесье подполья ОУН (б) и УПА были вынуждены перейти также к противостоянию с румынскими войсками и карательно-репрессивными органами на оккупированных украинских территориях Северной Буковины, Бессарабии и Транснистрии, рассматривая эту страну в качестве союзника гитлеровской Германии. Но заметных вооружённых нападений и диверсионных акций в отношении румынских оккупантов со стороны украинских националистов не было. Противостояние носило в основном агитационный и пропагандистский характер. До лета 1943 года деятельность ОУН на оккупированных Румынией землях была практически парализована румынскими спецслужбами.
На рубеже 1943/44 годов ситуация резко изменилась и румынские спецслужбы начали переговоры с украинскими националистами о сотрудничестве в борьбе против СССР. Бывший руководитель ОУН в «Транснистрии» Тимофей Семчишин на допросе в НКВД 24 октября 1944 года показал, что в ходе переговоров в Кишинёве с представителями маршала Иона Антонеску 17-18 марта 1944 года между ОУН и УПА и Румынией были достигнуты устные договорённости по всем вопросам. Исключением стало непризнание со стороны ОУН восточной румынской границы, существовавшей до июня 1940 года. Поэтому договор так и не был подписан.
В июне и июле 1949 года сотня УПА во главе с «Хмарой» организовала рейд в Румынию, чтобы установить там контакты c антикоммунистическим подпольем. Результаты этого рейда не известны.

### УПА и сербские четники
УПА некоторое время контактировала с сербским четническим движением под руководством Драголюба Михайловича. Некоторые военнослужащие Югославии сербской национальности после бегства из немецких лагерей воевали в рядах украинских повстанцев. В середине марта 1944 года к руководству УПА на Волынь прибывала делегация четников. Обсуждались общие вопросы, касающиеся борьбы с большевиками и немцами. Среди прочего, была достигнута договорённость о том, что УПА будет отклонять все усилия и запросы о сотрудничестве от Иосифа Броза Тито. В частности, УПА чётко «обязалась не идти на руку Тито в установлении контактов с большевиками на своей территории». Кроме того, состоялся обмен мнениями о том, как поступать в случае краха Советского Союза и Германии. Было заявлено, что целью обоих национальных движений является создание независимых национально-славянских государств (Сербия и Украина).
Украинский журналист Виталий Портников называет Драголюба Михайловича «сербским Бандерой», а четников сравнил с УПА, потому что, по его мнению, отношение к четникам в Хорватии и Боснии можно сравнить с отношением к УПА в Польше или России. Для сербских националистов Михайлович все время был героем, как для украинских Бандера. И четники, и УПА считали себя «третьей силой» во Второй Мировой войне и вели двухфронтовую борьбу как против нацистов, так и против коммунистов.

### УПА в Белоруссии
В силу обстоятельств и географического положения особенно важным для украинских националистов был вопрос взаимоотношения с белорусами. 10 июля 1941 года на совете группы ОУН(б) обсуждался вопрос отношения к национальным меньшинствам. Относительно белорусов участники конференции сошлись на том, что, так как белорусы не представляют собой сильной военной силы, они охотно пойдут на союз с украинцами и сотрудничество в борьбе против СССР. Хотя и раздавались голоса, утверждающие, что белорусы имеют претензии на некоторые украинские земли, и поэтому с ними надо быть осторожными.
С 1943 года на белорусской территории действовала УПА-Север. Наиболее крупным отрядом этой группы было подразделение, именовавшееся «Месть Полесья», входившее в состав ВО «Туров». Командиром отряда был Григорий Грацюк. Именно оно осуществило ряд успешных операций против немецких войск на территории Кобринского, Жабинковского и Антопольского районов Брестской области.
До освобождения региона Красной Армией к лету 1944 года украинские националисты продолжали партизанить в полесских лесах, нападая как на немцев, так и на советских партизан. В Полесье фактически до ухода нацистов воевали между собой три силы.
В середине 1944 года, когда Западная Беларусь и Украина были полностью освобождены, бандеровцы остались на территории уже Советской Беларуси. Тогда формирования ОУН-УПА насчитывали примерно 12—14 тыс. человек. В одной только Брестской области к концу 1944 года действовало 120 небольших отрядов ОУН-УПА (по 7—10 человек в каждом).
Советская власть начала немедленную борьбу против бандеровцев. Но от освобождения и до 1946 года повстанцы смогли совершить на территории БССР 2384 диверсии и теракта, в результате которых погибли 1012 человек. К примеру, в октябре 1944 года отряд УПА напал на один из сельских советов Ратновского района Брестской области. Националистами были захвачены несколько милиционеров и членов местного актива. Позднее все были расстреляны. Забрав документы, бандеровцы сожгли здание сельсовета и скрылись.
В апреле 1947 года в Ивановском районе Пинской области НКВД был уничтожен штаб Пинского надрайонного провода ОУН, при этом было арестовано 160 участников националистического подполья. В мае-июне 1948 года в Малоритском районе Брестской области спецгруппой НКГБ был уничтожен крупный отряд УПА. В том же 1948 году в Жабинковском районе Брестской области оперативно-войсковая группа НКВД БССР уничтожила Брестский надрайонный провод ОУН. В июне 1949 года ликвидирован штаб Кобринского надрайонного провода ОУН. Последняя украинская партизанская группа была ликвидирована в Ивановском районе Брестской области в феврале 1952 года. Тогда была обнаружена и уничтожена группа надрайонного проводника Ивана Панько «Сикоры».

### ОУН/УПА в центральных и восточных областях Украинской ССР и в РСФСР
Житомирская область
Житомирская область, как регион Советской Украины к востоку от довоенной советско-польской границы, интересовал руководство ОУН с целью распространить идеи украинского освободительного движения в Центральной и Восточной Украине. И с мая 1943 туда регулярно организовывала рейды УПА. Первым отправился отряд «Верещака» (Фёдора Воробца). Затем на Житомирщину прорвалась сотня Гордея Вротновского-«Гордиенко». Хотя отряды УПА во время рейдов на Восток Украины старались избегать вооружённых столкновений, на их пути не раз случались стычки с немцами, полицией и советскими партизанами. На Житомирщине подполье ОУН, как и на Западне Украине действовало до середины 1950-х годов. Последних боевиков ОУН Житомирщины органы КГБ уничтожили в селе Сушки в Коростенском районе в июле 1955 года после 10-часового боя.
Полтавская область
С 1941 по 1943 годы в Полтавской области также действовало подполье ОУН. Подпольщики занимались пропагандой и небольшими диверсиями, а большинство готовых военных кадров отправляли на западную Украину. Велось распространение подпольной литературы. Нелегально издавался журнал «Горн», «Украина в борьбе», книга «Симон Петлюра». Полтавское подполье поддерживало тесные связи с подпольем в Харькове, Запорожье, Сумах. В конце 1942 года подполье ОУН пыталось наладить связи с группой советских партизан «Набат».
Донбасс
На территории Донбасса в 1941—1943 годах действовали группы обеих ОУН — и «бандеровская», и «мельниковская» фракции. В СБУ отмечают, что условия деятельности украинских националистов в Донецкой области были сложными, учитывая многонациональность населения. Участники националистического движения делились листовками, распространяли газету «За независимую Украину», собирались на конспиративных квартирах. Во время допросов оуновцы заявляли, что центральный провод уделял Донецкой области особое внимание. В случае всенародного восстания индустриальный регион должен был обеспечить материальную поддержку. Руководителем ОУН в Донецкой области был Евгений Стахив.
Крымская АССР
Первые попытки украинских националистических организаций проникнуть в Крым относятся к лету 1941 года. Все они связаны с деятельностью Организации украинских националистов (ОУН), которая в данный период была наиболее активной.
Так, в это время в рядах наступавшей на Крым 11-й немецкой армии действовало несколько так называемых походных групп ОУН. Несмотря на то, что эти группы номинально входили в состав более крупной «Южной походной группы ОУН», в своих действиях они были вполне самостоятельны. По мнению украинских историков Александра Дуды и Владимира Старика, в их задачи, «входило продвижение вдоль побережья Чёрного моря вплоть до Кубани». На всем протяжении пути своего следования члены этих групп должны были вести пропаганду украинской национальной идеи, а также пытаться проникать в создаваемые немецкими оккупационными властями органы «местного самоуправления и вспомогательную полицию с целью их последующей украинизации».
Следует сказать, что вся «Южная походная группа ОУН» принадлежала к мельниковской ветви этой организации, а её отдельные подразделения возглавляли выходцы из Буковины: Б. Сирецкий, И. Полюй, О. Масикевич и С. Никорович — все видные общественные деятели, большинство из которых только что были выпущены немцами из советских тюрем. Возглавляемые ими группы действовали очень скрытно, часто под видом переводчиков при немецких воинских частях, членов рабочих команд и сотрудников «экономических штабов».
В то же время на полуострове активно работало бандеровское подполье. Из донесения агента СД от 31 декабря 1941 года, найденного в секретных делах Рейха, стало известно, что из Львова в Крым ОУН (б) направила шесть походных групп, количеством около 40 человек. Одного оуновца, Ивана Осадчука, нацисты арестовали по дороге в Крым, вывезли во Львов и там казнили. В Крыму одной из основных задач ОУН (б) было налаживание связи с татарскими, грузинскими, армянскими националистами для совместной борьбы против СССР. Через татарских националистов бандеровцы пытались установить контакты с турецким правительством. При этом из 10 тысяч украинцев, служивших в Крыму в охранной полиции и вермахте, никого не удалось переманить в подполье.

## Национальная политика и участие в массовых убийствах
Исследователи по-разному характеризуют отношение УПА к гражданскому населению других национальностей. Некоторые показывают ОУН(б)/УПА как организацию, лишённую особой враждебности к другим национальностям, другие же указывают на антисемитскую, антипольскую и антирусскую позиции и стремление устроить геноцид соответствующих меньшинств.
Известно, что ещё до нападения Германии на СССР бандеровцы из ОУН планировали этнические чистки на территории УССР и предлагали программу «Украина для украинцев». Документы ОУН(б) свидетельствуют о том, что в начале 1940-х годов евреи, поляки и русские рассматривались как исторически враждебные группы. В частности указания Провода ОУН(б) содержали указание о делении национальных меньшинств на «дружественные» и «враждебные» (поляки, русские, евреи). Первые наделялись одинаковыми правами с украинцами, и им «создавалась возможность возвращения на родину». По отношению к вторым предполагалось «истребление в борьбе тех, кто будет защищать режим», в особенности истребление интеллигенции и не допущение возможности её создания (доступа к школам). Польских крестьян предполагалось ассимилировать, «разъясняя им, что они украинцы», ассимиляция евреев исключалась. В инструкции СБ ОУН(б) от мая 1941 года сообщалось, что к национальностям, которые рассматриваются как опора советской власти, и должны быть обезврежены, относятся евреи, поляки, русские и «разные азиаты, которыми Москва колонизует Украину». Ярослав Стецько считал целесообразными немецкие методы уничтожения евреев и исключение их ассимиляции.
К историческим врагам украинские националисты относили также румынов и венгров. Однако никаких действий против них провести не успели, так как вскоре после нападения Германии на СССР территории, где проживали румынское и венгерское меньшинства, были оккупированы румынскими и венгерскими войсками соответственно. Венгерские войска оккупировали часть Станиславской области, а уже 14 августа 1941 года территория, оккупированная Венгрией, была передана немецкой администрации. Никаких активных действий против венгерских сил украинские националисты в этот период не предпринимали. На территории занятой Румынией Северной Буковины украинские националисты также, хотя и проводили антирумынскую агитацию, и даже замышляли теракты против представителей румынской администрации, каких-либо активных выступлений против румын не предприняли.
По мнению историка Александра Гогуна, документы нацистских оккупантов показывают, что они на Западной Украине и в Восточной Польше уже летом 1941 года столкнулись с сильным украинско-польским противостоянием, которое постепенно вылилось в резню 1943—1944 годов.

### УПА и русские
Отношение ОУН-Б к русским в 1941—1943 годах колебалось от полного неприятия и восприятия в качестве главного врага до признания русских «порабощённым народом» и стремления включить их в свою борьбу против сталинского режима и СССР. Если до ІІІ Съезда русский народ провозглашался непосредственным поработителем Украины, то после ІІІ Съезда в ОУН произошло изменение отношения к русскому народу как таковому, но не к России и «её» политике к украинскому народу. Так, в листовках, адресованных УПА русским с 1943 года, главным врагом стал провозглашаться не русский народ, а Сталин. Например, в июне 1943 года ГК УПА была выпущена листовка, обращённая к русским. В ней русских призывали не служить империалистическим интересам Гитлера и Сталина, вступать в ряды УПА для совместной борьбы против империализмов всех родов. По мнению составителей обращения, русские были таким же «порабощённым» Сталиным народом, как и остальные народы СССР, и сами нуждались в освобождении, которое могло быть достигнуто путём отказа от имперской политики советского руководства и построения России в её этнографических границах. Русские Украины призывались к совместной с УПА борьбе за Россию в её этнографических территориях (но не за совместную борьбу за будущую многонациональную Украину, то есть первый вариант представлялся украинским националистам более предпочтительным). В этой листовке русские, в отличие от идеологических работ, размещавшихся в «Идее и действии», рассматриваются не в качестве имперского, но в качестве равнопорабощённого народа: «Русский народ сейчас порабощён правительством коммунизма не хуже других народов». В дальнейшем УПА выпустила ещё ряд листовок подобного содержания.
На низовом уровне среди части украинского актива ненависть именно к русскому народу сохранялась. Например в селе Радомышль зимой 1943 года украинскими националистами стены зданий были исписаны лозунгами, вроде «Смерть Сталину», «смерть московскому народу». В музыкальном творчестве в среде УПА, как можно судить из песен, зачастую основным врагом оставались именно «москали» и «москалота», а не Сталин и большевики.
Однако на практике, по показаниям Юрия Стельмащука (растрелянного НКВД в 1945 году), в конце 1943—1944 гг. командующего ВО «Туров»: «По линии УПА была секретная директива центрального провода ОУН о физическом истреблении всех участников УПА русской национальности. В этой директиве предлагалось провести это истребление под видом отправки этих участников УПА в некие специальные „русские легионы“».
Порой русских уничтожали как возможную «пятую колонну». Например, в конце 1943 г. в селе Дядиковичи (Ровенская область) была убита 70-летняя жительница русской национальности вместе со своим сыном. Случались убийства русских и по национальному признаку. Так, 24 сентября 1944 года в селе Лозы Галического района было убито 5 русских и одна польская семья — 20 человек, включая 12 детей.
Важную роль в изменении официальной позиции ОУН по отношению к русским сыграло столкновение с восточной Украиной, где антирусские настроения не были распространены. Разницу во взглядах западных украинцев и украинцев, проживавших на территории Советского Союза, лучше всего можно увидеть в самой лексике, используемой ими для обозначения русских (как и прочих неукраинцев). Если для западных украинцев русские являлись «чужинцами» — иностранцами, чужеземцами, то восточные украинцы, не оспаривая того, что украинцы и русские это разные народы, считали русских за «своих».
Именно на востоке Украины в отношении ОУН-УПА к русским произошла полная демократизация[уточнить]. Так, в подполье в Николаеве в состав ОУН входили и этнические русские. В Харькове под влиянием местных украинцев ОУН отказалась от антироссийских лозунгов, перенаправив свою ненависть на советскую верхушку. Изменение позиции членов ОУН, пребывавших на Советской Украине, к русскому народу началось ещё в 1942 году. Так, автор отчёта из Одессы поддержал высказанное рядовым членом ОУН, «восточником», мнение, что ОУН в своей пропаганде следует выступать не против русских вообще, а только против русских империалистов. Но не везде на востоке Украины и на землях, населённых украинцами, произошло изменение отношения к русскому народу. Так, на Кубани в ряды Казацкой Повстанческой Армии не брали русских. В 1942-начале 1943 г. изменение отношения к русским, произошедшее на востоке Украины, ещё не нашло своего отражения в идеологии ОУН в целом.
Каким бы ни было изменение отношения ОУН к русскому народу, после разгрома националистического подполья на Украине все эти изменения были сведены на нет. После войны отношение ЗЧ ОУН к русским не изменилось и, как и в начале войны, русский народ продолжал рассматриваться как главный империалистический народ. Российский империализм и русский народ при этом полностью отождествлялись. ОУН(з) (Организация украинских националистов за кордоном), отколовшаяся от ЗЧ ОУН во главе со С. Бандерой, рассматривала себя как силу, продолжавшую изменения в идеологии организации, принятые на ІІІ Чрезвычайном съезде ОУН-Б, делала различие между русскими как «порабощённым» народом и русским империализмом.

### УПА и население Советской Украины
Проблема Восточной части Советской Украины уже перед началом войны встала перед украинскими националистами в полный рост. Для создания самостоятельного единого украинского государства УССД (укр. Українська Самостійна Соборна Держава) было необходимо завоевание симпатий не только среди населения Западной Украины, прежде находившейся под властью Польши, во многих районах которой позиции украинских националистов были достаточно сильны, но и среди населения всей Украины. Поэтому ОУН изначально очень большое значение уделяла распространению своей идеологии на Восток и критиковала чрезмерное увлечение «галицийским регионализмом», невнимание к Советской Украине. Более того, высказывались даже предположения, что новый глава ОУН выйдет из восточных земель.
Распространение идей ОУН на восток Украины стали одними из основных задач походных групп ОУН. Во многих городах и сёлах Советской Украины украинским националистам действительно удалось создать разветвлённое подполье, однако, в целом, бандеровцев на Востоке ожидала неудача, причиной которой были не только политические репрессии немцев против членов украинского подполья, значительно его ослаблявшие, но и неприятие местным украинским населением, выросшим в условиях советского строя, многих положений идеологии украинских националистов. К таким положениям относились этнический подход к определению украинской нации, монопартизм ОУН, негативное отношение к колхозам, изначальная ориентация на немцев. Даже различие в языке между галичанами и советскими украинцами давало о себе знать, поэтому оуновцы на Востоке стремились стандартизировать язык своих обращений, приблизив его к общему украинскому литературному языку, убрав заведомые диалектизмы.
Столкнувшись с такой проблемой, среди украинского подполья в Советской Украине, в ОУН вскоре стали задумываться об изменении идеологии в сторону её демократизации и усиления внимания к социальному вопросу. Изначально этот процесс происходил снизу, на уровне городов, областей и краевых проводов ОСУЗ и ПУЗ, без прямой директивы центрального Провода. Так, уже в конце 1942 г. в Днепропетровской области появилась программная статья, в которой автор провозглашал идеал Украины не для украинцев, а Украины для всех её жителей, вне зависимости от их национальности. Все собственно антирусские лозунги в ней снимались. Одновременно подчёркивалась необходимость антинемецкой пропаганды. Для объединения усилий в борьбе за УССД автором статьи предлагалось создать новую политическую организацию, куда бы вошли представители мельниковцев, бандеровцев и бульбовцев. При этом руководство организацией осуществлялось бы не на основании фюрер-принципа, а демократически, её лидер избирался бы большинством съезда.
Всего на Советской Украине в 1941—1943 гг. действовало несколько краевых проводов, которым подчинялись областные проводы. Украинские националисты позволяли местным жителям восточных областей занимать довольно высокие места в областных проводах, например, пост заместителя областного проводника. Украинским националистам удалось создать партизанские отряды, действовавшие в регионах Донбасса. Агитация украинских националистов за вступление в УПА проводилась также на территории Черниговской области. Развернули свою деятельность украинские националисты и в Крыму, который они рассматривали как украинскую территорию. Однако, в целом, поддержки населения, необходимой для успешной борьбы с СССР, украинские националисты не получили. Тем не менее, бойцы ОУН боролись против советской власти в центральных и восточных регионах страны до середины 1950-х годов, пока очаг сопротивления оставался в западных областях.
Небольшая часть вовлечённых в работу ОУН «схидняков» с приближением фронта ушла вместе с националистами на Западную Украину. Некоторые из них, как, например, Кирилл Осьмак, заняли со временем значительные должности в националистическом подполье. К концу 1943 года отношение руководства ОУН и УПА к «схиднякам» изменилось, и граждане Советской Украины стали рассматриваться как возможные предатели. Последовали тотальные проверки восточных украинцев со стороны СБ-ОУН, нередко кончавшиеся убийством выявленных действительных и мнимых шпионов. Как следствие — начался исход из УПА «восточников», даже тех, которые до начала репрессий всецело поддерживали УПА и ОУН. Следствием массового ухода схидняков стало ещё большее недоверие к восточным украинцам и усиление репрессий. В декабре 1943 года руководство СБ Волыни получило указание главы СБ ОУН Николая Арсенича о тотальной проверке схидняков. Зачастую проверки заканчивались уничтожением «раскрытых» агентов. Только после обращения Дмитрия Клячкивского к Роману Шухевичу террор удалось остановить.
В приказе ОУН от 6 марта 1944 года требовалось уничтожать все враждебные элементы вне зависимости от национальности. Особое внимание предлагалось обратить на советских украинцев: «Приказывается ликвидировать всех восточников на нашей территории. Все восточники, если они и не являются агентами-разведчиками, то с прибытием большевиков перейдут на их сторону с данными про нас. Обращаю внимание, что восточников, находящихся в рядах ОУН, не ликвидировать, пусть они копают землянки (крыивки) и прячутся». Весьма любопытно, что лидеры ОУН, столь активно ратовавшие за соборность и включение в борьбу за независимость Украины восточных украинцев, совершенно не верили в восточноукраинское население, которое не состояло в ОУН или УПА. Советские партизаны передавали в радиограмме информацию о существовании распоряжения Краевого провода ОУН (Волыни) об уничтожении семей восточников, бывших советских служащих и активистов сёл. Включение большого числа схидняков в 1943 года в УПА, вероятно, с точки зрения оуновского руководства было оправдано, исходя из задач борьбы с немцами, советскими партизанами, поляками. Однако быстрое приближение фронта делало пребывание «ненадёжного» элемента в УПА проблемой, так как даже переход незначительной части «неустойчивых» схидняков на сторону Красной Армии грозил деконспирацией УПА и ОУН. Выход был тем же, что и в СССР, пытавшемся обезопаситься от реальных и мнимых врагов — «чистки».
По всей видимости, подобная политика не ограничивалась только Волынью, но распространялась также и на Галичину, и инициатива исходила не от Краевого провода ПЗУЗ, а от центрального руководства ОУН. Косвенно об этом свидетельствует и то, что шеф СБ г. Львова Панькив ставил в вину Шухевичу, что после его прихода к руководству началось уничтожение украинцев из УССР по малейшему подозрению. Таким образом, весной 1944 года ОУН-УПА развернули кампанию по уничтожению восточных украинцев, не являвшихся членами украинского националистического движения.
В то же время, несмотря на подозрительность к «схиднякам», у них была возможность занять должность средней значимости в УПА и даже стать членом СБ. Например, уроженец Крамского района Орловской области Овчаров-Овчаренко после пленения немцами в 1941 году был отпущен и примкнул к УПА, где был членом СБ и некоторое время возглавлял «бандгруппу».

### УПА и поляки
Украинско-польские отношения всегда отличались сложностью и противоречивостью. Во времена Второй Мировой войны они вышли на новый уровень ненависти и привели к массовым кровопролитиям. Политика польского руководства была проста: западноукраинские земли должны находиться под контролем 2-й Речи Посполитой. Украинские националисты считали по-другому. В результате противостояния официальных точек зрения в конфликт было втянуто мирное население.
Обострение польско-украинского конфликта в первой половине XX века было связано с национальной ситуацией во Второй Польской Республике. Парижская мирная конференция 1919 года позволила Польше оккупировать Галичину, а Рижский мирный договор 1921 закрепил присоединение Галичины к Польше. С самого момента своего основания в 1929 году Организация украинских националистов рассматривала Польшу как главного врага. Крах Польши в сентябре 1939 года временно отодвинул польский вопрос в политике ОУН на второй план. Единственным препятствием на пути к созданию независимого украинского государства стал СССР, поэтому поляки с «оккупантов» превратились во «вражеское» нацменьшинство.
В начале Второй мировой войны в Западной Украине сформировались организационные структуры польского подполья, главной целью которого было восстановление независимого Польского государства в его довоенных границах. Однако в результате противодействия советских органов госбезопасности, деятельность польского военного подполья была практически парализована. Галицкая сеть многочисленной польской военной организации, Союза вооружённой борьбы (Zwiazek Walki Zbrojnej) была уничтожена, основные функционеры арестованы. Восстановление польского организованного подполья произошло после захвата Западной Украины Германией. Деятельность польских подпольщиков с их вооружёнными формированиями была одной из причин создания отрядов УПА.
Несмотря на то, что отдельные убийства поляков украинскими националистами случались и ранее, в начале 1942 года ещё ничего не предвещало массовой бойни, которая произойдёт в следующем году. В это время в оккупированной Советской Украине отдельные поляки принимали активное участие в деятельности украинского бандеровского подполья.
Одним из самых спорных исторических вопросов этого периода являются этнические чистки украинского населения со стороны поляков на Закерзонье (на Холмщине и Люблинщине). Противоречивость заключается в разной трактовке времени этих событий — предшествовали ли они акциям на Волыни, или же произошли уже после их начала. Например, Иван Патриляк и Анатолий Боровик пишут, что в ходе акций АК на Холмщине в декабре 1942 — марте 1943 года было убито 2000 украинцев, несколько тысяч стали беженцами. Польский историк Гжегож Мотыка отмечает, что убийства украинцев аковцами на Холмщине начались только в 1943 году уже как ответ на действия УПА.
Широкомасштабные убийства поляков ОУН-Б развернуло начиная с марта 1943 года. В польской истории кровавая трагедия получила название «Волынская резня». Бескомпромиссные позиции польского правительства в изгнании и руководства ОУН в территориальном вопросе привели к гибели десятков тысяч людей. Сначала поляков принуждали к выезду в Польшу. Этому активно сопротивлялись местные отряды АК, которые пытались таким образом «застолбить территорию Польши» при послевоенном переделе мира. УПА стремились изгнать поляков, потому что они претендовали на западные украинские земли и представляли собой, с точки зрения украинских националистов, опасность для украинского государства. Те национальные меньшинства, которые, по мнению националистов, опасности для украинского государства не представляли (как чехи), получали возможность не просто мирного существования, но и национального развития.
Согласно отчётам советских партизан, оуновцы не расстреливали поляков, а резали их ножами и рубили топорами независимо от возраста и пола. Отсюда их название у польского населения: «резуны». То, что убийства совершались «деревенским» оружием: вилами, топорами, лопатами, часто трактуют как свидетельство того, что акции против поляков шли «снизу». И действительно, известно, по крайней мере в ряде случаев, что к акциям украинских националистов подключалось и мирное население, включая женщин. Порой убийства поляков топорами осуществлялось не простыми селянами, а сельскими активистами ОУН, мобилизованными в УПА. Иногда мобилизованным украинцам объясняли поставленные перед ними задачи лишь в ночь убийства. То есть даже убийства, совершаемые простым «инвентарём», часто осуществлялись солдатами УПА, а не исходили «снизу», даже если подобные акции полностью и поддерживались украинскими крестьянами. Известно, что одной из проблем УПА был острый недостаток вооружения, в том числе патронов, поэтому убийства «подручными» средствами безоружных польских колонистов (если это было нападение на неподготовленную и на незащищённую польским отрядом самообороны колонию) могли осуществляться солдатами УПА и ради экономии боеприпасов.
Как уже упоминалось, в марте-апреле 1943 года около 4—6 тысяч украинских полицейских на Волыни дезертировали со службы и бежали в леса в УПА. Однако очень быстро немцы набрали новую вспомогательную полицию из поляков. Эта полиция стала с особым рвением участвовать во всех немецких антиукраинских акциях, сожжениях сёл и т. д. После этого украинские националисты стали обвинять поляков в антиукраинской деятельности, а свои нападения на польские села и колонии характеризовать как ответные акции.
Относительно того, когда и как было принято решение о проведении антипольских акций, и кто был инициатором этих действий, мнения в исторической науке расходятся. Расходятся мнения и в том, как оценивать волынский украинско-польский конфликт — как этническую чистку или как геноцид. Польский историк Гжегож Мотыка напрямую связывает начало антипольской акции с бегством волынской украинской полиции в лес к бандеровцам в марте 1943 года. Он, опираясь на воспоминания Антона Бринского, полагает, что украинских полицейских бежать в лес к бандеровцам побудила советская провокация, когда по наущению советских агентов начались расстрелы украинских волынских полицейских немцами. После этого перед руководством ОУН на Волыни встал вопрос: как действовать дальше. Ответ был найден путём борьбы ОУН на Волыни против всех врагов Украины одновременно, включая поляков. Если «советская провокация» против украинских полицейских и привела к бегству украинских полицейских в леса к УПА, то она послужила только спусковым крючком к этому, но не основной причиной — уход волынских полицейских в УПА планировался украинскими националистами независимо от указанных событий. Уход полицейских в УПА хорошо согласовывался с планами создания повстанческой армии.
По мнению ряда современных польских и украинских учёных, за этнические чистки польского населения прямую ответственность несёт главнокомандующий УПА Дмитрий Клячкивский (псевдоним «Клим Савур»). Также есть мнение, что существование приказа Клима Савура про «поголовное уничтожение польского населения» не находит достаточного подтверждения в сохранившихся архивных документах. Историк Владислав Филяр высказал предположение, что на ІІІ Конференции ОУН-Б было принято решение о начале «национальной революции», а краевым проводам давалась возможность выбора форм борьбы в зависимости от ситуации. На Волыни этой «свободой рук» воспользовался Клячкивский для борьбы с польским населением. Ещё одним свидетельством в пользу причастности Клячкивского к резне служат материалы Третьего чрезвычайного большого съезда ОУН в 1943 году. На нём Клячкивский был подвергнут критике за «антипольские акции» Михаилом Степаняком и Николаем Лебедем, поскольку они компрометируют всю организацию. Однако тогда его поддержали Роман Шухевич и ряд видных полевых командиров. Украинский историк, Владимир Вятрович считает, что антипольские акции УПА были местью за многолетнее господство поляков, а такая радикализация действий была вызвана очень тяжёлой ситуацией на Волыни, когда против УПА воевали Армия Крайова, немецкие войска и советские партизаны.
Сначала атакам УПА подвергались польские села и колонии, расположенные на севере и востоке Волыни. На пасхальную неделю, третью декаду апреля, пришёлся пик нападений. Позже волна нападений несколько спала. В конце июня — в июле 1943 года началась новая волна нападений, ещё сильнее, чем апрельская. 11—12 июля 1943 она достигла своей кульминации, когда были совершены нападения на деревни, посёлки и хутора (по польским данным — более сотни, по украинским — 12) в Ковельском, Гороховском и Владимир-Волынском районах, населённых поляками и смешанными семьями, где были убиты (по польским данным — несколько тысяч) поляков, включая детей, женщин и стариков. Однако упоминания об этой масштабной антипольской акции отсутствуют в немецких документах, донесениях советских партизан и в документах УПА. Украинский историк Владимир Вятрович считает, что цифра 100 уничтоженных польских сёл является значительно преувеличенной. По его версии, УПА состоянию на 11 июля не обладала столь значительными силами, чтобы одновременно могла атаковать аж 100 польских поселений по всей Волыни, а в польских документах значится лишь несколько атакованных польских населённых пунктов 11—12 июля 1943 только в южной части Владимир-Волынского района.

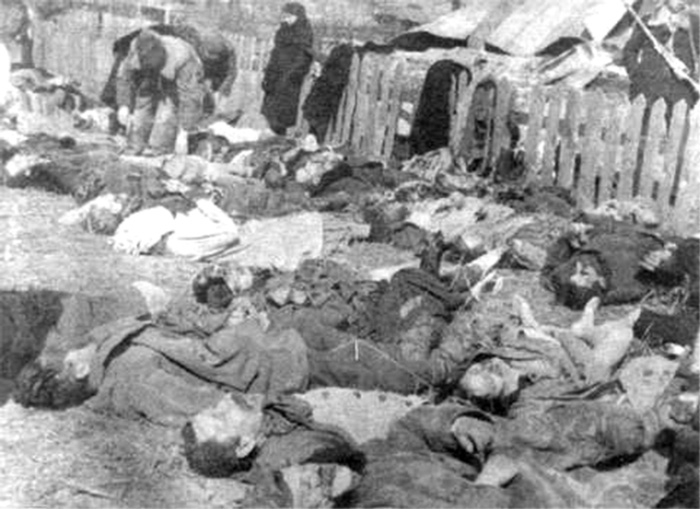
Убитые в результате действий УПА-ОУН(б) жители села Липники (ныне не существующего), под городом Березно, ныне Ровненская область, 1943

Первые нападения УПА привели к тому, что поляки в сёлах начали организовывать отряды самообороны. Многие деревни превращались в укреплённые форпосты, но значительная часть их все равно была разгромлена отрядами УПА. Уцелели лишь крупные, например: в Пшебраже, Гуте Степанской и Панской Долине, которые продержались до прихода Красной Армии. Иногда польские базы спасал счастливый случай. Так, в начале сентября 1943 года УПА решила атаковать значительными силами самооборону в Засмыках (Турийской район). Немецкая военная часть, расквартирована в Ковеле, которая в рамках антипартизанских акций направлялась осуществлять карательные операции против УПА, натолкнулась на повстанцев и тем самым спасла польское село. Произошла битва под Радовичами. И украинцы, и немцы понесли в ней тяжёлые потери. УПА была вынуждена отказаться от нападения и отступить. Разница между действиями АК и УПА на Волыни была в том, что если украинские националисты проводили целенаправленную акцию по изгнанию поляков с Волыни, то аковцы организовывали пункты самообороны и нападали на сёла-базы УПА и отдельные украинские села в отместку за действия УПА. Развитых вооружённых сил и ресурсов, необходимых для полномасштабной кампании по изгнанию украинцев с Волыни, изначально у местных поляков не было.

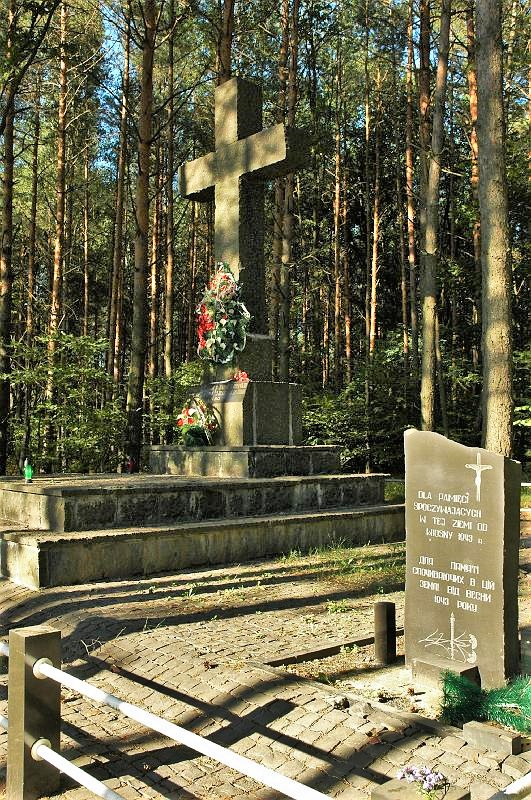
Памятник польскому населению, уничтоженному боевиками УПА в Яновой Долине

Последний пик нападений на польские села на Волыни пришёлся на конец декабря — начало января 1943—1944 гг. Большое количество атак было совершено на католическое Рождество. Новое усиление антипольских акций УПА было связано с тем, что украинские националисты хотели для расправы над оставшимся польским населением использовать период безвластия между отходом немецких и венгерских войск, покидавших Волынь, и приходом советских. В 1944 году УПА предпринимала акции по уничтожению поляков и против немногочисленных поляков Буковины.
Во второй половине 1943 антипольские акции УПА постепенно распространились на территорию Галиции. По мнению польского историка Гжегожа Мотыки распространить их на этот регион было решено на ІІІ Чрезвычайном Съезде ОУН-Б, или, что вероятнее, была дана свобода рук в этом вопросе новому главнокомандующему УПА Роману Шухевичу, который после своей осенней инспекции на Волынь принял решение распространить волынскую практику уничтожения поляков и в Галиции.
Возникшая в Галиции в июле-августе 1943 года бандеровская Украинская народная самооборона (УНС), аналог УПА, сразу же начала акции не только против красных партизан Сидора Ковпака или немцев, но и против поляков. Массовое уничтожение поляков, которое произойдёт на всей территории региона весной 1944 года, предопределила волна отдельных убийств начиная с середины 1943 года. Украинские повстанцы первоначально убивали польских должностных лиц и госслужащих оккупационной администрации. Количество антипольских акций УНС, позже получившей наименование УПА-Запад: август 1943 года — 45, сентябрь — 61, октябрь — 93, ноябрь — 309, январь — 466. По польским подсчётам, к октябрю 1943 года от рук УНС в Галичине погибло 563 поляка. В феврале же и марте 1944 года террор принял характер массовых погромов. В целом в Галиции от рук УПА погибло от 20 до 30 тыс. поляков и ещё более 300 тысяч бежали во внутренние районы Генерал-губернаторства.

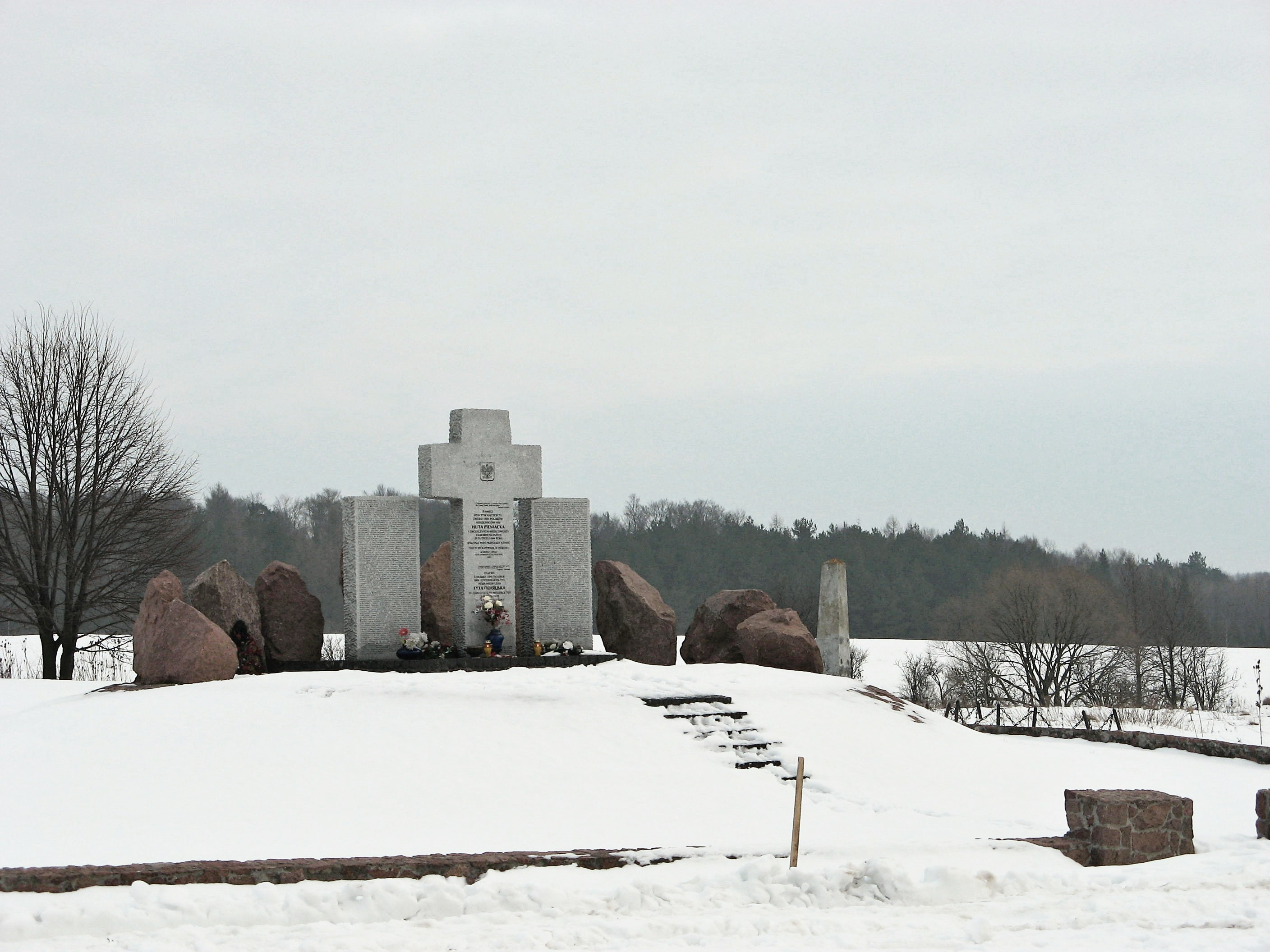
Мемориал уничтоженным жителям Гуты Пеняцкой

К лету 1944 года вышли указы различных структур УПА, запрещающие убивать польских женщин, детей и стариков. Подобный указ был издан главой военного округа «Буг» «Вороным» 9 июня. В нём, наряду с женщинами, стариками и детьми, запрещалось убивать и мужчин-украинцев в смешанных семьях, а также украинцев римо-католиков. 1 сентября 1944 года глава УПА-Запад Василий Сидор указом № 7/44 приказал приостановить антипольскую акцию — надлежало атаковать только «стрибков» и «сексотов». Тем не менее случаи уничтожения детей-поляков продолжались и после издания подобного рода приказов. Например, 20 августа группой УПА до 200 человек в польском селе Соколив Стрыйского района было убито 16 поляков, включая женщин и детей.
К осени 1944 года отношение ОУН (б) к польскому вопросу изменилось. Во временной инструкции организационной референтуры Краевого провода ОУН на Западноукраинских землях указывалось, что поскольку ситуация на фронте складывается не в пользу украинской и польской сторон, то они должны перейти к совместным действиям против оккупантов. В связи с этим в документе подчёркивалась необходимость усиления пропаганды ОУН для поляков. Руководство УПА-Запад также выступало против репрессий по отношению к мирному польскому населению. В приказе 9/44 от 25.11.1944 г. главы УПА-Запад Василия Сидора признавалось, что «репрессируется ни в чём не повинная польская масса», в то время как «польская милиция, издевающаяся над народом, не разогнана, хотя эта задача одна из самых наилёгких». В приказе также отмечалось, что «бои производятся для боёв, а не для дела революции, политический момент во внимание совсем не принимается». Но случаи убийства поляков продолжались и зимой 1944 года. Например, 10 декабря 1944 г. в селе Силки Краснянского района Львовской области украинские националисты захватили 3-х поляков и одного расстреляли.
Ситуация на фронте между тем продолжала изменяться. Ещё зимой 1944 года советскими войсками была освобождена большая часть Волыни, а к осени большая часть украинских земель была уже освобождена советскими войсками. 9 сентября между властями УССР и Польским комитетом национального освобождения (ПКНО) было подписано соглашение об обмене населением. По нему поляки Галичины должны были быть переселены в Польшу, а украинцы Закерзонья в УССР. По показаниям некоторых националистов, руководство ОУН-Б положительно восприняло подписание советско-польского соглашения, помогавшего делу выселения поляков из Украины. После возвращения советской власти поляки составляли большой процент истребительных батальонов, боровшихся с УПА. Например, к началу 1945 года 60 % личного состава истребительных батальонов в Тернопольской области были поляками.
Вплоть до начала 1945 года УПА не отказывалась от своих планов деполонизации Украины. Это подтверждается тем, что новый пик нападений на польские села начинается после соглашения УССР и Польши о добровольном обмене населением и начале добровольного отъезда в Польшу. К 1945 году руководство ОУН, осознав, что благодаря украинско-польскому соглашению так или иначе деполонизация Украины произойдёт, и не имея сил бороться на два фронта, прибегло к тактическому союзу с польским подпольем в Закерзонье.
Однако, нападения на польские деревни случались и после частичного налаживания отношений между украинским и польским подпольями. Так, 20 марта 1945 года отрядом УПА совершено нападение на польских жителей села Кулино Билгорайского уезда. Село было сожжено и убито 100 жителей-поляков. Польская милиция зачастую отвечала украинцам погромами сёл.
В ходе проведённого в Польше исследования «Карта» было установлено, что в результате действий УПА-ОУН(Б) и СБ ОУН(б), в которых принимала участие часть местного украинского населения и порой отряды украинских националистов других течений, число погибших на Волыни поляков составило не менее 36 543 — 36 750 человек, у которых были установлены имена и места гибели. Кроме того, тем же исследованием было насчитано от 13 500 до более чем 23 000 поляков, обстоятельства гибели которых не выяснены. Точные подсчёты украинцев, пострадавших от польского террора, не проводились. Польский историк Гжегож Мотыка считает погибшими на Волыни 2—3 тысячи украинцев, а с учётом других территорий — 10—20 тысяч человек.
Нельзя не сказать несколько слов о предполагаемой роли немцев в развязывании конфликта. Бытующая у некоторых украинских историков версия о том, что польско-украинский конфликт на Волыни был инспирирован целенаправленными действиями немецких властей, не подтверждается документальными свидетельствами. Более того, имеющиеся в наличии материалы переговоров представителей УПА с немецкой стороной (в том числе переговоры представителя ОУН Ивана Гриньоха с представителями СД) противоречат этой версии. Одним из требований немецкой стороны на этих переговорах было прекращение самовольных актов террора против поляков со стороны украинских националистов. Немцы не были заинтересованы в самовольной неконтролируемой деятельности украинских националистов против поляков, которые подрывали баланс сил на контролируемой немцами территории и грозили непредсказуемыми последствиями.
По мнению ряда украинских историков, нападения на польские селения совершали и спецподразделения НКВД, одетые как бойцы УПА, главным образом c целью уничтожения польского подполья, вынуждая поляков искать контакты с красными партизанами, стимулируя сотрудничество с советскими властями, а также инициируя нападения на украинские села, особенно поддерживавшие УПА или служившие их базами. Среди этих подразделений были те, в рядах которых входили бывшие бойцы УПА, работавшие на НКВД. 30 ноября 2007 года Служба безопасности Украины (СБУ) опубликовала архивы о том, что на Западной Украине до 1954 года действовало около 150 таких специальных групп, общей численностью в 1800 человек.
А иногда и отряды УПА под видом НКВД и советских партизан устраивали карательные акции.

### УПА и чехи
Спорным вопросом является взаимоотношения украинских националистов и чехов. В литературе они часто приводятся как образец возможного варианта национальных отношений между ОУН и другими народами в случае уважительного отношения последних к украинскому национальному движению. Известно, что отношения между украинцами и другими народами на Волыни (где имелись чешские колонии) во время войны не достигали такого уровня напряжённости, как взаимоотношения с поляками. На подконтрольных УПА территориях, одновременно с раздачей польской земли крестьянам, украинское командование разрешало чехам наряду с остальным национальными меньшинствами создавать школы со своим языком обучения, где украинский был бы лишь одним из предметов.
Однако, Глава Рейхскомиссариата «Украина» Эрих Кох отмечал в своём сообщении Альфреду Розенбергу, что украинские националисты уничтожают не только польское, но и чешское население. По подсчётам некоторых польских историков, всего во время Второй мировой войны боевиками УПА было убито более 300 волынских чехов. И действительно, по показаниям одного из сотрудников СБ-ОУН, среди народов, которые глава СБ Ровенского района «Макар» назвал врагами, подлежащими уничтожению, были и чехи. Однако, каких-либо директив, исходивших из ЦП ОУН-Б или ОУН-Б на ПЗУЗ, не известно. Каких-либо античешских мотивов в периодике ОУН и УПА того времени не было. Видимо, такая античешская политика была местной политикой, возможно, инициативой «снизу», и не захватывала всей территории подконтрольной УПА. Иначе трудно объяснить, почему большинство чешского населения Западной Украины достаточно спокойно пережило Вторую мировую войну.

### УПА и евреи
Вторая Мировая война обернулась для евреев Западной Украины трагедией Холокоста. В Восточной Галиции, например, до начала войны проживало 600 тысяч евреев, пережило оккупацию не более 2 %. Вопрос отношения украинских националистов к евреям во время Второй мировой войны является одним из самых спорных и политизированных. Мнения исследователей по этому вопросу расходятся кардинально от обвинения ОУН и УПА в массовом уничтожении евреев, до утверждений об отсутствии в ОУН антисемитизма и представления УПА в качестве спасителей евреев.
Перед нападением Германии на СССР руководство ОУН рассматривало евреев, как возможных саботажников нового украинского государства. Так официальные программные материалы Краковского Сбора ОУН-Б в апреле 1941 констатировали: «Евреи в СССР являются преданнейшей опорой господствующего большевистского режима и авангардом московского империализма на Украине. Антиеврейские настроения украинских масс использует московско-большевистское правительство, чтобы отвлечь их внимание от действительной причины бед и чтобы во время восстания направить их на еврейские погромы. Организация украинских националистов борется с евреями как с опорой московско-большевистского режима, одновременно осведомляя народные массы, что Москва — это главный враг».
Некоторые видные деятели ОУН считали, что евреев необходимо дискриминировать и устранять из общественной жизни. Например, Иван Климов-«Легенда» после захвата немцами Львова готовил листовки Краевого провода ОУН (Б) с антисемитскими призывами. Заместитель Степана Бандеры — Ярослав Стецько в одном из своих меморандумов предлагал немцам перенесения на украинские земли их методы уничтожения евреев, исключая их ассимиляцию.
В первые дни советско-германской войны, на территориях оккупированными вермахтом (главным образом — на Западе Украины), прокатилась волна еврейских погромов. Хотя их подстрекателями были немцы, однако непосредственными исполнителями стало местное население. Волну антисемитского гнева породило раскрытие массовых убийств заключённых, совершённых советским режимом. Погромщики неправомерно обвиняли евреев в причастности к расстрелам НКВД, поскольку со сложившимся стереотипом еврея-коммуниста ответственность за эти действия была возложена на еврейскую общину целиком, хотя лишь небольшое количество местных евреев сотрудничало с советскими властями и НКВД — основную массу кадров НКВД составляли лица, прибывшие с советских территорий. Одним из самых крупных погромов стал Львовский, в котором погибло около 4 тысяч евреев.
Роль ОУН в этих событиях не до конца понятна. Отсутствуют прямые доказательства того, что погромы организовало руководство ОУН, но существуют множество убедительных доказательств, в антиеврейских акциях участвовала создаваемая бандеровцами украинская милиция, поддержанная населением. Так согласно докладу айнзацгруппы, после отхода советских войск во Львове местные жители согнали 1000 евреев в тюрьму НКВД, затем большую их часть убила украинская милиция, которая была организована ОУН, однако состояла не только из членов ОУН. Нельзя, исключить, что насилие против евреев стало прямым следствием воплощения в жизнь выше упомянутых антисемитских листовок Ивана Климова—"Легенды".

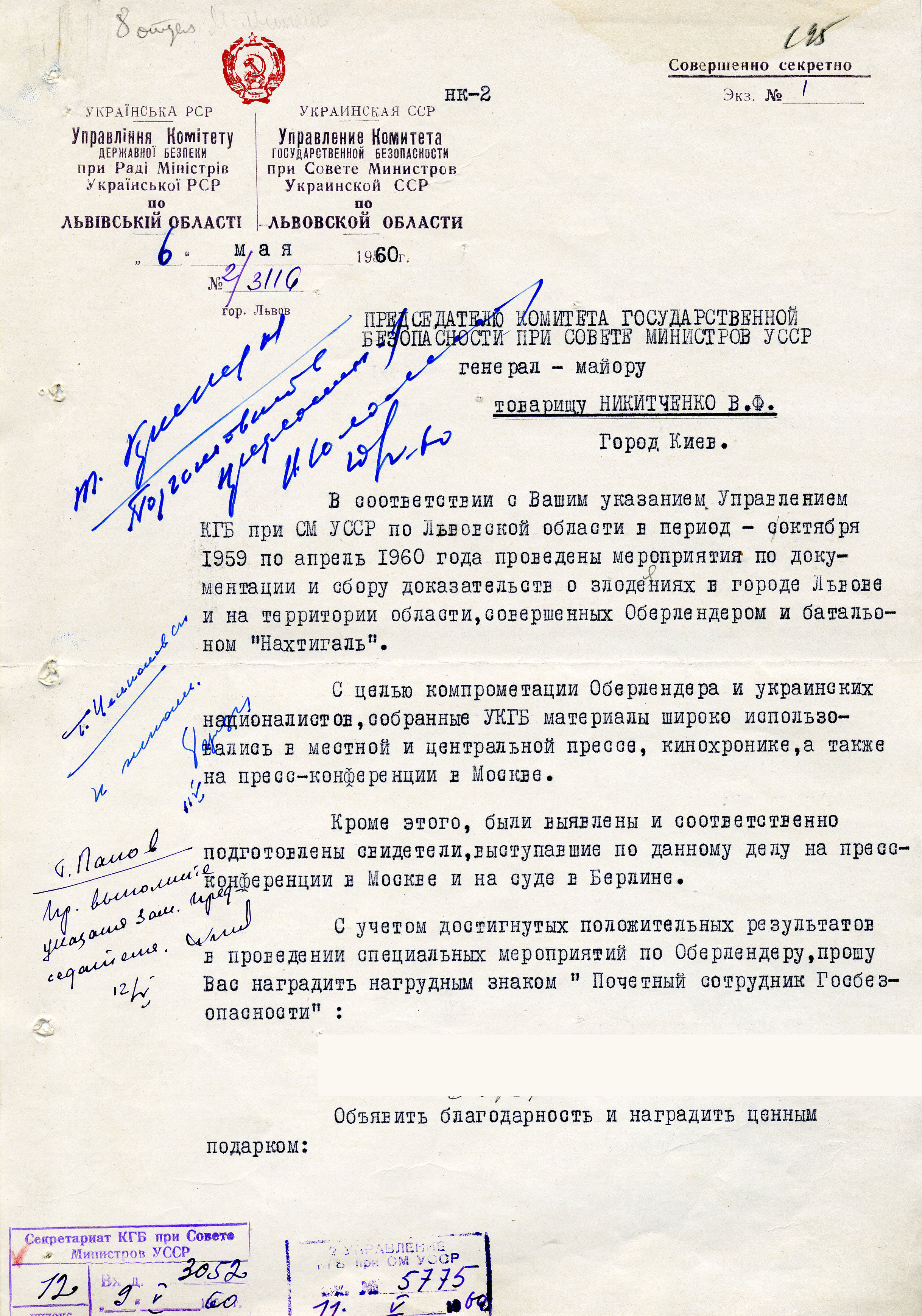
Документ КГБ о компрометации Оберлендера и батальона «Нахтигаль»

Массовые репрессивные действия немецких властей, развёрнутые против националистов в начале осени 1941 года в буквальном смысле слова вынудили перейти ОУН (Б) на антинемецкие позиции. Однако на крайне негативное отношение бандеровцев к евреям это не повлияло. Согласно немецким документам, новый лозунг националистов, датируемый осенью 1941 года, звучал так: «Да здравствует независимая Украина без евреев, поляков и немцев. Поляки за Сан, немцы в Берлин, евреи на крюк!».
Конкретизация политики ОУН по отношению к евреям произошла осенью 1942 г. По решению І Военной Конференции ОУН, состоявшейся в октябре 1942 г., евреев не следовало уничтожать, но нужно было «выселить их из Украины, дав им возможность кое-что вывезти из своего имущества». С ними, по мнению лидеров ОУН, необходимо было считаться из-за их сильного влияния в Англии и Америке, но подобное отношение не распространялось на военнопленных «политруков и евреев», которых приказывалось «уничтожать». Однако, когда УПА стала силой, с которой надо было реально считаться, Холокост на Западной Украине, собственно уже завершился. Депортационные планы утратили актуальность, прежде чем оуновцы получили возможность их реализовать.
Весной 1943 года некоторые евреи параллельно с поляками попали под удар УПА-ОУН и СБ ОУН на Волыни. Как правило гибли те, кого прятали поляки. Иногда еврейским партизанским отрядам, которые были сформированы из выходцев из гетто, приходилось отражать нападения украинских националистов.
В то же время украинские партизаны решили использовать многих уцелевших евреев для собственных целей, принимая в свои ряды специалистов: врачей, ремесленников. Некоторые из них, похоже, искренне повязали свою судьбу с УПА, например, доктор Самуэль Нойман, который, видимо, погиб в бою с советскими войсками в июле 1945 года в Чёрном Лесу, или Шая Варм, арестован 9 августа 1944, и за связи с националистами приговорён к двадцати годам лагерей. Однако большинство из них были убиты в момент наступления фронта. Пожалуй, погибли также все евреи, признанные «непригодными». Хотя некоторые украинские историки это отрицают, решительно утверждая, что подразделения УПА имеют значительные достижения в спасении еврейского населения, однако факты убийств подтверждают, в частности, документы подполья.
В августе 1943 года во время ІІІ Чрезвычайного Съезда ОУН-Б в программе УПА появились пункты (пп. 10—12) о гражданских правах, ранее полностью отсутствовавшие в программе ОУН. Гарантировались права и национальным меньшинствам. Упоминаемые украинским историком Ярославом Грицаком «свидетельства» о том, что Роман Шухевич после того, как стал во главе украинского повстанческого движения, издал распоряжение членам УПА не участвовать в еврейских погромах, совершенно не соответствуют реальной практике обращения украинских националистов с евреями в 1943—1944 гг.
Важное место в пропаганде образа лояльной к евреям ОУН играет история еврейской девочки Ирины Райхенберг, якобы спасённой женой Романа Шухевича при личном участии Шухевича. По утверждениям Владимира Вятровича, именно Шухевич помог с изготовлением для девочки новых документов на имя украинки Ирины Рыжко (по которым она значилась дочерью погибшего офицера Красной армии), а после того, как Наталья Шухевич была арестована гестапо, Роману Шухевичу удалось переправить девочку в сиротский приют при женском грекокатолическом монастыре василианок в Пилипове, близ местечка Кулыкив — в 30 км от Львова.
Осенью 1944 года, по всей видимости, происходит окончательное изменение политики ОУН по отношению к евреям. 5 сентября 1944 г. командование ВО «Буг» издало приказ 11/1944, в соответствии с которым с евреями, как и с прочими народами, надо было обращаться как с национальными меньшинствами.
Освобождение советскими войсками Западной Украины положило конец нацистскому геноциду евреев. Евреи, которые до войны были одним из самых многочисленных народов в Западной Украине, после войны практически исчезли на этой территории. С приходом советских войск отпала необходимость для евреев прятаться в лесах. Те евреи, которые там были, включая врачей и других специалистов из УПА, вернулись в города. Контакты УПА с евреями прекратились, но на бытовом уровне внутри актива УПА антисемитизм сохранялся. Отказ от антисемитских лозунгов и программное признание прав всех национальностей, включая евреев, не означало, что лидеры украинских националистов перестали быть антисемитами. Так, по показаниям Порендовского-Заболотного осенью 1945 г. в его присутствии глава политической референтуры ОУН Дмитрий Майивский заявил: «Хорошо произошло, что немцы уничтожили евреев, ибо этим ОУН избавилась одних своих врагов». Подобного рода заявления сделал осенью 1946 года и член Провода ОУН Ярослав Старух.
Таким образом, ни либерализация идеологии ОУН, ни окончание Холокоста на территории Украины не привели к полному исчезновению антиеврейских предубеждений среди рядового актива и руководства украинских националистов. Точное число жертв неизвестно. По мнению Гжегожа Мотыки, число евреев, убитых непосредственно УПА, не превышает 1—2 тысячи, при этом большая их часть погибла на Волыни в 1943 году. Другой польский исследователь Ева Семашко, основываясь на своём исследовании, озвучила цифру в 1200 евреев, погибших на Волыни, однако, по её мнению, действительное число евреев, убитых украинскими националистами, существенно больше. По данным израильского исследователя Арона Вайса, на Западной Украине оуновцами (и бандеровцами, и мельниковцами) уничтожено около 28 тыс. евреев.

### УПА и прочие национальности
ОУН изначально была настроена на сотрудничество с различными нерусскими народами Кавказа и Средней Азии для совместной борьбы против СССР. Однако в 1941—1942 в условиях подпольного существования ОУН возможностей для масштабного сотрудничества организации с неукраинскими народами Советского Союза не существовало. Они появятся позже, с созданием УПА. Но курс на сотрудничество с некоторыми другими народами, подключение их к украинской борьбе был закреплён раньше.
В постановлениях ІІ Конференции ОУН-Б в апреле 1942 года в пункте, посвящённом отношению ОУН к народам и национальным меньшинствам, сообщалось о стремлении ОУН «навязать дружеские отношения и сотрудничество на основе самостоятельных национальных государств и сильного фронта порабощённых народов».
На І Войсковой Конференции Главным военным командованием было решено венгров, чехов и румын не трогать. «Не трогать» предписывалось также «других нацменов СССР». К гражданам из западноевропейских стран (англичане, французы, голландцы, бельгийцы) надлежало относиться наилучшим образом и сразу же освобождать или отпускать.
В пропагандистских изданиях УПА с 1943 года демонстрировались лояльные по отношению к другим национальностям, различные призывы и лозунги. Летом-осенью 1943 г. УПА выпустила ряд листовок, адресованных различным народам Советского Союза. Они были изданы на русском языке и содержали обращения, в которых подчёркивался угнетательский характер политики СССР и Третьего Рейха. Поэтому украинские националисты призывали народы Урала и Средней Азии к совместной борьбе с УПА против обоих империализмов. Подобным было и содержание другой листовки, адресованной тюркско-монгольским народам. Эти же призывы содержались в листовках, адресованных армянам.
После утверждения нового курса ОУН-Б на ІІІ Чрезвычайном Съезде ОУН-Б украинские националисты стали прилагать ещё более интенсивные практические усилия для осуществления лозунга «Свобода народам! Свобода человеку!». Сам этот лозунг из сравнительно маргинального для ОУН в момент нападения Германии на СССР стал центральным в пропаганде УПА. Рассчитывая создать мощные национальные легионы при УПА, способные в своих краях организовать национальные восстания, руководство ОУН и УПА организовало 21—22 ноября 1943 года в селе Будераж Ровенской области «Конференцию порабощённых народов Востока Европы и Азии». В работе конференции приняли участие 39 участников от 13 советских республик и автономий. Среди них: по 6 грузин и азербайджанцев, по 5 украинцев и узбеков, по 4 татарина и армянина, по два белоруса и осетина, по одному башкиру, кабардинцу, казаху, черкесу и чувашу.
С этой конференции ведёт своё начало Антибольшевистский блок народов, возглавляемый Ярославом Стецько до конца его жизни. Это была встреча политических и военных руководителей УПА, представлявших разные народы, порабощённые Советским Союзом, с целью формирования и усиления националистических движений разных народов на всей территории СССР и объединения их усилий в борьбе с общим врагом — СССР. Конференция порабощённых народов собрала кроме украинцев ещё 39 представителей 13 народов. Среди них были грузины, азербайджанцы, узбеки, армяне, татары, белорусы, осетины, казахи, черкесы, кабардинцы, чуваши и башкиры. В практической плоскости УПА призвала к освободительной борьбе другие народы, порабощённые большевиками. На конференции был сформирован Комитет порабощённых народов, в чьи функции входило формирование национальных повстанческих армий, объединение и организация национально-политических сил в местах их жительства, а также земли Украины, куда их забросила война.
Украинские националисты стремились найти контакты с представителями других националистических движений, борющихся против большевиков. При этом украинские националисты не были очень уж разборчивыми в определении участников фронта «порабощённых народов». К ним они относили все антибольшевистские и не национал-социалистические силы, включая румынскую железную Гвардию во главе с Хорией Симой. Согласно показаниям Михаила Степаняка, ОУН ещё ранее налаживала связь с четниками и железно-гвардейцами. В пример противобольшевистской борьбы народов, сражающихся «против московского ставленника Тито», украинские националисты приводили сербов и хорватов, четников и усташей, как известно, конфликтовавших между собой. Однако украинским националистам это совершенно не мешало, поскольку их основной целью было найти поддержку как можно большего числа антибольшевистских режимов. С февраля 1945 года даже Армия Крайова, с которой УПА ранее жестоко враждовала, приводилась в качестве примера национальной противобольшевистской борьбы «порабощённых народов».
Отдельный вопрос — отношение УПА к цыганам. Цыгане составляли достаточно небольшое меньшинство на западноукраинских землях. Известно, что, по крайней мере, часть националистов их не очень жаловала. Например, в обращении к украинцам Холмщины и Подляшья, написанном от имени группы УПА «Туров», было сказано: «для уничтожения украинского народа вечный враг Украины Москва шлёт целые ватаги цыган, москалей, жидов и прочей сволочи, т. наз. „красных партизан“».

## УПА в послевоенный период

### УПА и ОУН(б) в послевоенной Польше

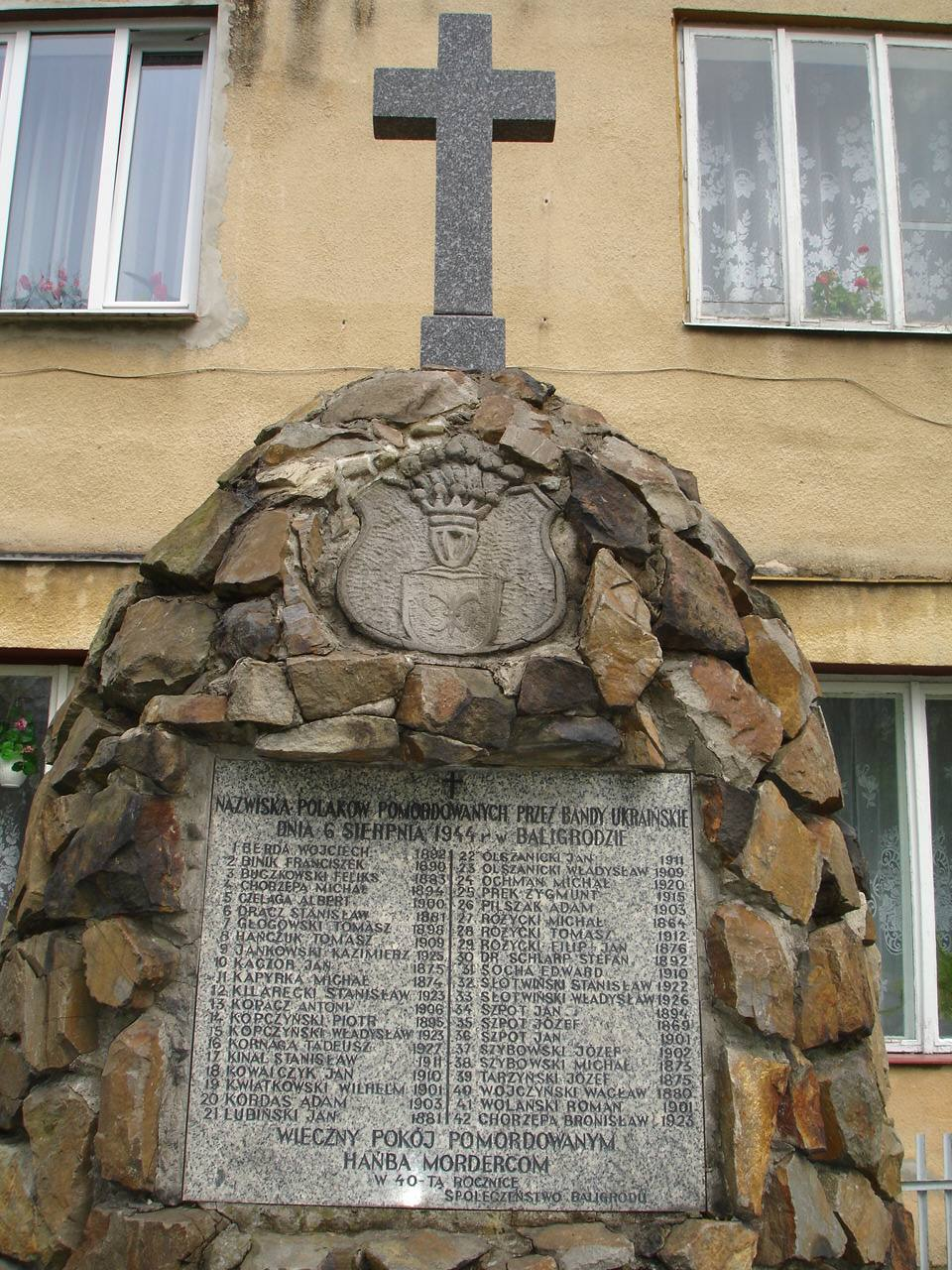
Мемориальная табличка с именами жертв в Балигороде

ОУН рассматривала юго-восточные земли Польши, где жили сотни тысяч украинцев, как неотъемлемую часть «соборной украинской державы».
Ещё в январе 1944 года украинское подполье учредило тут свои структуры, создав в восточных воеводствах (Подляское, Люблинское, Подкарпатское) Польши VI военный округ УПА «Сан», подчинённый группировке УПА-Запад во главе с Василием Сидором-«Шелестом». Украинское подполье в Польше возглавляли: Ярослав Старух-«Стяг» — проводник ОУН на Закерзонье, первым командиром ВО-6 «Сан» был хорунжий «Мушка» (Яков Чёрный), после его гибели в бою с войсками НКВД в декабре 1944 года командиром стал майор Мирослав Онышкевич-«Орест», Иван Шпонтак-«Зализняк» (шеф штаба ВО-6 «Сан»), Пётр Фёдоров-«Дальнич» — руководитель Службы безопасности ОУН в Польше и Василий Галаса-«Орлан» — отвечавший за агитационную деятельность. Наиболее известными руководителями УПА на Закерзонье были «Рен» (Мартин Мизерный), «Бродич» (Роман Гробельский), «Хрен» (Степан Стебельский), «Бурлака» (Владимир Щигельский). По мнению польского историка Гжегожа Мотыки, несмотря на свою малочисленность, украинские партизаны действовали очень активно и решительно.
Польская коммунистическая милиция и силы безопасности, находящиеся в стадии формирования, не были способны эффективно противодействовать активности УПА и ОУН(б). В связи с этим ряд районов был фактически не подконтролен польской гражданской администрации, и на территории ПНР продолжали действовать подразделения УПА численностью более 100 бойцов. В УССР такие отряды были ликвидированы ещё к лету 1945 года. Общая численность отрядов УПА, СБ, ОУН и сети ОУН на Закерзонье оценивалась примерно в 6 тыс. участников, из них до 2,5 тыс. вооружённых бойцов. На руку скрывающимся националистам была и лесисто-горная местность Лемковщины. Воины УПА часто прятались в горной цепи Бескиды на границе со Словакией, а иногда переходили в соседнее государство на постой.
Задачей отделов УПА была защита местного украинского населения от принудительной депортации в СССР с целью не допустить «деукраинизации» исконной украинской этнической территории. Особенно активно УПА стала действовать с сентября 1945 года. Польская милиция и органы безопасности в ответ часто прибегали к репрессиям против мирного украинского населения. Затем было решено интенсифицировать процесс переселения украинцев в СССР. На территорию УССР было вывезено около 500 000 украинцев. УПА всевозможными средствами сопротивляется депортации. Её отряды активно нападали на переселенческие комиссии польских военных, сжигали деревни, из которых были выселены украинцы и в которые заселили поляков. Действия УПА также были направлены на уничтожение и повреждение путей сообщения — подрыв мостов, железнодорожных путей, железнодорожных станций и т. д. Всего с июля 1945 по март 1946 года оуновцы провели в Восточной Польше более 50 диверсий и терактов, направленных на срыв переселения украинцев в СССР.

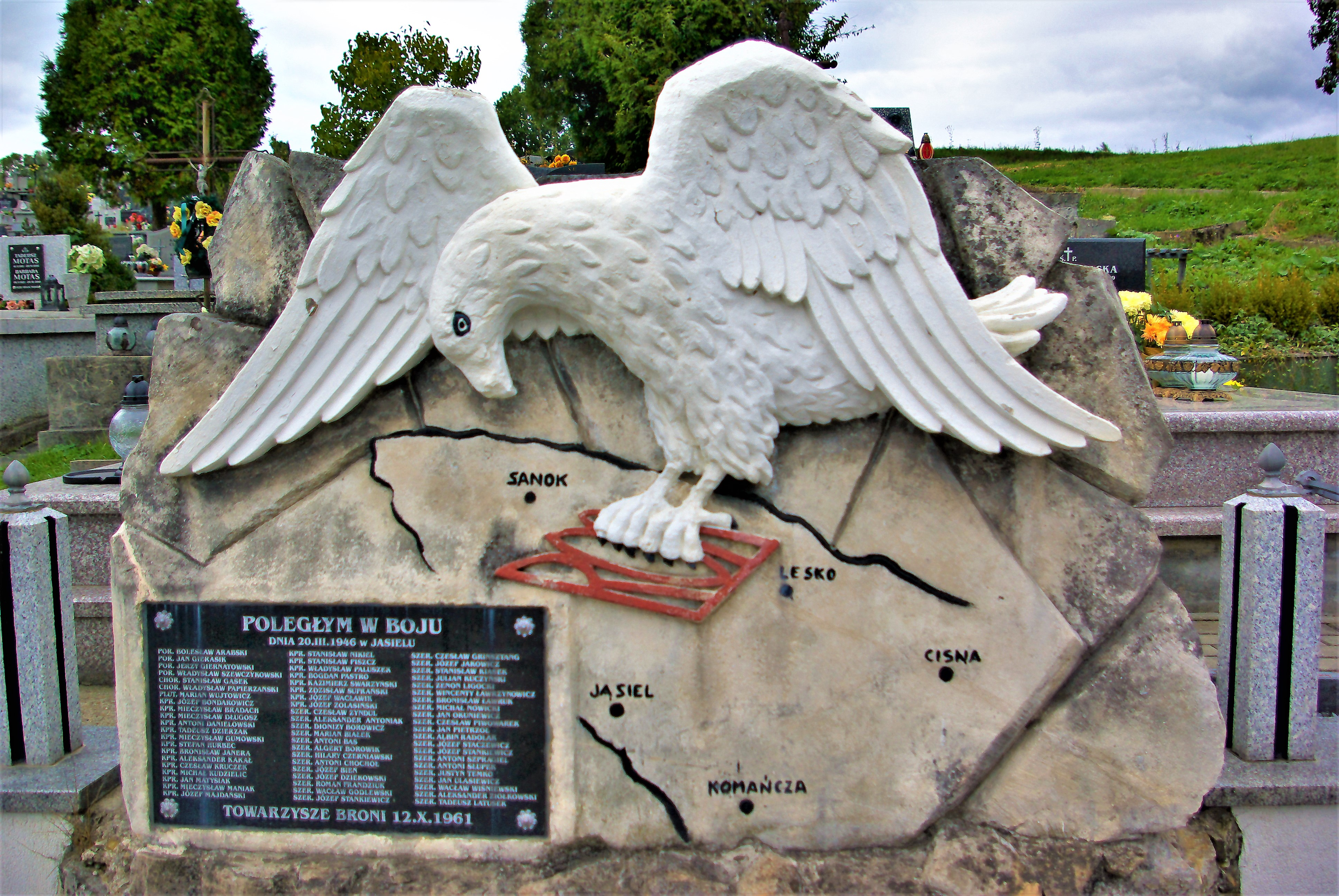
На могиле польских солдат, убитых УПА, «Белый орёл» топчет «Тризуб»

До начала 1947 года все наиболее боеспособные силы армии и войск безопасности народной Польши были задействованы в борьбе против польского вооружённого националистического подполья, подчинявшегося эмигрантскому правительству в Лондоне. На борьбу с УПА сил явно не хватало. На Закерзонне действовали несколько вооружённых организаций польского антикоммунистического подполья, ориентировавшихся на лондонское правительство. Главной вооружённой силой была Армия Крайова (АК), которая в 1945 году была переименована в «Свобода и независимость» (ВиН). АК была формально распущена в январе 1945 года приказом её главнокомандующего Леопольда Окулицкого («Медвежонка»). Однако были сохранены склады с оружием и законспирирована сеть бойцов. Как уже было сказано выше, WiN попыталась договориться с УПА о совместной борьбе против коммунистов. Однако на Закерзонье действовали ещё более экстремистские организации, например «Национальные вооружённые силы» (NSZ). Всех их объединяло негативное, шовинистическое отношение к украинцам. Они видели только одно решение «украинского вопроса» — этническую чистку. В июне 1945 года «NSZ» вырезали украинскую деревню Верховина, убив 194 жителя, в том числе женщин и детей.
К окончательной ликвидации УПА на своей территории польские власти приступили в апреле 1947 года, создав для этого оперативную группу «Висла», состоявшую из пяти армейских пехотных дивизий (3-я, 6-я, 7-я, 8-я, 9-я пехотные дивизии Польского войска, 1-й дивизии Корпуса внутренней безопасности и двух отдельных полков (5-го сапёрного и 1-го автомобильного). Общая численность задействованного личного состава насчитывала до 20 тыс. солдат и офицеров. Общее руководство было возложено на заместителя начальника Генерального штаба войска Польского генерала Стефана Моссора. Летом 1947 года отряды УПА на Закерзонье ведут упорные бои с польской армией во время Операции «Висла» и несут тяжёлые потери. Осенью 1947 после депортации 160 тыс. украинцев из юго-восточных воеводств Польши деятельность УПА на Закерзонье стала бесперспективной. В результате незначительная часть группы «Сян» пробилась через территорию Чехословакии в Западную Германию, остальные ячейки УПА были разбиты польскими войсками.
В итоге УПА оставила Закерзонский край. Одни отряды отправились в УССР, другие — рейдами к западной Германии и Австрии, где добрались до американской оккупационной зоны. Небольшие группы действовали на опустелом Закерзонье (так называемом «диком поле») ещё до осени 1953.
Всего за период с 1944 по 1947 год в боях с войсками коммунистической Польши украинское подполье потеряло 4 тыс. человек. Из них примерно — 1500 бойцы УПА, остальные — члены ОУН и сторонники этой организации. Польские потери составили 2196 человек, в том числе 997 военнослужащих, 600 милиционеров и местных чиновников, а также 599 мирных жителей.
Пленных партизан судили жёстко. Только один Военный Суд ОГ «Висла» приговорил к смертной казни 173 членов подполья, преимущественно рядовых оуновцев. Приговоры были выполнены. Тем более не могли надеяться на лёгкую судьбу их командиры. Пётр Фёдоров-«Дальнич», руководитель СБ-ОУН в Польше, после двухлетнего следствия в января 1950 года был приговорён к смертной казни. Приговор приведён в исполнение 11 апреля того же года. А вскоре, 31 мая, в Варшаве был приговорён к смертной казни командир ВО-6 «Сян» Мирослав Онышкевич. Его расстреляли 6 июля в тюрьме Варшава-Мокотув.

### УПА в Чехословакии
Первые бандеровцы начали проникать на территорию Чехословакии ещё летом 1945 году. Эта страна их интересовала, как кратчайший маршрут в американскую зону оккупации в Австрии и Германии. Также их акции носили пропагандистский характер — раздача открыток, призывы вливаться в отряды ОУН-УПА, критика советской власти. В августе 1945 года на территорию Словакии совершил рейд курень «Прута». Целью было освобождение лагеря с немецкими военнопленными в Кисаке. Из-за противодействия чешской разведки, рейд закончился неудачно. 10 сентября 1945 года курень вернулся на территорию Польши.
В ноябре 1945 г. УПА отправила на территорию Чехословакии уже несколько отрядов. Повстанцы захватили несколько сёл на северо-востоке страны. Так или иначе, правительство послало в эти районы армию — 2500 человек, выдавивших повстанцев из страны (6 декабря 1945 года операция закончилась).
В марте-апреле 1946 года УПА снова организовала большой рейд в Словакию. На территорию страны вошли сразу три сотни. Бандеровцы захватили несколько десятков деревень в Восточной Словакии. Пытаясь разыграть национальную карту, они призвали словаков воевать за Йозефа Тисо, организовывали сельское собрание в словацких деревнях. Их планом было решено организовать антикоммунистическое партизанское движение в Словакии (создать словацкий отряд «Врхала»), однако их планы провалились. Чехословацкая армия 18 апреля 1946 начала операцию «Широкие грабли» и вытеснила отряды УПА в Польшу. Восточная граница была усилена дополнительными армейскими соединениями и оборудована огневыми точками.
Летом 1947 года на территорию Чехословакии вторглись три сотни ОУН-УПА. В ответ чехословацкая армия под командованием генерала Юлиуша Носко приступила к выполнению операции «Б». У чехов не было опыта контрпартизанской войны, их части были плохо вооружены, недокомплект составлял 25—35 %, реальным боевым опытом владели только 12 % солдат. Чехи несли огромные потери, но Носко внёс тактические изменения в план сделки. Теперь армейские подразделения, снабжённые рациями, делились на оперативные группы и расходились по лесам и горам. Когда поступало сообщение об обнаружении отрядов УПА в том или ином районе, все подразделения взимались туда для их уничтожения. Благодаря таким действиям была окружена, уничтожена и частично пленена одна из трёх сотен УПА под командованием Бурлаки (Владимира Щигельского). Из двух других сотен (Михаила Дуды и Романа Гробельского) более или менее целой в Германию добралась только одна (сотня Дуды). Гробельский был пленён чехами, а Дуда летом 1950 года совершил самоубийство, когда был сброшен на парашюте английской разведкой в Ивано-Франковскую область и попал в окружение. По данным чехословацкого министерства внутренних дел, в результате операции «Акция Б» были убиты 59 бандеровцев, взяты в плен и ранены 39, взяты в плен 217 человек, добровольно сдался 29 человек. С чехословацкой стороны погибли 24 солдата и сотрудника госбезопасности. В американскую зону оккупации досталось только 1/5 первоначального состава — 97 человек.
Всего из около 400 бойцов УПА, рейдирующих через Чехию, к американцам вышло около 120. В боях с ними погибло 39 бойцов чехословацкой армии и сил безопасности, 5 пропали без вести, 81 получили ранения.

### Сотрудничество УПА/ОУН(б) с иностранными спецслужбами
После мартовской речи Черчилля 1946 года, провозгласившей начало холодной войны, ОУН, как и другие антисоветские формации восточной Европы, попала в поле зрения спецслужб Великобритании и США. Особенно активными были в этих контактах сторонники ОУН-Б. Надеясь на раскол в антигитлеровской коалиции и близкой войне между США и Англией, с одной стороны, и Советским Союзом — с другой, они всерьёз рассчитывали, что Третья мировая война, которая произойдёт в ближайшие несколько лет, принесёт Украине свободу и независимость.
Одна из секретных операций ЦРУ против СССР, которая проводилась в сотрудничестве со спецслужбами Великобритании, Италии и ФРГ, носила название «Аэродинамик». Её суть сводилась к тому, что ЦРУ обеспечивало финансирование и обучение членов ОУН, создавало тренировочные базы и выделяла инструкторов, а затем забрасывало десант повстанцев на советскую территорию. Там им предлагалось собирать разнообразную разведывательную информацию: данные о военных и промышленных объектах, о дислокации военных частей, их названия, вооружение, оснащение, расположение аэродромов, длину взлётных полос, типы самолётов и их количество, точное местонахождение партийных и административных зданий, расположение железнодорожных станций, транспорт, настроение в армии и в народе, а также привлечение в подполье ОУН новых членов.
Операция провалилась. Большинство десантников уничтожили или взяли в плен, какую-то часть из них удавалось перевербовать советскими спецслужбами, и уже вскоре они начинали выходить в радиоэфир, обеспечивая западные спецслужбы дезинформацией. Например, после того как сотрудники госбезопасности в июне 1951 осуществили захват группы парашютистов во главе с членом ОУН (б) и кумом Бандеры — Мироном Матвиейко, они в последующем «встретили» ещё 9 групп оуновцев, при захвате которых 18 человек были уничтожены, а 26 попали в плен. При этом пятеро из пленных выразили готовность сотрудничать с МГБ. И через некоторое время радисты во главе с Матвиейко начали снабжать Запад радиограммами с дезинформацией. Впоследствии они занимались этим в течение ещё 10 лет. До 1955 года УПА взаимодействовала с британской разведкой, собирая для неё сведения о положении в СССР.
В январе 2017 года Центральное разведывательное управление США опубликовало большое количество материалов, ранее считавшихся секретными. Среди них оказалось немало документов, касающихся отношений ЦРУ с украинскими националистами. Согласно им, американские разведчики установили связь с руководством Организации украинских националистов (ОУН) сразу же после войны, во второй половине 40-х годов; связь эта прервалась только в начале 90-х, с распадом Советского Союза. Один из самых ранних документов датирован апрелем 1947 года. Неизвестный агент (его имя затёрто) отчитывается о террористических актах, совершённых на территории Украины. Ничем не подтверждая, он сообщает, что во Львове взорвана электростанция, а в Корсунь-Шевченковском — гидроэлектростанция. Сообщается о большом количестве жертв среди мирного населения. Адресат донесения также затёрт.

### Контакты с УПА с другими антикоммунистическими движениями
Одним из центров вооружённого сопротивления в СССР в послевоенный период, наряду с Западной Украиной была Прибалтика, где активно действовали «Лесные братья». Лидером антисоветской освободительной борьбы выступала Литва, где до 1953 года велось вооружённое сопротивление советской власти. ОУН обращала особое внимание на необходимость установления связей с представителями литовского подполья, обуславливая это тем, что отдельные члены литовской политической эмиграции ещё в 1946 году вошли в состав Антибольшевистского блока народов (АБН). Первые контакты с литовским антисоветским движением Сопротивления удалось наладить в 1948 году на территории южной Беларуси. Здесь с группой литовских партизан, которая перешла на эту территорию, смог выйти на связь Кобринский надрайонный провод ОУН. В связи с этим 15 января 1949 года руководитель провода ОУН на Северо-западных украинских землях (ПЗУЗ) Василий Галаса написал письмо руководителю Брестского окружного провода ОУН , с требованием установить связь с руководством литовских националистических организаций, предварительно узнав об их структуре, программу, тактику антисоветской вооружённой борьбы и получив данные о состоянии борьбы литовского подполья против советской власти на территории Литвы.
Для поиска контактов с представителями прибалтийских движений Сопротивления был организован летом 1950 года рейд украинских повстанцев на территорию Прибалтики. Участники группы ОУН (б) взяли с собой брошюры «Ведут ли большевики к коммунизму», «Кто такие бандеровцы и за что они борются» Петра Федуна-«Полтавы», «Платформа УГВР» и «Универсал УГВР». Участники группы были настолько перегружены пропагандистской литературой, что не могли взять с собой большего количества продовольствия.

### Подавление повстанческого движения советской властью
В октябре 1944 года Красная Армия заняла всю нынешнюю территорию Украины. На освобождённых территориях советская власть собирала продовольствие, местных жителей мобилизовывали в Красную Армию и уже после нескольких дней подготовки отправляли на фронт. Молниеносно создавались гражданские администрации. Большинство партийных и государственных кадров составляли приезжие из Восточной Украины, которые часто вели себя, как в завоёванной стране, грубо относясь к местному украинскому населению. Польский историк Гжегож Мотыка считает, что были многочисленные примеры мошенничеств, краж и изнасилований, совершённых советскими служащими, поэтому и росла поддержка украинского подполья.
Сразу же после прихода Красной Армии украинские партизаны взялись за широкомасштабные боевые действия, призванные предотвратить возникновение местных советских органов власти. Эти действия поддерживала значительная часть населения. Подполье призвало к бойкоту мобилизации, атаковало конвои с мобилизованными, убивало коммунистических активистов, нападало на подразделения Красной Армии и НКВД.
12 февраля 1944 года было опубликовано первое обращение руководства СССР к УПА с призывом добровольно выйти из подполья и сложить оружие. В то же время начались масштабные операции зачистки. Лиц, заподозренных в содействии подполью, вывозили вглубь СССР. Тела убитых часто выставляли на всеобщее обозрение, чтобы запугать других. С этой же целью были организованы показательные судебные процессы и публичные казни схваченных членов ОУН-Б и УПА.
По мнению украинского историка-эмигранта Петра Мирчука, главной причиной, по которой НКВД начало широкомасштабные карательные операции против УПА, было покушение на командующего 1-м Украинским фронтом Николая Ватутина. Советская власть приступила к решительным действиям. В каждом районе был размещён гарнизон численностью до батальона, а в областных центрах — полки Внутренних Войск НКВД. В целом, на борьбу против УПА были направлены более 30 тысяч солдат НКВД. Некоторые подразделения прибывали в Украину непосредственно из Чечни и Калмыкии, где только что закончили депортации населения. В отдельных сёлах были созданы подчинённые НКВД истребительные батальоны (ИБ) из местных жителей. Для охраны железных дорог прибыли несколько бронепоездов, усиленных десантными группами. Однако эти силы не в полной мере справлялись с поставленной задачей. Для пресечения активной партизанской деятельности националистов требовались крупные войсковые операции по зачистке тыла. Уже с конца 1945 года на Западную Украину стали прибывать уходящие из Европы части 28-й и 38-й армий, в дополнение к размещённым здесь подразделениям 13-й и 52-й армий.
Важную роль в борьбе с украинским подпольем играла агентурная деятельность. В октябре 1944 года на Западную Украину из других частей УССР были направлены около 600 опытных оперативных сотрудников, которые занялись, в частности, созданием сети агентов. НКВД также начало организовать многочисленные спецгруппы, которые изображали УПА (в июне 1945 года насчитывалось 157 таких групп). Их задача состояла в ликвидации руководителей подполья и небольших групп партизан, снабжении войск НКВД разведывательной информацией и устройстве различных провокаций — чтобы посеять в подполье атмосферу взаимных подозрений.

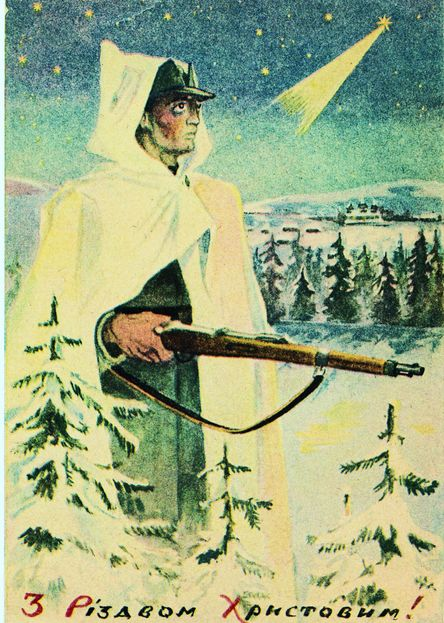
Рождественская открытка 1945

Зимой 1945—1946 года, как раз накануне запланированных на 10 февраля 1946 выборов в Верховный Совет СССР, советское командование решило нанести УПА решающий удар. К январю 1946 года численность войсковых соединений на Западной Украине была доведена до численности полноценного фронта времён войны — 585,5 тысяч человек. Этими силами была организована операция «Большая Блокада». Она заключалась в том, что после 10 января 1946 года на Западной Украине были размещены гарнизоны Красной Армии и НКВД. Их было сформировано 3,5 тыс., и каждый насчитывал от 20 до 100 солдат и офицеров, хорошо оснащённых автоматическим оружием. Кроме того, были созданы многочисленные мобильные группы, поддерживаемые бронеавтомобилями, которые проводили непрерывные облавы. «Большая Блокада» продолжалась до конца апреля и была прекращена в связи с появлением зелени в лесах. При её проведении были убиты 5 тыс. повстанцев. Ещё как минимум 9400 было взято в плен или задержано. Разгромить окончательно националистическое движение не удалось, однако численность участников движения сопротивления сократилась до 40 %.
Потери, которые украинское подполье понесло во время «Большой Блокады», сложно было компенсировать, поэтому оно решило окончательно распустить крупные отряды (сотни) УПА. В июле 1946 года главный командир УПА генерал Шухевич приказал расформировать партизанские подразделения. Дальнейшую борьбу должны были продолжать только законспирированные вооружённые отряды ОУН, выловить которые крупными войсковыми силами не представлялось возможным. Демобилизацию подразделений УПА проводили постепенно. В 1949 году в Галичине ещё действовали две сотни УПА (каждая в силе четы, то есть взвода), которые были распущены до конца года. Официально по приказу Романа Шухевича УГВР «временно» прекратило деятельность структур УПА с 3 сентября 1949 года.
Одним из самых эффективных методов борьбы с подпольем считалась депортация вглубь СССР семей партизан, или просто людей, подозреваемых в симпатиях к подполью. Первые депортации были проведены в 1944—1945 годах. Успехи в борьбе с подпольем побудили советскую власть временно отказаться в 1946 году от этого репрессивного мероприятия. Однако уже в 1947 году было решено провести большую депортации во всей Западной Украины. Кроме сторонников «бандитов», планировалось одновременно выселить кулаков, что должно было послужить прелюдией к форсированной принудительной коллективизации, развёрнутой в этом регионе в 1948—1950 годах. Операции выселения дали кодовое название «Запад». Спецслужбы начали её 21 октября 1947 года в 6 часов утра, и в большинстве областей завершили в тот же день. Например, в Тернопольской области более 13 тысяч человек были выселены в течение десяти часов. В последующие дни были выселены 26 644 семьи «активных националистов» — 76 192 человека, из которых 18 866 мужчин, 35 152 женщины, 22 174 детей. По мнению польского историка Гжегожа Мотыки, депортации напоминали применяемые немецкими оккупационными властями методы коллективной ответственности, но с разницей, что немцы расстреливали заложников и проводили пацификацию села, а советские спецслужбы ссылали подозреваемых в поддержке «бандитов» вглубь СССР. В 1949 году были депортированы из Западной Украины 25 527 человек, в 1950 — 41 149, в 1951 — 18 523 человека, а в 1952 году — 3229 человек.
С целью ликвидировать повстанческое движение и подорвать его социальную базу, партийные и государственные органы УССР предлагали рядовым участникам ОУН-УПА (в том числе тем, кто просто скрывался в лесах от мобилизации) и их добровольным помощникам амнистию в случае сдачи. С февраля 1944 по июль 1945 года этими предложениями воспользовалась 41 тыс. повстанцев, из которых 17 тыс. подверглось судебному преследованию, что впоследствии снизило эффективность этой меры. После детального рассмотрения партийными и советскими органами дел повстанцев, принявших амнистию, многих из них переселяли на восток, в промышленные районы Украины. Всего за 1944—1949 годы для участников ОУН-УПА было проведено 6 амнистий.
Больше всего внимания советские спецслужбы уделяли захвату или ликвидации лидеров ОУН-Б и УПА. Так, 26 января 1945 НКВД удалось арестовать одного из самых известных командиров украинского подполья на Волыни — Юрия Стельмащука-«Рыжего». Считается, что именно свидетельства Стельмащука помогли советским спецслужбам вычислить и уничтожить командира УПА-Север Дмитрия Клячкивского («Клима Савура»).
Командира УПА-Запад Василия Сидора-«Шелеста» советская опергруппа обнаружила и уничтожила в Осмолоде на Станиславщине в апреле 1949 года. 5 марта следующего года спецслужбам удалось установить убежище главного командира УПА «Тараса Чупрынки» в селе Белогорща на окраине Львова. Окружённый Шухевич принял бой, и был уничтожен.
После смерти Шухевича командование силами подполья принял полковник Василий Кук-«Лемиш». Его арестовали вместе с женой 24 мая 1954 года. Его арест привёл к концу существование украинского подполья как организованной структуры. Однако и дальше продолжались поиски отдельных групп и лиц, которые пытались действовать в крайне неблагоприятных обстоятельствах. Постепенно их устанавливало или уничтожало КГБ. Последней боевой жертвой со стороны советской власти в её войне с националистическим подпольем стал лейтенант КГБ Виктор Стороженко, убитый 12 октября 1959 года в лесу у села Тростянец Бережанского района Тернопольской области. Последнюю активную группу ОУН, которая состояла из трёх человек, КГБ уничтожил 14 апреля 1960 года в Подгаецком районе Тернопольской области.
Последним повстанцем называл себя Илья Оберишин, который провёл сорок лет на нелегальном положении и покинул лес только в 1991 году, после обретения Украиной независимости.
По данным МВД УССР в 1944—1956 годах на территории западных областей Украины повстанцы совершили 14 424 вооружённые акции, в том числе — 4904 теракта, 195 диверсий, 645 нападений на представителей советской власти и председателей колхозов. Жертвами повстанцев стали 30 676 человек, среди них: 687 сотрудников НКГБ-МГБ; 1864 сотрудника НКВД-МВД; 3199 военнослужащих внутренних, приграничных и вооружённых сил; 2590 бойцов истребительных батальонов; 2732 представителя органов советской власти разных уровней, 251 партийных работников, 207 комсомольских работников, 314 председателей колхозов, 15 355 колхозников и крестьян, 676 рабочих, 1931 представитель интеллигенции, 860 детей, стариков и домохозяек. По данным, озвученным начальником тайных операций ЦРУ Фрэнком Визнером, с конца Второй мировой войны до 1951 года ОУН/УПА уничтожили около 35 тысяч советских военнослужащих и членов компартии.
По данным 4-го отдела МГБ УССР, в 1944—1956 годах во время борьбы с украинским националистическим подпольем, было уничтожено 155 108 боевиков УПА и подпольщиков ОУН, из которых 1746 погибли в восточных областях Украины. По амнистии явились с повинной 76 753 повстанца. При этом был изъят один самолёт, 2 бронемашины, 61 артиллерийское орудие, 595 миномётов, 77 огнемётов, 358 противотанковых ружей, 844 станковых и 8327 ручных пулемётов, около 26 000 автоматов, более 72 тысяч винтовок и 22 тысяч пистолетов, более 100 000 гранат, 80 000 мин и снарядов, более 12 млн патронов. Разыскано и изъято более 100 типографий с печатной техникой, более 300 радиопередатчиков, 18 автомобилей и мотоциклов, обнаружено значительное количество складов с продуктами питания и националистической литературой. 134 тысячи человек были взяты в плен. Репрессиям (в частности, высылке в Сибирь) подвергались и мирные жители, оказывавшие помощь УПА: было арестовано 103 866 человек, из которых 87 756 было осуждено, 203 тысячи человек подверглись депортации в восточные регионы СССР.
Повстанческое движение было подавлено советскими спецслужбами, но стремление народа к независимости сохранилось.

### Просчёты советской власти при борьбе с УПА
В начальный период борьбы с повстанцами привлекались в основном крупные войсковые части и соединения, так, в одной из первых таких операций в начале 1944 года участвовали войска 1-го Украинского фронта, но эффект от таких масштабных мероприятий был небольшим. Мероприятия по зачистке районов дислокации УПА проводились без предварительной разведки и без продуманного плана, вследствие чего облавы и прочёсывания не приносили должных результатов.
1945 год стал на Западной Украине годом «больших облав». К этому времени в наиболее беспокойных районах постепенно начали набирать силу органы советской и партийной администрации. Комплектовалась местная милиция, из числа партийного и комсомольского актива формировались истребительные батальоны и отряды, появилась и сеть информаторов. После ликвидации крупных и средних соединений националистов (зима-весна 1945 года) ликвидация мелких групп не была поставлена должным образом. Привлекаемые к операциям силы часто были хуже вооружены, чем их противники (винтовки против автоматов и пулемётов), слабая координация между разными структурами приводила к неразберихе и в ряде случаев к стрельбе «по своим». После ликвидации мелких подразделений (зимой-весной 1946 года) не была налажена работа по нейтрализации групп и одиночек. Реорганизация НКВД весной 1946 года и передача большей части функций в МГБ негативно сказалась на качестве оперативной работы. Реакция на смену тактики националистического подполья была запоздалой. Слабое руководство низовым звеном работы и отсутствие разумной инициативы привело к застою в результативности операций.
С июля 1946 года в результате понесённых потерь в ходе «Большой Блокады» бандеровцы сменили тактику, от открытого противостояния они перешли к террору и диверсиям. Уцелевшие при разгроме курени и сотни переформировали в более манёвренные вооружённые группы из 8-12 человек. Националисты прятались в схронах и оттуда совершали свои набеги на советские учреждения и на подразделения Советской армии. Некоторые схроны были огромными, площадью в десятки тысяч квадратных метров, деревянными подземными крепостями из многих помещений, соединённых переходами. На первых порах выявлять схроны сотрудникам советских спецслужб было непросто. Во время масштабных облав солдаты искали их с помощью двухметровых щупов и служебных собак. Зимой на восходе или закате солнца обнаружить подземное логово можно было по еле заметной струйке воздуха, колеблющейся на морозе. Взять националистов живыми в бункере было крайне сложно. Они либо вступали в заведомо гибельную для себя перестрелку, либо совершали самоубийство. Во избежание подобного исхода, схроны забрасывались газовыми гранатами.
Впрочем, при всей важности таких операций, поиск и штурм бункеров не являлся для спецслужб первостепенной задачей. Главным направлением оставалось внедрение своих людей в националистическое подполье, вербовка агентов и идеологическое воздействие на противника. После освобождения земель Западной Украины из бывших членов ОУН — УПА, бывших партизан-ковпаковцев и сотрудников госбезопасности были созданы спецгруппы, которые получали задание проникать в подполье или в подразделения УПА для физического уничтожения или компрометации командования ОУН — УПА и разложения подпольных формирований изнутри. Нередко они действовали таким образом, чтобы в этом подозревались отряды ОУН — УПА. Действия таких спецгрупп зачастую сопровождалось нарушениями законности и преступлениями против непричастных местных жителей, что не придавало особого успеха в деле ликвидации данной структуры. Данная доктрина использовалась для дискредитации УПА как среди местного населения, так и среди всего населения Советского Союза. В действиях Внутренних войск во время операции «были случаи незаконных расстрелов ни в чём не повинных граждан, мародёрства, пьянства, недисциплинированности солдат и офицеров, и, что ещё хуже, с этими преступлениями ни велась решительная борьба».
На превышение этими отрядами служебных полномочий всё же обращали внимание. В частности, военный Военный прокурор войск МВД Украинского округа Г. Кошарский в докладной записке Н. С. Хрущёву указывал на факты нарушений законности спецгруппами МГБ. Уже через неделю после получения докладной записки Кошарского ему поручили тщательно расследовать все факты грубого нарушения советской законности и виновных, допустивших их, строго наказать.
На заседании ЦК КПУ в начале лета 1953 года отмечались такие причины, приведшие к неполной ликвидации националистического подполья:
- По силовым ведомствам (НКВД-МВД НКГБ-МГБ):

«Увлечение массовыми войсковыми операциями, упадок агентурно-чекистской работы, упущение момента, когда войсковые операции, необходимые и полезные в период освобождения, стали фактором, который по сути раздражал население и по сути действовал на руку врагам. Без внимания и контроля осталась база поддержки подполья, состоявшая из родственников осуждённых и уничтоженных участников подполья и тех, кто легализировался и явился с повинной».
- По партийно-организационной линии:

В результате слабой работы местных партийных и советских органов и недостаточного руководства со стороны ЦК КПУ привели к тому, что среди значительной части населения западных областей существует недовольство хозяйственными, политическими и культурными мероприятиями, которые осуществляются на местах. Недостаточное вовлечение местного населения в различные сферы социальной жизни, где были представлены преимущественно выходцы из восточной Украины и других республик СССР. Указывалось также на то, что борьба с националистическим подпольем часто велась путём массовых репрессий и чекистско-войсковых операций, а применение репрессий вызывало недовольство населения и вредило делу борьбы с националистами.

## Современное отношение к Украинской повстанческой армии

### Польша
В Польше к УПА относятся негативно из-за неоднократного уничтожения бойцами УПА гражданского населения Польши. В 2016 году парламент Польши квалифицировал действия солдат УПА против польского населения как геноцид. В начале 2018 года польский парламент принял новую версию закона об институте национальной памяти, согласно которой отрицание преступлений украинских националистов во время Второй мировой войны (в частности Волынской резни) стало уголовно наказуемым. Священник Армянской католической церкви, Тадеуш Исакович-Залесский считает, что Украинская повстанческая армия, как и СС или гестапо, навсегда останется преступной организацией, ответственной за страдания десятков тысяч поляков и евреев[значимость факта?].

### Украина

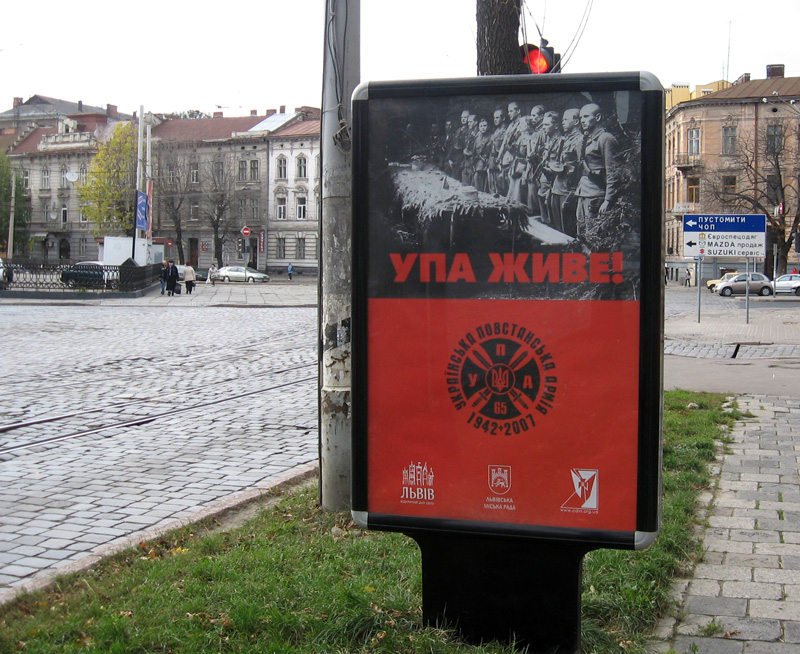
Ситилайт, изготовленный по заказу Львовского городского совета с надписью «УПА живёт!» напротив здания СБУ во Львове

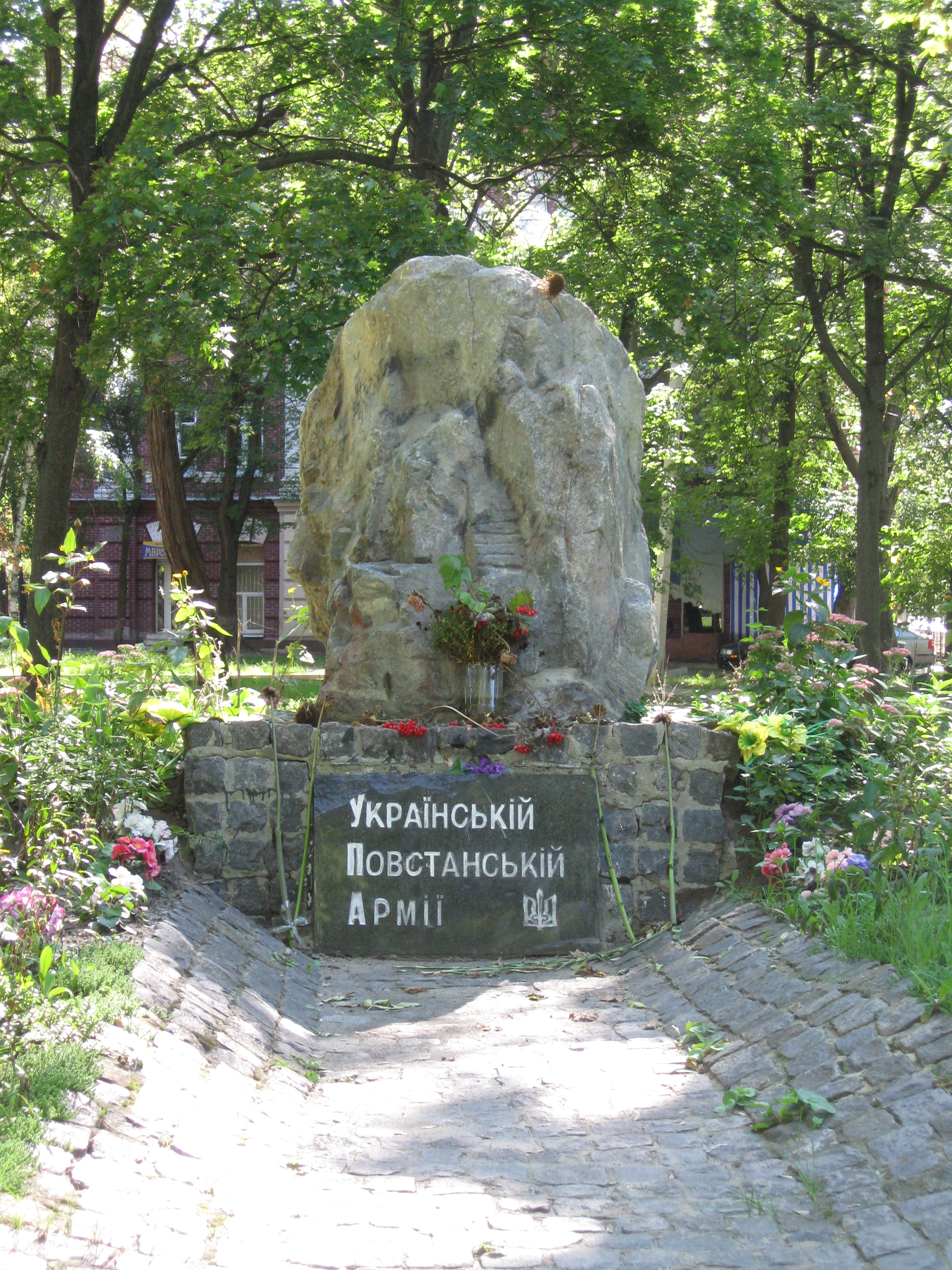
Памятный знак УПА в Харькове. Поставлен в 1996 году, уничтожен неизвестными вандалами в апреле 2013 года, временно заменивший его крест спилен в ночь на 6 февраля 2014 года. Восстановлен в виде таблички весной 2014 года, камень восстановлен в декабре 2021.

Многие воины УПА вынуждены были эмигрировать на Запад и осели в США, Канаде, Великобритании и Франции, но в начале 1990-х годов стали возвращаться на свою родину. Польский историк Гжегож Мотыка высказал мнение, что любое антикоммунистическое подполье в СССР характеризовалось как коллаборационистское, и бандитское. Также по его словам, факты, которые могли бы положительно свидетельствовать об УПА (борьба за независимость Украины), в постсоветской историографии были упущены, а факты сотрудничества с нацистской Германией были подчёркнуты.
11 мая 1995 года Львовский облсовет принял решение «О статусе ветеранов Украинской повстанческой армии, гарантии их социальной защиты», согласно которому УПА признана воюющей стороной во второй мировой войне, а её ветераны — борцами за свободу и независимость Украины на территории Львовской области.
В августе 1996 года часть депутатов Верховной Рады Украины (95 человек) призвали народы и правительства Украины, России, Польши, Израиля и других осудить УПА как фашистскую организацию за уничтожение народов.
В сентябре 1997 года при Кабинете министров Украины была создана правительственная комиссия по изучению деятельности ОУН-УПА. Лишь через пять лет, 10 июля 2002 года, на одном из заседаний комиссии было решено с помощью Национальной академии наук создать рабочую группу историков, чтобы провести научное исследование деятельности УПА и на основе полученных данных определить их официальный статус. Решение по данному поводу принимали уже совсем другие люди, пришедшие к власти в результате «Оранжевой революции». 14 октября 2005 правительственная комиссия во главе с вице-премьером Вячеславом Кириленко одобрила экспертные выводы рабочей группы, которая предложила считать деятельность ОУН-УПА борьбой за свободу и независимость Украины. С 2005 года на Украине ежегодно 14 октября (на праздник Покрова) активисты различных националистических организаций, отмечающие годовщину создания Украинской повстанческой армии, проводят марши.
14 октября 2006, в 64-ю годовщину создания УПА, президент Украины Виктор Ющенко подписал указ «О всестороннем изучении и объективном освещении деятельности украинского освободительного движения и содействии процессу национального примирения», в котором потребовал от правительства разработать законопроект о придании особого статуса ветеранам ОУН-УПА, а от Министерства образования и науки — популяризировать историю УПА как украинского национально-освободительного движения, организовать выпуск литературы, научно-популярных фильмов и передач об участии украинцев во Второй мировой войне, «всесторонне и объективно освещать в учебно-воспитательном процессе» деятельность таких организаций, как ОУН-УПА, Украинская освободительная организация и других.
Весной 2007 года Харьковский и Херсонский областные советы обратились к депутатам Верховной рады с призывом не допустить реабилитацию УПА и присвоения бандеровцам статуса участников войны.
12 октября 2007 года указом президента Украины Виктора Ющенко Роману Шухевичу было присвоено почётное звание «Герой Украины» «за выдающийся личный вклад в национально-освободительную борьбу за свободу и независимость Украины и в связи со 100-летней годовщиной со дня рождения и 65-летней годовщиной создания Украинской повстанческой армии». Областной совет Луганской области призвал Ющенко отменить этот указ о присвоении.
3 декабря 2007 Харьковский областной совет, большинство в котором составляла Партия регионов, принял заявление о том, что «на территории Харьковской области ОУН-УПА была воюющей стороной на стороне фашистской Германии», и охарактеризовал УПА как «формирования, которые подчинялись командованию фашистской Германии и использовались им во время Второй мировой войны против Советского Союза и государств антигитлеровской коалиции». Депутаты подвергли критике действия Виктора Ющенко, расценив их «как попытку навязать украинскому обществу видение событий в годы Великой Отечественной войны с точки зрения ограниченной группы лиц, которые виновны в совершении самых ужасных преступлений против мира и человечества», а также заявили, что «попытки реабилитации коллаборационизма и предательства ведут к раздору, угрожают будущему Украины». Харьковский областной совет призвал «не допускать героизации ОУН-УПА» и предложил органам власти на территории области «демонтировать в случае наличия любые памятные знаки, установленные в честь ОУН-УПА или их боевиков». На следующий день Украинская народная партия заявила о необходимости роспуска Харьковского областного совета за «антигосударственную и антиукраинскую позицию».
Президент Украины Виктор Ющенко 29 января 2010 года своим указом признал членов украинской повстанческой армии (УПА) борцами за независимость Украины.
21 апреля 2010 года Донецкий апелляционный административный суд признал незаконным указ, изданный президентом Виктором Ющенко, о присвоении звания Героя Украины главнокомандующему УПА Роману Шухевичу и отменил его. 2 апреля 2011 года Донецкий окружной суд признал указ Ющенко о присвоении Бандере звания Героя Украины незаконным, сославшись на то, что Бандера не являлся гражданином Украины, а по закону Героем Украины может стать только украинский гражданин.
9 апреля 2015 года Верховная рада Украины признала членов УПА борцами за независимость Украины. Таким образом, её участники получили право на социальные гарантии и льготы от государства. Одним из авторов законопроекта был сын Романа Шухевича — Юрий Шухевич. 15 мая 2015 года Пётр Порошенко подписал данный закон. В декабре 2018 года принят закон, предоставляющий солдатам УПА статус участников боевых действий, которым положена дополнительная социальная защита, в том числе льготы на оплату коммунальных услуг и проезд в общественном транспорте, а также медицинское обслуживание и обеспечение медикаментами.
Весной 2015 года в СМИ неоднократно появлялась информация об организации «Украинская повстанческая армия», которая брала на себя ответственность за убийства пророссийских политиков Украины — бывших соратников Виктора Януковича: Михаила Чечетова, Александра Пеклушенко, Станислава Мельника, Олега Калашникова, Олеся Бузины. Интересно, что первые трое погибли в результате самоубийства (или в результате инсценировки самоубийства). Спецслужбы Украины опровергали существование «УПА».

#### Улицы в честь ОУН-УПА
В ряде городов Украины есть улицы, названные в честь УПА. В частности:
- улица Героев УПА во Львове
- улица Героев УПА в Ивано-Франковске
- улица Героев УПА в Трускавце
- Улица Героев УПА в Броварах
- улица Воинов УПА в Тернополе
- Улица Героев УПА в городе Первомайск Николаевской области

#### Памятники ОУН-УПА

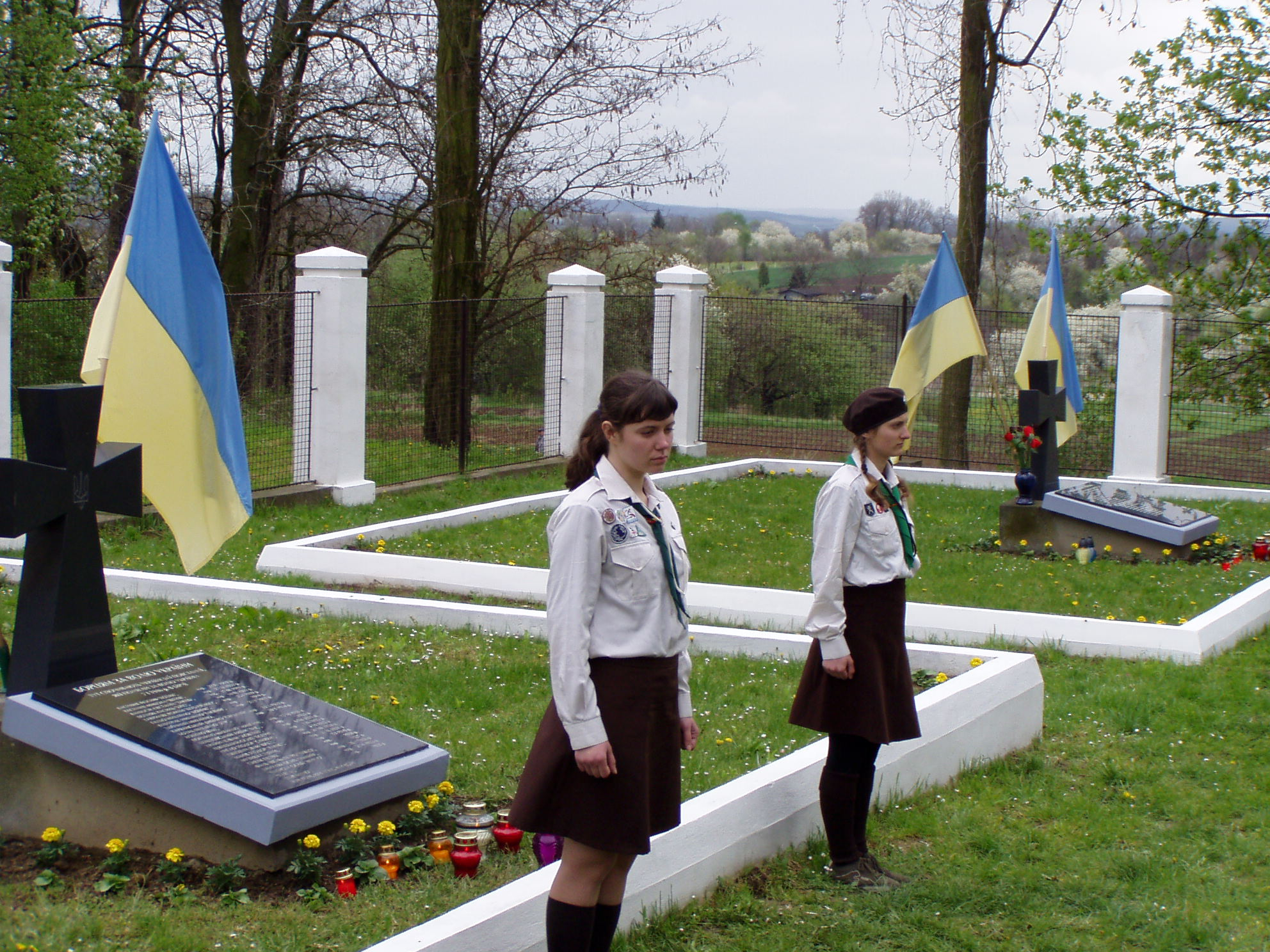
Подкарпатское воеводство, 2007
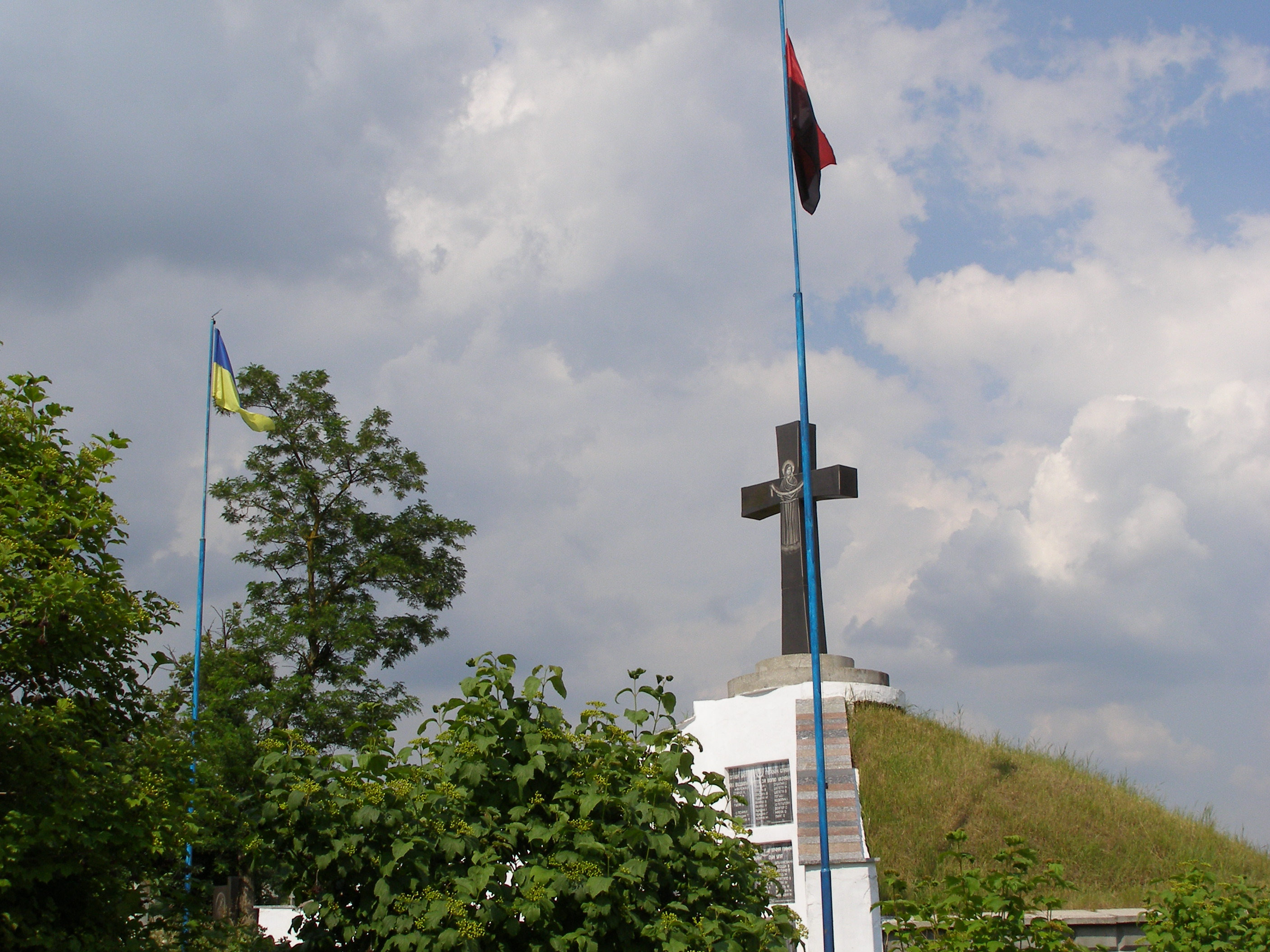
Бережаны, Тернопольская область, 2008
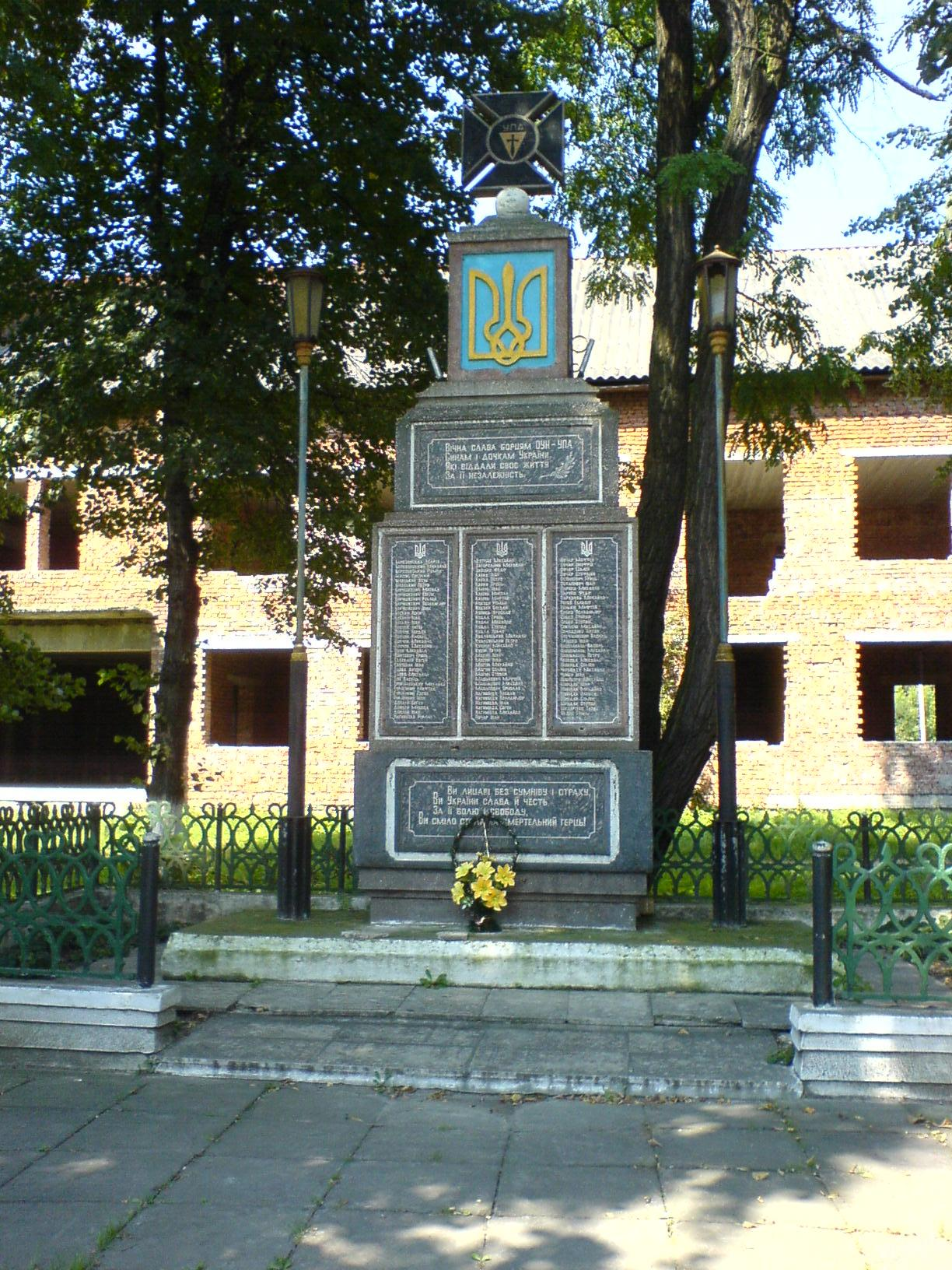
Езуполь, Ивано-Франковская область, 2008
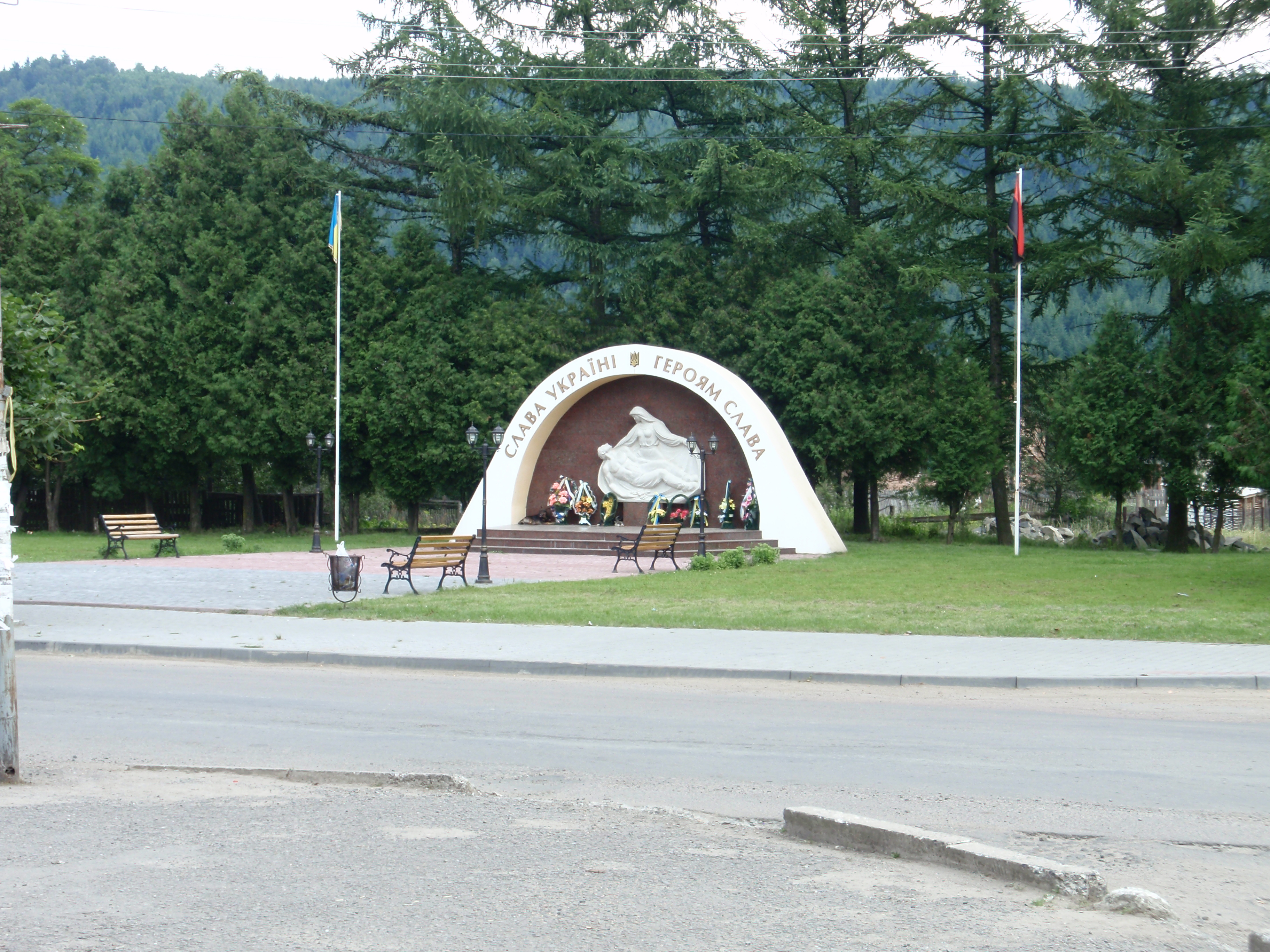
Сколе, Львовская область, 2009
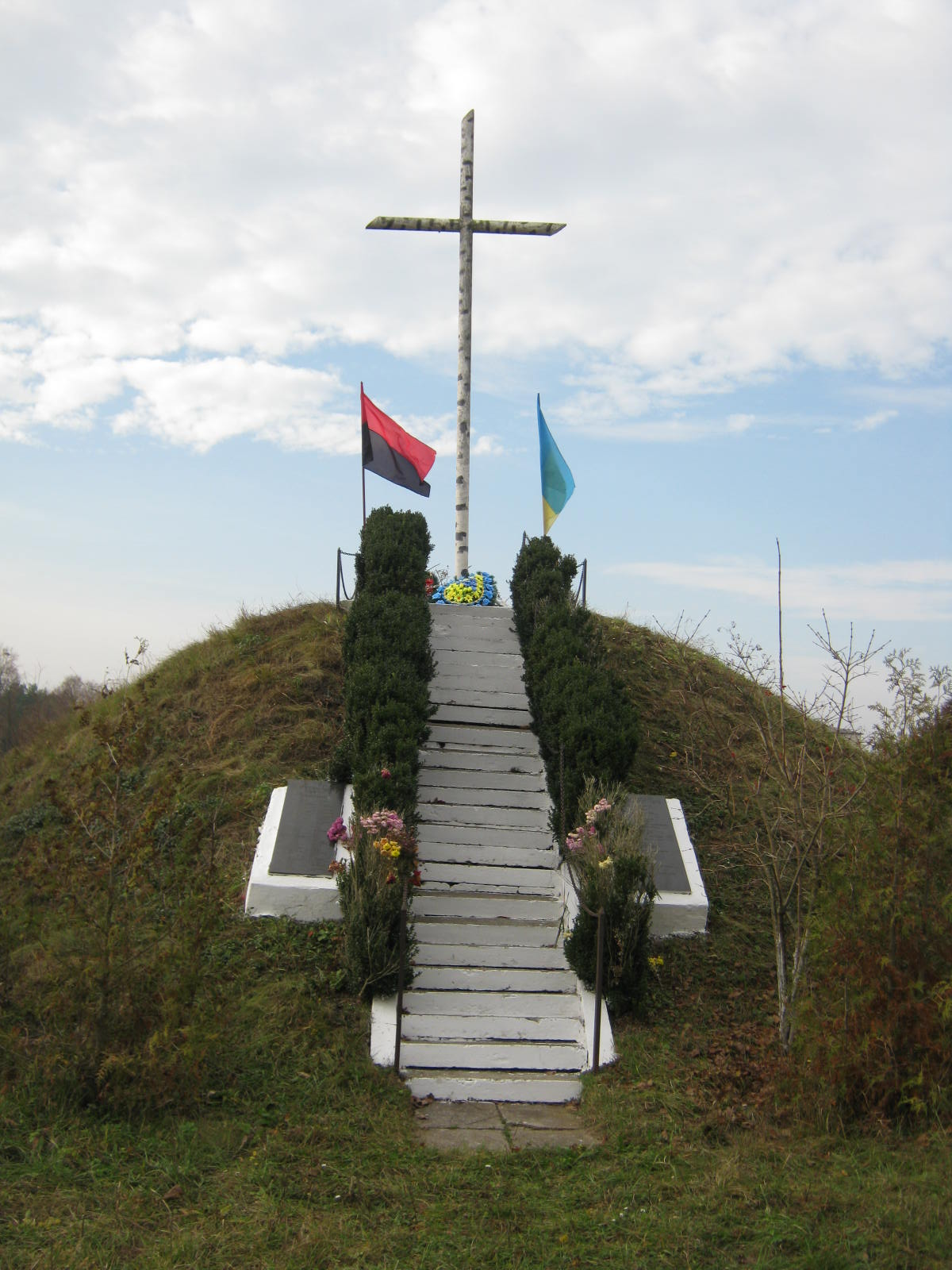
Бучач, Тернопольская область, 2013
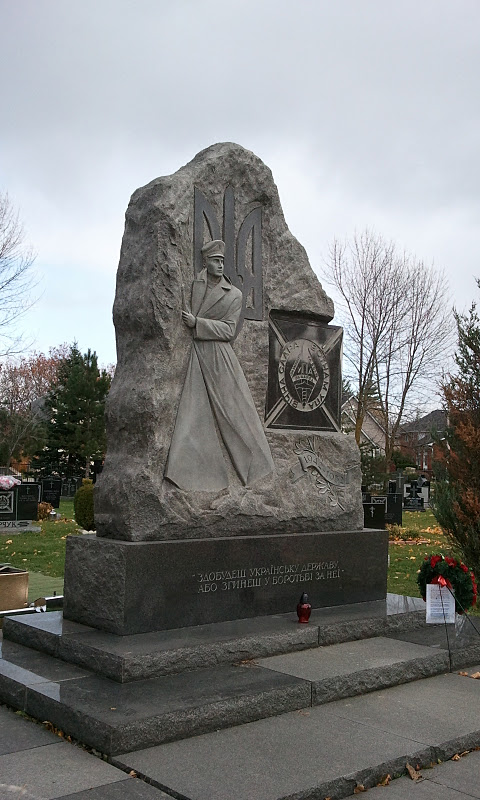
Памятник «Слава УПА», Оквилл, Канада, 1988
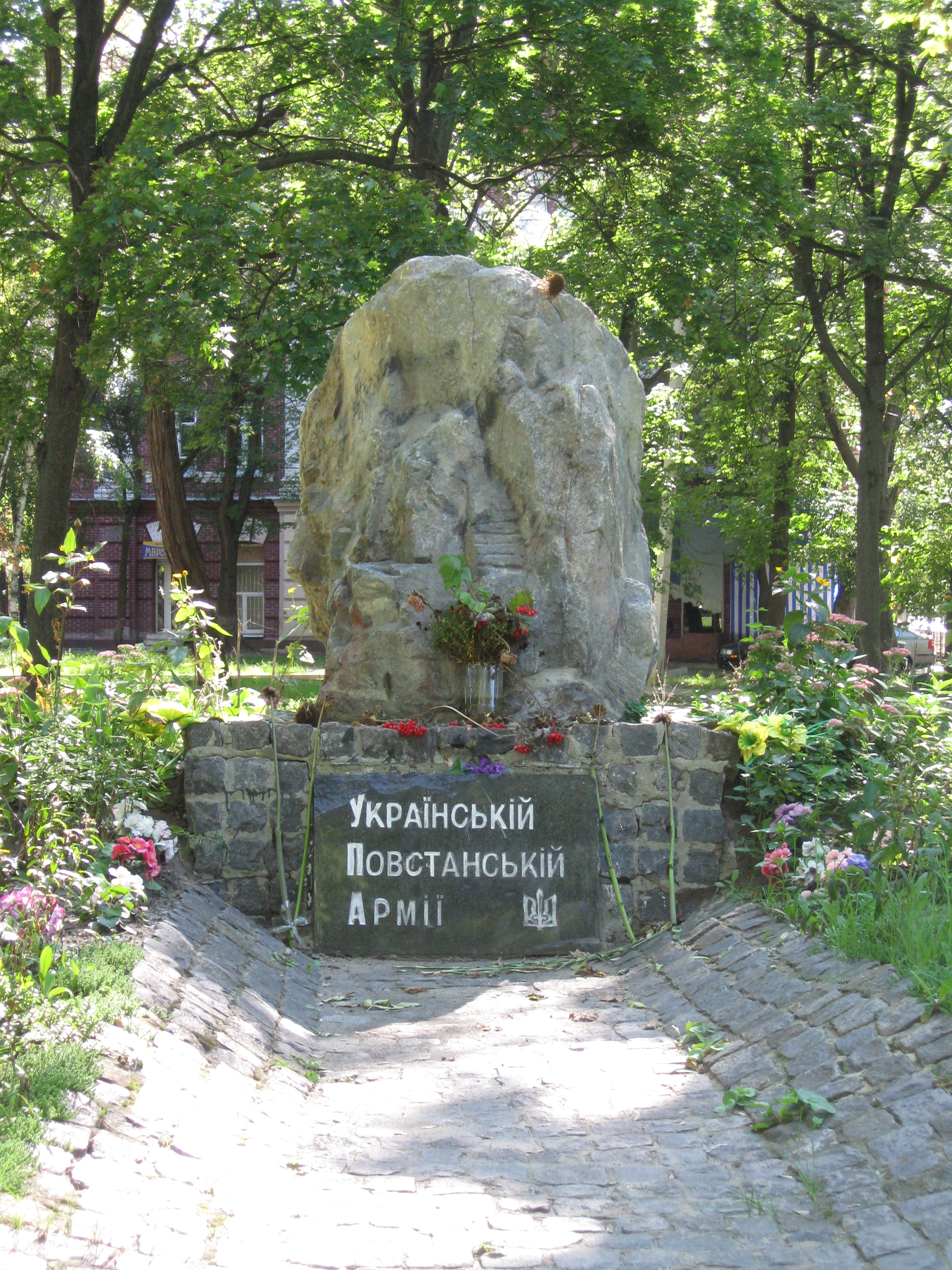
Памятный знак УПА в Харькове, 1992

### Россия
Организация «Украинская повстанческая армия» (УПА) на территории Российской Федерации признана экстремистской и запрещена.
Российская пропаганда широко использует действия ОУН и УПА, указывает на преступления, совершённые этими двумя организациями, и создаёт миф о «фашистском украинском государстве» и его гражданах как людях, жаждущих войны.
По словам украинского историка Виталия Нахмановича, Россия и Советский Союз целенаправленно и абсолютно сознательно создавали из своих врагов (УПА) героев для Украины. Можно с этим соглашаться или против этого бороться, но бороться — значит вставать на сторону тех, кто борется с независимостью Украины.

### Литва
В июне 2009 г. в парламенте Литвы директор отраслевого государственного архива СБУ Владимир Вятрович и директор Центра исследований освободительного движения Руслан Забилый открыли выставку «Украинская повстанческая армия. История непокоренных".

## Присягавоина УПА
Официально утверждена 19 июля 1944.

Я, воин Украинской Повстанческой Армии, взяв в руки оружие, торжественно клянусь своей честью и совестью перед Великим Народом Украинским, перед Святой Землёю Украинской, перед пролитой кровью всех Наилучших Сыновей Украины и перед Наивысшим Политическим Руководством Народа Украинского:
Бороться за полное освобождение всех украинских земель и украинского народа от захватчиков и обрести Украинское Самостоятельное Соборное Государство. В этой борьбе не пожалею ни крови, ни жизни и буду биться до последнего вздоха и окончательной победы над всеми врагами Украины.
Буду мужественным, отважным и храбрым в бою и беспощадным к врагам земли украинской.
Буду честным, дисциплинированным и революционно-бдительным воином.
Буду исполнять все приказы вышестоящих.
Строго охранять военную и государственную тайну.
Буду достойным побратимом в бою и боевой жизни всем своим товарищам по оружию.
Когда я нарушу или отступлю от этой присяги, то пусть меня покарает суровый закон Украинской Национальной Революции и падёт на меня презрение Украинского Народа.
Оригинальный текст (укр.)Я, воїн Української Повстанської Армії, взявши в руки зброю, урочисто клянусь своєю честю і совістю перед Великим Народом Українським, перед Святою Землею Українською, перед пролитою кров'ю ycix Найкращих Синів України та перед Найвищим Політичним Проводом Народу Українського:
Боротись за повне визволення всіх українських земель і українського народу від загарбників та здобути Українську Самостійну Соборну Державу. В цій боротьбі не пожалію ні крови ні життя і буду битись до останнього віддиху і остаточної перемоги над усіма ворогами України.
Буду мужнім, відважним і хоробрим y бою та нещадним до ворогів землі української.
Буду чесним, дисциплінованим і революційно-пильним воїном.
Буду виконувати всi накази зверхників.
Суворо зберігатиму військову і державну таємницю.
Буду гідним побратимом y бою та в бойовому життю всім своїм товаришам по зброї.

Коли я порушу, або відступлю від цієї присяги, то хай мене покарає суворий закон Української Національної Революції і спаде на мене зневага Українського Народу.

## Награды УПА
Приказом Главного Командования УПА (ч. 3/44) от 27 января 1944 года в Украинской повстанческой армии была учреждена своя наградная система. Согласно этому приказу, награду мог получить любой солдат, независимо от ранга и служебных обязанностей. Представление на награждение с указанием точного описания заслуги и её свидетелей могли подавать старшие командиры УПА. Поданные представления утверждал УГОС (укр. УГВР) или соответствующий вышестоящий командир.
Крест Боевой Заслуги
Кресты боевой заслуги, вне зависимости от степени и класса, имели одинаковый размер: 27×27 мм (не считая орденской ленты). В основу каждого ордена был положен равноконечный крест с выступающими из-под него остриями вниз скрещёнными мечами. В центре креста располагался ромб с украинским тризубом. Лента к кресту тёмно-красного цвета имела две чёрные горизонтальные полоски. Кресты носили на пятиконечной колодке, обтянутой лентой. На ленте каждого креста были закреплены ромбовидные «звёздочки» из металла, идентичного металлу креста.
Крест Заслуги
Кресты Заслуги, вне зависимости от степени и класса, имели одинаковый размер: 27×18 мм (не считая орденской ленты, имевшей ширину 30 мм). В основу каждого ордена был положен стилизованный крест. В центре креста располагался ромб с украинским тризубом. Лента к кресту тёмно-красного цвета имела две чёрные вертикальные полосы ближе к краям ленты. Кресты носили на пятиконечной колодке, обтянутой лентой. На лентах, в зависимости от степени ордена, располагалась одна или две горизонтальные металлические полоски соответствующие орденскому.

## Галерея

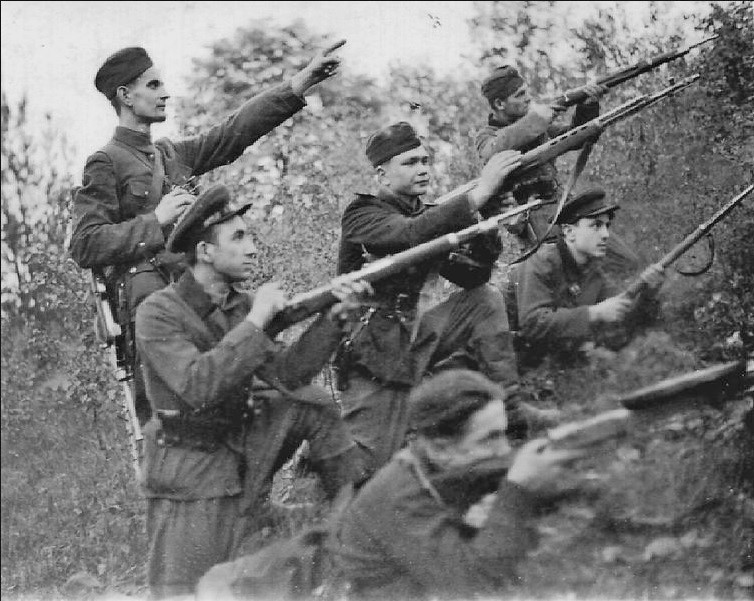
Повстанцы из Острожского полка в Суражских лесах. Декабрь 1943
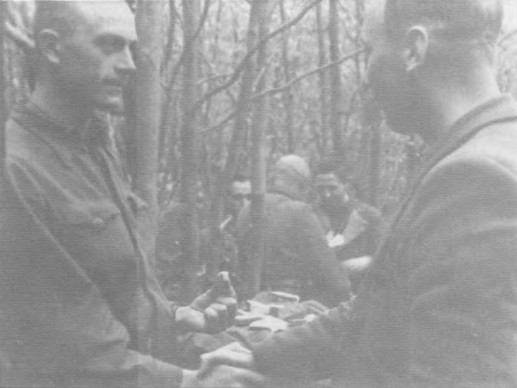
Евгений Пришляк и Ярослав Дякон на праздновании Пасхи 1948 года
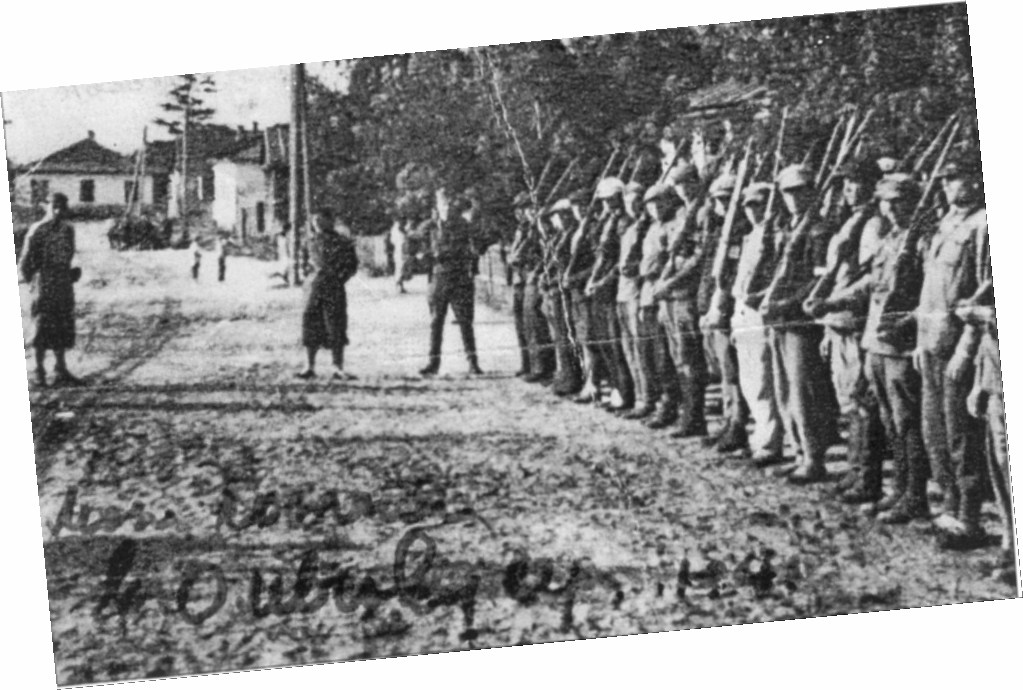
Подразделение УПА (Полесской Сечи) в городе Олевск, осень 1941
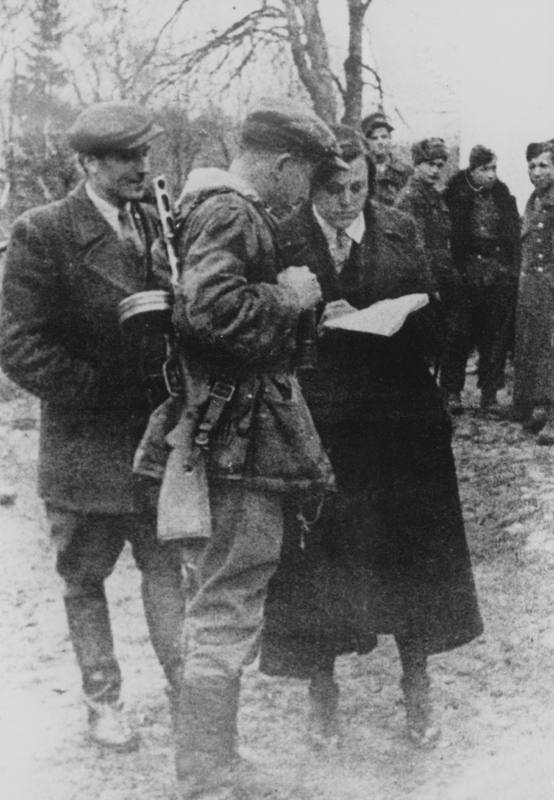
Конференция порабощённых народов Востока Европы и Азии. Слева направо: Роман Шухевич, Дмитрий Грицай, Екатерина Мешко-Логуш, село Будераж Ровенской области. ноябрь 1943
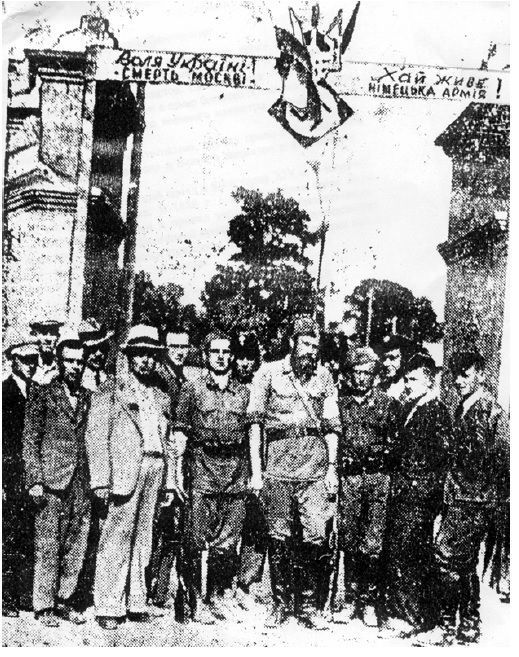
Тарас Боровец и Полесская сечь встречают немецкую армию в Сарнах. 21 сентября 1941
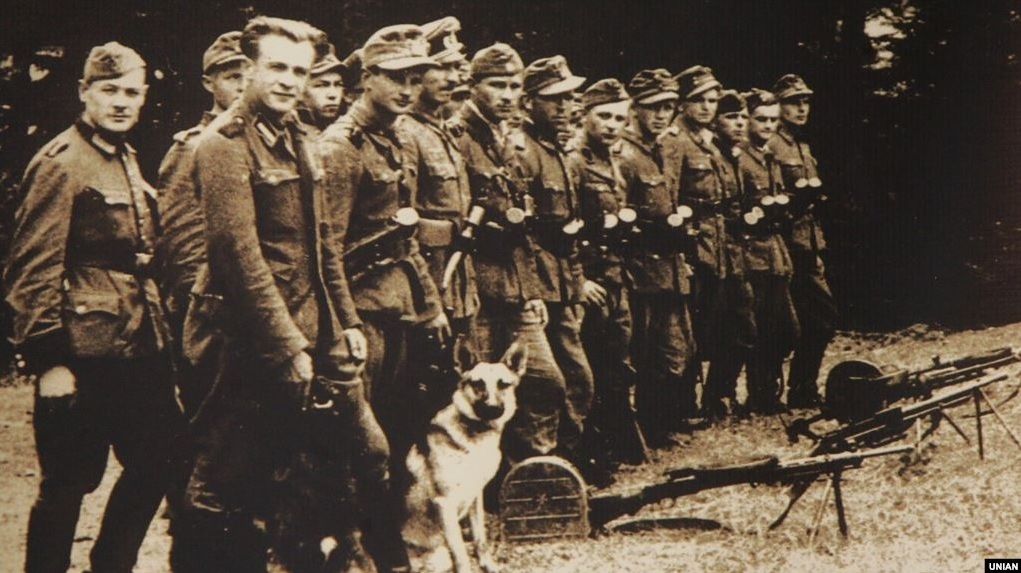
Бойцы сотни УПА «Львы» при охране Сбора УГВР в июле 1944 года в селе Спрыня Львовской области

## УПА в произведениях искусства

### В художественной литературе
- Далёкий Н. А. За живой и мёртвой водой. Роман / ред. Н. Кравченко. — Киев: Дніпро, 1975. — 432 с. — 100 000 экз.

### В художественных фильмах
- Аннычка (СССР, 1968)
- Белая птица с чёрной отметиной (СССР, 1970)
- Тревожный месяц вересень (СССР, 1976)
- Высокий перевал (СССР, 1982)
- Вечный зов. Бессмертие (СССР, 1983)
- Провал операции «Большая Медведица» (СССР, 1983)
- Государственная граница. За порогом победы (СССР, 1987)
- Отряд специального назначения (СССР, 1987)
- Утраченные рассветы[укр.] (Украина, 1995)
- Непокорённый (Украина, 2000)
- Железная сотня (Украина, 2004)
- Мы из будущего 2 (Россия, 2010)
- Волынь (Польша, 2016)
- Червоный (Украина, 2017)
- Операция «Карпаты» (Россия, 2024)